# 1949
Portal Geschichte | Portal Biografien | Aktuelle Ereignisse | Jahreskalender | Tagesartikel

◄ |
19. Jahrhundert |
20. Jahrhundert
| 21. Jahrhundert

◄ |
1910er |
1920er |
1930er |
1940er
| 1950er | 1960er | 1970er | ►

◄◄ |
◄ |
1945 |
1946 |
1947 |
1948 |
1949
| 1950 | 1951 | 1952 | 1953 | ► | ►►
Staatsoberhäupter · Wahlen · Nekrolog  · Literaturjahr · Musikjahr · Filmjahr · Rundfunkjahr · Sportjahr
| Januar | Januar | Januar | Januar | Januar | Januar | Januar | Januar |
| Kw     | Mo     | Di     | Mi     | Do     | Fr     | Sa     | So     |
| ------ | ------ | ------ | ------ | ------ | ------ | ------ | ------ |
| 53     |        |        |        |        |        | 1      | 2      |
| 1      | 3      | 4      | 5      | 6      | 7      | 8      | 9      |
| 2      | 10     | 11     | 12     | 13     | 14     | 15     | 16     |
| 3      | 17     | 18     | 19     | 20     | 21     | 22     | 23     |
| 4      | 24     | 25     | 26     | 27     | 28     | 29     | 30     |
| 5      | 31     |        |        |        |        |        |        |

| Februar | Februar | Februar | Februar | Februar | Februar | Februar | Februar |
| Kw      | Mo      | Di      | Mi      | Do      | Fr      | Sa      | So      |
| ------- | ------- | ------- | ------- | ------- | ------- | ------- | ------- |
| 5       |         | 1       | 2       | 3       | 4       | 5       | 6       |
| 6       | 7       | 8       | 9       | 10      | 11      | 12      | 13      |
| 7       | 14      | 15      | 16      | 17      | 18      | 19      | 20      |
| 8       | 21      | 22      | 23      | 24      | 25      | 26      | 27      |
| 9       | 28      |         |         |         |         |         |         |

| März | März | März | März | März | März | März | März |
| Kw   | Mo   | Di   | Mi   | Do   | Fr   | Sa   | So   |
| ---- | ---- | ---- | ---- | ---- | ---- | ---- | ---- |
| 9    |      | 1    | 2    | 3    | 4    | 5    | 6    |
| 10   | 7    | 8    | 9    | 10   | 11   | 12   | 13   |
| 11   | 14   | 15   | 16   | 17   | 18   | 19   | 20   |
| 12   | 21   | 22   | 23   | 24   | 25   | 26   | 27   |
| 13   | 28   | 29   | 30   | 31   |      |      |      |

| April | April | April | April | April | April | April | April |
| Kw    | Mo    | Di    | Mi    | Do    | Fr    | Sa    | So    |
| ----- | ----- | ----- | ----- | ----- | ----- | ----- | ----- |
| 13    |       |       |       |       | 1     | 2     | 3     |
| 14    | 4     | 5     | 6     | 7     | 8     | 9     | 10    |
| 15    | 11    | 12    | 13    | 14    | 15    | 16    | 17    |
| 16    | 18    | 19    | 20    | 21    | 22    | 23    | 24    |
| 17    | 25    | 26    | 27    | 28    | 29    | 30    |       |

| Mai | Mai | Mai | Mai | Mai | Mai | Mai | Mai |
| Kw  | Mo  | Di  | Mi  | Do  | Fr  | Sa  | So  |
| --- | --- | --- | --- | --- | --- | --- | --- |
| 17  |     |     |     |     |     |     | 1   |
| 18  | 2   | 3   | 4   | 5   | 6   | 7   | 8   |
| 19  | 9   | 10  | 11  | 12  | 13  | 14  | 15  |
| 20  | 16  | 17  | 18  | 19  | 20  | 21  | 22  |
| 21  | 23  | 24  | 25  | 26  | 27  | 28  | 29  |
| 22  | 30  | 31  |     |     |     |     |     |

| Juni | Juni | Juni | Juni | Juni | Juni | Juni | Juni |
| Kw   | Mo   | Di   | Mi   | Do   | Fr   | Sa   | So   |
| ---- | ---- | ---- | ---- | ---- | ---- | ---- | ---- |
| 22   |      |      | 1    | 2    | 3    | 4    | 5    |
| 23   | 6    | 7    | 8    | 9    | 10   | 11   | 12   |
| 24   | 13   | 14   | 15   | 16   | 17   | 18   | 19   |
| 25   | 20   | 21   | 22   | 23   | 24   | 25   | 26   |
| 26   | 27   | 28   | 29   | 30   |      |      |      |

| Juli | Juli | Juli | Juli | Juli | Juli | Juli | Juli |
| Kw   | Mo   | Di   | Mi   | Do   | Fr   | Sa   | So   |
| ---- | ---- | ---- | ---- | ---- | ---- | ---- | ---- |
| 26   |      |      |      |      | 1    | 2    | 3    |
| 27   | 4    | 5    | 6    | 7    | 8    | 9    | 10   |
| 28   | 11   | 12   | 13   | 14   | 15   | 16   | 17   |
| 29   | 18   | 19   | 20   | 21   | 22   | 23   | 24   |
| 30   | 25   | 26   | 27   | 28   | 29   | 30   | 31   |

| August | August | August | August | August | August | August | August |
| Kw     | Mo     | Di     | Mi     | Do     | Fr     | Sa     | So     |
| ------ | ------ | ------ | ------ | ------ | ------ | ------ | ------ |
| 31     | 1      | 2      | 3      | 4      | 5      | 6      | 7      |
| 32     | 8      | 9      | 10     | 11     | 12     | 13     | 14     |
| 33     | 15     | 16     | 17     | 18     | 19     | 20     | 21     |
| 34     | 22     | 23     | 24     | 25     | 26     | 27     | 28     |
| 35     | 29     | 30     | 31     |        |        |        |        |

| September | September | September | September | September | September | September | September |
| Kw        | Mo        | Di        | Mi        | Do        | Fr        | Sa        | So        |
| --------- | --------- | --------- | --------- | --------- | --------- | --------- | --------- |
| 35        |           |           |           | 1         | 2         | 3         | 4         |
| 36        | 5         | 6         | 7         | 8         | 9         | 10        | 11        |
| 37        | 12        | 13        | 14        | 15        | 16        | 17        | 18        |
| 38        | 19        | 20        | 21        | 22        | 23        | 24        | 25        |
| 39        | 26        | 27        | 28        | 29        | 30        |           |           |

| Oktober | Oktober | Oktober | Oktober | Oktober | Oktober | Oktober | Oktober |
| Kw      | Mo      | Di      | Mi      | Do      | Fr      | Sa      | So      |
| ------- | ------- | ------- | ------- | ------- | ------- | ------- | ------- |
| 39      |         |         |         |         |         | 1       | 2       |
| 40      | 3       | 4       | 5       | 6       | 7       | 8       | 9       |
| 41      | 10      | 11      | 12      | 13      | 14      | 15      | 16      |
| 42      | 17      | 18      | 19      | 20      | 21      | 22      | 23      |
| 43      | 24      | 25      | 26      | 27      | 28      | 29      | 30      |
| 44      | 31      |         |         |         |         |         |         |

| November | November | November | November | November | November | November | November |
| Kw       | Mo       | Di       | Mi       | Do       | Fr       | Sa       | So       |
| -------- | -------- | -------- | -------- | -------- | -------- | -------- | -------- |
| 44       |          | 1        | 2        | 3        | 4        | 5        | 6        |
| 45       | 7        | 8        | 9        | 10       | 11       | 12       | 13       |
| 46       | 14       | 15       | 16       | 17       | 18       | 19       | 20       |
| 47       | 21       | 22       | 23       | 24       | 25       | 26       | 27       |
| 48       | 28       | 29       | 30       |          |          |          |          |

| Dezember | Dezember | Dezember | Dezember | Dezember | Dezember | Dezember | Dezember |
| Kw       | Mo       | Di       | Mi       | Do       | Fr       | Sa       | So       |
| -------- | -------- | -------- | -------- | -------- | -------- | -------- | -------- |
| 48       |          |          |          | 1        | 2        | 3        | 4        |
| 49       | 5        | 6        | 7        | 8        | 9        | 10       | 11       |
| 50       | 12       | 13       | 14       | 15       | 16       | 17       | 18       |
| 51       | 19       | 20       | 21       | 22       | 23       | 24       | 25       |
| 52       | 26       | 27       | 28       | 29       | 30       | 31       |          |

| Januar | Januar | Januar | Januar | Januar | Januar | Januar | Januar |
| Kw     | Mo     | Di     | Mi     | Do     | Fr     | Sa     | So     |
| ------ | ------ | ------ | ------ | ------ | ------ | ------ | ------ |
| 53     |        |        |        |        |        | 1      | 2      |
| 1      | 3      | 4      | 5      | 6      | 7      | 8      | 9      |
| 2      | 10     | 11     | 12     | 13     | 14     | 15     | 16     |
| 3      | 17     | 18     | 19     | 20     | 21     | 22     | 23     |
| 4      | 24     | 25     | 26     | 27     | 28     | 29     | 30     |
| 5      | 31     |        |        |        |        |        |        |

| Februar | Februar | Februar | Februar | Februar | Februar | Februar | Februar |
| Kw      | Mo      | Di      | Mi      | Do      | Fr      | Sa      | So      |
| ------- | ------- | ------- | ------- | ------- | ------- | ------- | ------- |
| 5       |         | 1       | 2       | 3       | 4       | 5       | 6       |
| 6       | 7       | 8       | 9       | 10      | 11      | 12      | 13      |
| 7       | 14      | 15      | 16      | 17      | 18      | 19      | 20      |
| 8       | 21      | 22      | 23      | 24      | 25      | 26      | 27      |
| 9       | 28      |         |         |         |         |         |         |

| März | März | März | März | März | März | März | März |
| Kw   | Mo   | Di   | Mi   | Do   | Fr   | Sa   | So   |
| ---- | ---- | ---- | ---- | ---- | ---- | ---- | ---- |
| 9    |      | 1    | 2    | 3    | 4    | 5    | 6    |
| 10   | 7    | 8    | 9    | 10   | 11   | 12   | 13   |
| 11   | 14   | 15   | 16   | 17   | 18   | 19   | 20   |
| 12   | 21   | 22   | 23   | 24   | 25   | 26   | 27   |
| 13   | 28   | 29   | 30   | 31   |      |      |      |

| April | April | April | April | April | April | April | April |
| Kw    | Mo    | Di    | Mi    | Do    | Fr    | Sa    | So    |
| ----- | ----- | ----- | ----- | ----- | ----- | ----- | ----- |
| 13    |       |       |       |       | 1     | 2     | 3     |
| 14    | 4     | 5     | 6     | 7     | 8     | 9     | 10    |
| 15    | 11    | 12    | 13    | 14    | 15    | 16    | 17    |
| 16    | 18    | 19    | 20    | 21    | 22    | 23    | 24    |
| 17    | 25    | 26    | 27    | 28    | 29    | 30    |       |

| Mai | Mai | Mai | Mai | Mai | Mai | Mai | Mai |
| Kw  | Mo  | Di  | Mi  | Do  | Fr  | Sa  | So  |
| --- | --- | --- | --- | --- | --- | --- | --- |
| 17  |     |     |     |     |     |     | 1   |
| 18  | 2   | 3   | 4   | 5   | 6   | 7   | 8   |
| 19  | 9   | 10  | 11  | 12  | 13  | 14  | 15  |
| 20  | 16  | 17  | 18  | 19  | 20  | 21  | 22  |
| 21  | 23  | 24  | 25  | 26  | 27  | 28  | 29  |
| 22  | 30  | 31  |     |     |     |     |     |

| Juni | Juni | Juni | Juni | Juni | Juni | Juni | Juni |
| Kw   | Mo   | Di   | Mi   | Do   | Fr   | Sa   | So   |
| ---- | ---- | ---- | ---- | ---- | ---- | ---- | ---- |
| 22   |      |      | 1    | 2    | 3    | 4    | 5    |
| 23   | 6    | 7    | 8    | 9    | 10   | 11   | 12   |
| 24   | 13   | 14   | 15   | 16   | 17   | 18   | 19   |
| 25   | 20   | 21   | 22   | 23   | 24   | 25   | 26   |
| 26   | 27   | 28   | 29   | 30   |      |      |      |

| Juli | Juli | Juli | Juli | Juli | Juli | Juli | Juli |
| Kw   | Mo   | Di   | Mi   | Do   | Fr   | Sa   | So   |
| ---- | ---- | ---- | ---- | ---- | ---- | ---- | ---- |
| 26   |      |      |      |      | 1    | 2    | 3    |
| 27   | 4    | 5    | 6    | 7    | 8    | 9    | 10   |
| 28   | 11   | 12   | 13   | 14   | 15   | 16   | 17   |
| 29   | 18   | 19   | 20   | 21   | 22   | 23   | 24   |
| 30   | 25   | 26   | 27   | 28   | 29   | 30   | 31   |

| August | August | August | August | August | August | August | August |
| Kw     | Mo     | Di     | Mi     | Do     | Fr     | Sa     | So     |
| ------ | ------ | ------ | ------ | ------ | ------ | ------ | ------ |
| 31     | 1      | 2      | 3      | 4      | 5      | 6      | 7      |
| 32     | 8      | 9      | 10     | 11     | 12     | 13     | 14     |
| 33     | 15     | 16     | 17     | 18     | 19     | 20     | 21     |
| 34     | 22     | 23     | 24     | 25     | 26     | 27     | 28     |
| 35     | 29     | 30     | 31     |        |        |        |        |

| September | September | September | September | September | September | September | September |
| Kw        | Mo        | Di        | Mi        | Do        | Fr        | Sa        | So        |
| --------- | --------- | --------- | --------- | --------- | --------- | --------- | --------- |
| 35        |           |           |           | 1         | 2         | 3         | 4         |
| 36        | 5         | 6         | 7         | 8         | 9         | 10        | 11        |
| 37        | 12        | 13        | 14        | 15        | 16        | 17        | 18        |
| 38        | 19        | 20        | 21        | 22        | 23        | 24        | 25        |
| 39        | 26        | 27        | 28        | 29        | 30        |           |           |

| Oktober | Oktober | Oktober | Oktober | Oktober | Oktober | Oktober | Oktober |
| Kw      | Mo      | Di      | Mi      | Do      | Fr      | Sa      | So      |
| ------- | ------- | ------- | ------- | ------- | ------- | ------- | ------- |
| 39      |         |         |         |         |         | 1       | 2       |
| 40      | 3       | 4       | 5       | 6       | 7       | 8       | 9       |
| 41      | 10      | 11      | 12      | 13      | 14      | 15      | 16      |
| 42      | 17      | 18      | 19      | 20      | 21      | 22      | 23      |
| 43      | 24      | 25      | 26      | 27      | 28      | 29      | 30      |
| 44      | 31      |         |         |         |         |         |         |

| November | November | November | November | November | November | November | November |
| Kw       | Mo       | Di       | Mi       | Do       | Fr       | Sa       | So       |
| -------- | -------- | -------- | -------- | -------- | -------- | -------- | -------- |
| 44       |          | 1        | 2        | 3        | 4        | 5        | 6        |
| 45       | 7        | 8        | 9        | 10       | 11       | 12       | 13       |
| 46       | 14       | 15       | 16       | 17       | 18       | 19       | 20       |
| 47       | 21       | 22       | 23       | 24       | 25       | 26       | 27       |
| 48       | 28       | 29       | 30       |          |          |          |          |

| Dezember | Dezember | Dezember | Dezember | Dezember | Dezember | Dezember | Dezember |
| Kw       | Mo       | Di       | Mi       | Do       | Fr       | Sa       | So       |
| -------- | -------- | -------- | -------- | -------- | -------- | -------- | -------- |
| 48       |          |          |          | 1        | 2        | 3        | 4        |
| 49       | 5        | 6        | 7        | 8        | 9        | 10       | 11       |
| 50       | 12       | 13       | 14       | 15       | 16       | 17       | 18       |
| 51       | 19       | 20       | 21       | 22       | 23       | 24       | 25       |
| 52       | 26       | 27       | 28       | 29       | 30       | 31       |          |

Im Jahr 1949 stehen vor allem die Gründung der Bundesrepublik Deutschland und der Deutschen Demokratischen Republik sowie die Proklamation der Volksrepublik China im Mittelpunkt des Weltgeschehens.

## Überblick

### Europa
Die Bildung internationaler Zusammenschlüsse setzt die Vertiefung der Spaltung Europas fort. Als militärisches Bündnis und zunächst auf 20 Jahre ausgelegt tritt die NATO ins Leben. Daneben wird der Europarat als politische Dachorganisation der westeuropäischen Staaten mit Sitz in Straßburg gegründet. In Osteuropa entsteht als Wirtschaftsbündnis der Rat für gegenseitige Wirtschaftshilfe, auch Comecon genannt.

#### Deutschland/Bundesrepublik/DDR

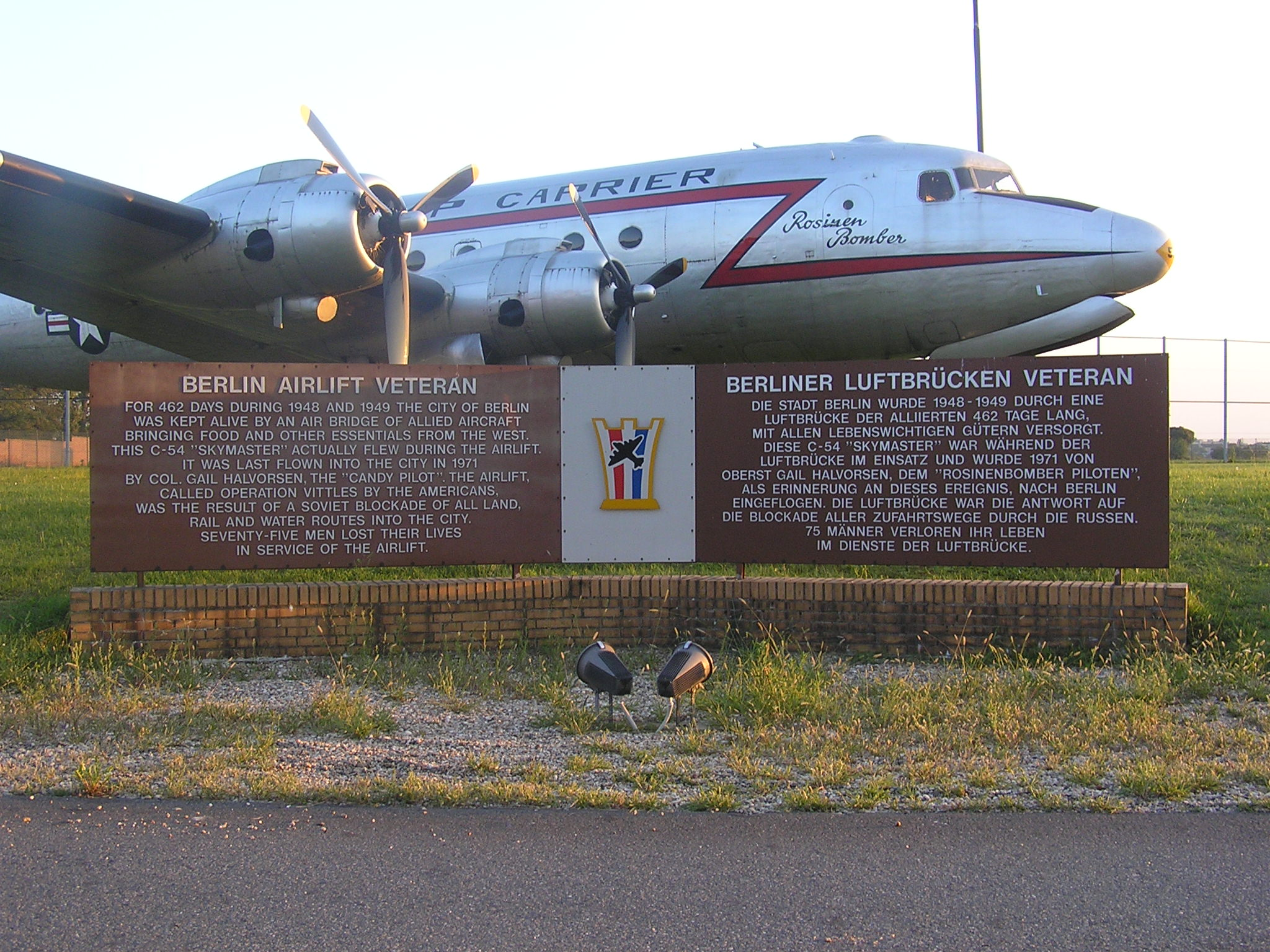
Rosinenbomber – Douglas C-54 am Berliner Luftbrückendenkmal

Die Gründungsphase der beiden deutschen Staaten wird begleitet von der Krise um West-Berlin, das mit Hilfe der Berliner Luftbrücke durch die West-Alliierten der Blockade trotzt. Die Berlin-Frage spielt auch bei der Ausarbeitung des Grundgesetzes durch den Parlamentarischen Rat eine wesentliche Rolle, da die deutschen Väter und Mütter des Grundgesetzes Berlin gerne den Status eines gleichberechtigten Bundeslandes innerhalb der Bundesrepublik zugestehen wollen. Die Alliierten bestehen jedoch auf ihren Vorrechten, zu denen auch der Viermächtestatus Berlins gehört, sodass etwa die von Berlin entsandten Bundestagsabgeordneten nicht an der bundesdeutschen Gesetzgebung mitwirken dürfen. Auch in Fragen der Außenvertretung, der Demontagen und der Ruhrkontrolle sah das Besatzungsstatut Einspruchsrechte der Alliierten vor. Als die Sowjetunion erkennt, dass die Blockade Berlins nicht zum Erfolg führt, wird diese nach fast einem Jahr aufgegeben.
Mit leichter zeitlicher Verzögerung zur Bildung der Bundesrepublik erfolgt dann auch die Gründung der DDR, deren Anerkennung man im Westen aber verweigert.

#### Österreich
Während die Blöcke sich in der Deutschlandfrage unversöhnlich gegenüberstehen, sorgen die Außenministerkonferenzen der vier Siegermächte in der Frage einer Regelung für Österreich für Fortschritte; hier werden die Grundzüge des späteren Friedensvertrags bereits 1949 ausgehandelt.

#### Ungarn
Bei der Wahl zur Nationalversammlung im Mai 1949 erreicht die Einheitsliste 95,6 % Ja-Stimmen. Am 20. August 1949 tritt eine neue Verfassung in Kraft, die der sowjetischen Verfassung von 1936 nachempfunden ist. Damit wird aus Ungarn ein Arbeiter-und-Bauern-Staat, die Gewaltenteilung wird aufgehoben und ein 21-köpfiger Präsidialrat als kollektives Staatsoberhaupt eingeführt, der zwischen den Sitzungen des Parlaments dessen Befugnisse hat. Um Mátyás Rákosi bildet sich ein Personenkult, verbunden mit einer Atmosphäre des Terrors durch die Staatssicherheitsbehörde. Es finden eine große Zahl von Schauprozessen gegen politische Gegner statt, darunter Kardinal Mindszenty. Diesen Prozessen fallen auch kommunistische Parteimitglieder und Mitglieder der Regierung zum Opfer, so etwa der 1949 hingerichtete frühere Außenminister László Rajk.

#### Jugoslawien
Eine Sonderrolle spielt Jugoslawien, das sich zwar als sozialistischer Staat versteht, sich aber eine Eigenständigkeit gegenüber dem Ostblock bewahrt, der daraufhin die Tito-Regierung politisch wie wirtschaftlich ausgrenzt.

#### Griechenland
In Griechenland führt der Bürgerkrieg zur Niederlage der kommunistischen Verbände, die sich ins Exil begeben müssen.

### Naher Osten
Im Nahen Osten kann sich das im Jahr zuvor gegründete Israel im Unabhängigkeitskrieg gegen seine arabischen Nachbarn behaupten und gegenüber dem ursprünglichen UN-Teilungsplan deutlich an Boden gewinnen; die Frontlinie verfestigt sich durch die Waffenstillstandsabkommen von 1949 als „Grüne Linie“ faktisch zur neuen Staatsgrenze, während der Gazastreifen und das Westjordanland von Ägypten bzw. Jordanien beansprucht werden. Ein schwieriges Erbe des Krieges bilden die hunderttausenden von vertriebenen Palästinensern, die seither überwiegend in Flüchtlingslagern in den Nachbarländern auf die Gründung eines eigenen Palästinenserstaates warten.

### Indien
Anfang des Jahres einigen sich Indien und Pakistan im Kaschmir auf einen Waffenstillstand, wo eine Demarkationslinie den Status quo festschreibt. Am 26. November 1949 konstituiert sich Indien als Republik (→ Geschichte Indiens#Republik Indien, Verfassung Indiens).

### China
In China gelingt der Volksbefreiungsarmee unter Mao Zedong im Bürgerkrieg gegen die nationalchinesischen Truppen des Chiang Kai-shek die entscheidende Endoffensive, die zunächst zur Einnahme Tianjins und Pekings im Norden und nach Überschreiten des Jangtsekiangs auch des Südens Chinas führt. Die nationalchinesische Regierung muss sich daher von Chongqing nach Taiwan zurückziehen, kann aber einige Inseln vor der Küste des Festlandes behaupten. Am 1. Oktober 1949 proklamiert Mao Zedong die Volksrepublik China und errichtet einen kommunistischen Staat.

### USA
In den USA tritt Harry S. Truman seine zweite Amtszeit als Präsident an. Die Erfolge der Kommunisten in China und die Zündung der ersten sowjetischen Atombombe sorgen für eine zunehmend antikommunistische Stimmung in den USA, die sich unter anderem in Angriffen des Senators MacCarthy gegen das Außenministerium äußert, das ihm zufolge kommunistisch unterwandert sei und die Preisgabe Chinas verschuldet habe. Echte und vermeintliche Sympathisanten der Kommunisten werden vor Untersuchungsausschüsse zitiert und bei Verdacht auf „unamerikanische“, also pro-kommunistische Aktivitäten müssen diese mit Repressalien rechnen.

## Ereignisse

### Politik und Weltgeschehen

#### Januar
- 1. Januar: Ernst Nobs wird Bundespräsident der Schweiz.
- 1. Januar: Die vom Wirtschaftsrat erlassene Kraftfahrzeug-Benutzungsverordnung tritt in Kraft, womit Ausflugs- und Vergnügungsfahrten verboten sind.
- 1. Januar: Österreich erhält von Großbritannien die Kontrolle über die Grenze zu Italien zurück.[1]
- 1. Januar: Juan Manuel Gálvez tritt sein Amt als Staatspräsident von Honduras an.
- 1. Januar: Indien und Pakistan vereinbaren einen Waffenstillstand zur Beilegung des Kaschmir-Konfliktes.
- 1. Januar: Thailand wird Mitglied in der UNESCO.
- 2. Januar: Die Regierung von Südkorea (Ministerpräsident: Rhee Syng-man) wird von den Vereinigten Staaten anerkannt.
- 7. Januar: Dean Acheson löst George C. Marshall als US-Außenminister ab.
- 15. Januar: Nach heftigen Kämpfen erobern die chinesischen Kommunisten die Stadt Tianjin.
- 19. Januar: Gründung der südafrikanischen Regierungskommission für Eingeborenenbildung (Eiselen Commission) unter der Leitung von Werner Willi Max Eiselen.
- 20. Januar: Der wiedergewählte US-Präsident Harry S. Truman wird für seine zweite Amtszeit vereidigt.
- 24. Januar: Die chinesische Volksbefreiungsarmee erreicht das Nordufer des Jangtsekiang.
- 25. Januar: Wahlen zur ersten Knesset.
- 25. Januar: Gründung des Rats für gegenseitige Wirtschaftshilfe (Comecon).
- 28. Januar: Schweiz wird Mitglied der UNESCO.
- 31. Januar: Kommunistische Truppen ziehen in Peking ein; die Stadt, bislang Beiping genannt, wird offiziell in Beijing umbenannt.

#### Februar
- 4. Februar: Attentat auf Schah Mohammad Reza Pahlavi.
- 8. Februar: Kardinal József Mindszenty wird von einem ungarischen Volksgericht nach einem Schauprozess zu lebenslanger Haft verurteilt.
- 14. Februar: David Ben-Gurion wird erster Ministerpräsident Israels.
- 14. Februar: António Óscar de Fragoso Carmona wird ohne Gegenkandidat als Präsident von Portugal wiedergewählt.
- 16. Februar: Chaim Weizmann wird zum Staatspräsidenten Israels gewählt.
- 24. Februar: Waffenstillstandsabkommen zwischen Israel und Ägypten nach dem Israelischen Unabhängigkeitskrieg (23. März mit dem Libanon, 3. April mit Transjordanien, 20. Juli mit Syrien).

#### März
- 3. März: Die westalliierten Militärgouverneure fordern Nachbesserungen am Verfassungsentwurf des Parlamentarischen Rates. Insbesondere soll das Grundgesetz nicht unmittelbar auch für Berlin gelten und die Gesetzgebungskompetenzen der Länder sollen gestärkt werden.
- 4. März: Andrej Wyschinski wird neuer Außenminister der Sowjetunion. Er löst Wjatscheslaw Molotow ab.
- 8. März: Frankreich erkennt die Unabhängigkeit Vietnams unter der antikommunistischen Regierung von Bảo Đại an.
- 10. März: Israelische Truppen dringen bis Eilat vor und sichern Israel den Zugang zum Roten Meer.
- 28. März: Der US-Verteidigungsminister James V. Forrestal tritt überraschend zurück; er stirbt zwei Wochen später in einem Krankenhaus, offenbar durch Selbstmord.
- 30. März: In Syrien kommt Stabschef Husni az-Za'im durch einen Putsch an die Macht.
- 31. März: Im Königsteiner Staatsabkommen einigen sich in Deutschland Bund und Länder auf die Finanzierung wissenschaftlicher Forschungseinrichtungen.

#### April
- 4. April: Gründung der NATO.
- 8. April: Durch den Beitritt der französischen Besatzungszone wird die Bizone zur Trizone. Die drei Außenminister der West-Alliierten beschließen in Washington, D.C. das Besatzungsstatut; darin geben sie der Gründung der Bundesrepublik ihre Zustimmung, behalten sich jedoch Reservats- und Einspruchsrechte insbesondere in den Bereichen Ruhrkontrolle und Demontage vor.
- 8. April: In Burma kommt es zu Kämpfen zwischen Regierungstruppen und Milizen der Karen.
- 13. April: Im Wilhelmstraßen-Prozess, dem letzten der Nürnberger Prozesse, werden gegen Angehörige des Auswärtigen Amtes des Dritten Reiches überwiegend langjährige Haftstrafen ausgesprochen; die Urteile werden zum Teil schon nach wenigen Monaten deutlich abgemildert.
- 13. April: Die Kämpfe zwischen Israel und Syrien werden eingestellt.
- 15. April: Papst Pius XII. plädiert in der Enzyklika Redemptoris nostri cruciatus für die Internationalisierung Jerusalems auf der Basis des UN-Teilungsplans, das Rückkehrrecht der Flüchtlinge und den Schutz der Heiligen Orte und Stätten in Palästina.
- 16. April: Im Rahmen der Berliner Luftbrücke werden an einem einzigen Tag 12.849 Tonnen Versorgungsgüter in die blockierte Stadt eingeflogen. Diese Menge wird bei allen anderen Flügen nicht erreicht.
- 18. April: Irland scheidet aus dem Verband des Commonwealth aus und konstituiert sich als eigene Republik Éire.
- 23. April: Niederländische Annexionspläne nach dem Zweiten Weltkrieg werden umgesetzt, als im grenznahen Selfkant- und Elten-Gebiet sowie im Landkreis Grafschaft Bentheim kleinere Gebietsabtrennungen vorkommen. Die deutsche Kommune Selfkant wird als Ausgleich für die im Zweiten Weltkrieg erlittenen Schäden unter niederländische Verwaltung gestellt.
- 23. April: Die Truppen der chinesischen Volksbefreiungsarmee nehmen Nanking ein.
- 23. April: In Hamburg endet der aufsehenerregende Prozess gegen Veit Harlan, dem Regisseur des antisemitischen Propagandafilms Jud Süß, mit einem Freispruch.
- 23. April: Nur fünf Tage nach der Kiellegung der United States stellt Verteidigungsminister Louis A. Johnson das Bauprojekt für den ersten so genannten „Supercarrier“ ein. Das führt zur Eskalation des schwelenden „Aufstands der Admirale“ gegen die aus ihrer Sicht die US Air Force begünstigende Militärpolitik der US-Regierung.
- 28. April: Großbritannien, Frankreich, die Vereinigten Staaten und die Beneluxstaaten schließen das Ruhrstatut, ein Abkommen zur Errichtung einer internationalen Ruhrbehörde. Damit wollen sie die Kohle-, Koks- und Stahlproduktion im Nachkriegsdeutschland kontrollieren.

#### Mai
- 5. Mai: Der Europarat wird gegründet; ihm gehören zunächst zehn Staaten an.
- 8. Mai: Costa Rica erhält eine neue Verfassung; sie sieht die Abschaffung des Militärs vor.
- 9. Mai: Rainier III. wird Fürst von Monaco.
- 10. Mai: Der Parlamentarische Rat verabschiedet das Wahlgesetz für die Bundesrepublik und bestimmt Bonn zur provisorischen Hauptstadt.
- 11. Mai: Israel wird Mitglied bei den Vereinten Nationen.
- 12. Mai: Die Sowjetunion hebt nach Verhandlungen zwischen den US-amerikanischen bzw. sowjetischen UN-Delegierten Philipp Jessup und Jakow Alexandrowitsch Malik die Berlin-Blockade auf. Zugleich wird für Juni die Einberufung einer Außenministerkonferenz vereinbart. Im Verlauf der Luftbrücke sind 55 Menschen ums Leben gekommen. 2,3 Mio. Tonnen Güter wurden nach West-Berlin eingeflogen.
- 12. Mai: Die drei westlichen Militärgouverneure in Deutschland verkünden förmlich das Besatzungsstatut, das am 21. September in Kraft treten wird. Es eröffnet der entstehenden Bundesrepublik Deutschland begrenzte Souveränität.
- 15. Mai: Bei den Wahlen zum 3. Volkskongress in der Sowjetischen Besatzungszone stimmen 66,1 % der Wähler für die Kandidaten der Einheitsliste.
- 20. Mai: Der Bayerische Landtag lehnt als einziges der Länderparlamente nach einer Nachtsitzung die Billigung des vom Parlamentarischen Rat ausgearbeiteten Grundgesetzes ab. Falls aber zwei Drittel aller Bundesländer zustimmen – was geschieht –, erklärt er zugleich dessen Gültigkeit auch im Freistaat Bayern.
- 23. Mai: Verkündung des Grundgesetzes durch den Parlamentarischen Rat.
- 24. Mai: Das deutsche Grundgesetz tritt in Kraft.
- 25. Mai: Kommunistische Truppen Chinas erobern die Stadt Shanghai. Am 27. Mai ziehen die USA alle Marineeinheiten aus China ab.
- 29. Mai: Beginn der Tagung des 3. Volkskongresses der Sowjetischen Besatzungszone. Der Kongress nimmt die Verfassung der künftigen DDR an und bildet einen neuen Volksrat.
- 30. Mai: Bei einer Gegenstimme nimmt der Dritte Deutsche Volkskongress die erste Verfassung der Deutschen Demokratischen Republik an. Der Entwurf war vom Deutschen Volksrat einstimmig gebilligt und den Delegierten überwiesen worden. Das Gesetz tritt am 7. Oktober in Kraft.

#### Juni
- 2. Juni: Transjordanien wird umbenannt in Königreich Jordanien.
- 8. Juni: In einem FBI-Bericht für den Spionageprozess gegen Judith Coplon werden Helen Keller, Dorothy Parker, Danny Kaye, Fredric March, John Garfield, Paul Muni und Edward G. Robinson als Mitglieder der kommunistischen Partei bezichtigt; die meisten Angaben stellen sich später als falsch heraus.
- 11. Juni: Die Tschechoslowakei bricht die Wirtschaftsbeziehungen zu Jugoslawien ab.
- 13. Juni: Im Ruhrgebiet gehen belgische Soldaten gegen Arbeiter vor, die die Demontage eines Hydrierwerks verhindern wollen.
- 17. Juni: Einführung der paritätischen Beitragszahlung zur Krankenversicherung im Vereinigten Wirtschaftsgebiet
- 20. Juni: Auf der Außenministerkonferenz in Paris, an der die Außenminister der USA, Großbritanniens, Frankreichs und der Sowjetunion teilnehmen, einigt man sich auf die Grundzüge für eine friedensvertragliche Regelung für Österreich. In der Deutschlandfrage bleiben die Differenzen weiter bestehen.
- 27. Juni: Birma (Myanmar) wird Mitglied in der UNESCO.
- 29. Juni: Mit dem South African Citizenship Act wird in Südafrika die Vergabe der Staatsbürgerschaft an Einwanderer stark beschränkt; zugleich werden Eheschließungen von Partnern, die verschiedenen „Rassen“ angehören, verboten.
- 29. Juni: Die letzten US-Truppen verlassen Südkorea.

#### Juli
- 2. Juli: Die Staaten des Ostblocks stellen alle Waffenlieferungen für Jugoslawien ein.
- 6. Juli: Monaco wird Mitglied in der UNESCO.
- 10. Juli: Die Präsidenten von Nationalchina und den Philippinen erörtern die Bildung eines südostasiatischen Verteidigungsbündnisses.
- 13. Juli: Papst Pius XII. erklärt alle Kommunisten und deren Sympathisanten für exkommuniziert.
- 14. Juli: In Hanoi kommt es am französischen Nationalfeiertag zu Unruhen und Protesten gegen die Kolonialmacht; sie fordern 22 Todesopfer.
- 15. Juli: In den Düsseldorfer Leitsätzen bekennt sich die CDU zu Leistungswettbewerb und unternehmerischer Freiheit; damit vollzieht sie eine Abkehr vom christlich-sozialistischen Ahlener Programm.
- 19. Juli: Unterzeichnung des französisch-laotischen Vertrages: Laos wird unabhängig innerhalb der Union française.
- 21. Juli: Der Senat der Vereinigten Staaten billigt den NATO-Vertrag.
- 27. Juli: Die französische Nationalversammlung nimmt den NATO-Vertrag an.

#### August
- 8. August: Bhutan erhält die Unabhängigkeit von Großbritannien
- 8. August: Die erste Sitzung des Europarates findet statt. Türkei, Griechenland und Island werden als neue Mitglieder aufgenommen.
- 12. August: In Genf wird eine Modifizierung der Genfer Konventionen von 18 Staaten am Ende einer diplomatischen Konferenz unterzeichnet. Unter dem Eindruck von Erfahrungen im Zweiten Weltkrieg werden vier Abkommen vereinbart, wobei jenes über den Schutz von Zivilpersonen in Kriegszeiten die wichtigste Erweiterung darstellt.

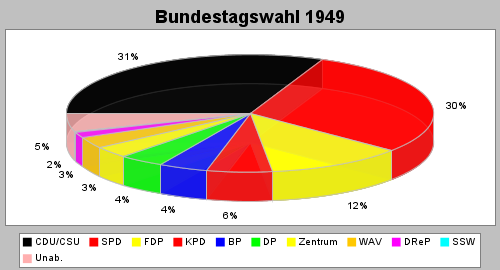
Bundestagswahl 1949

- 14. August: Wahlen zum ersten Deutschen Bundestag: Von den 402 Mandaten erringt die Union 139, die SPD 131, die FDP 52 und die KPD 15. Acht Abgeordnete aus West-Berlin haben im Bundestag kein Stimmrecht.
- 14. August: In Syrien wird Präsident Husni az-Za'im durch das Militär gestürzt; er war erst vier Monate zuvor selbst durch einen Staatsstreich an die Macht gelangt.
- 16. August: Josef Beran, Erzbischof von Prag, wird von der tschechoslowakischen Regierung abgesetzt und interniert.
- 17. August: Die chinesische Volksbefreiungsarmee erobert die Stadt Fuzhou in der Provinz Fujian.
- 20. August: Ungarn wird durch eine am sowjetischen Vorbild orientierte Verfassung von den Kommunisten zur Volksrepublik umgestaltet.
- 21. August: Auf der Rhöndorfer Konferenz spricht sich Adenauer gegen eine Große Koalition aus.
- 25. August: In Weimar wird erstmals der Nationalpreis verliehen.
- 25. August: Jugoslawien stellt seine Hilfe für die griechischen Kommunisten im Bürgerkrieg ein; diese werden nunmehr nur noch von Albanien und Bulgarien unterstützt.
- 27. August: offizielle Beendigung der Berliner Luftbrücke
- 28. August: In Darmstadt wird am 200. Geburtstag Goethes die Deutsche Akademie für Sprache und Dichtung gegründet.
- 29. August: Die Sowjetunion zündet ihre erste Atombombe.

#### September
- 1. September: Gründung der IG Metall
- 7. September: Die Deutsche Bundesbahn wird gegründet.
- 7. September: Der erste deutsche Bundestag konstituiert sich; die Sitzung wird von Alterspräsident Paul Löbe (SPD) eröffnet; zum Bundestagspräsident wird Erich Köhler (CDU) gewählt.[2] Am selben Tag tritt erstmals der Bundesrat zusammen; der nordrhein-westfälische Ministerpräsident Karl Arnold leitet die Sitzung.
- 11. September: In der Schweiz wird die Volksinitiative Rückkehr zur direkten Demokratie angenommen.
- 12. September: Theodor Heuss wird von der Bundesversammlung mit 460:312 Stimmen zum ersten Bundespräsidenten der Bundesrepublik Deutschland gewählt; gegen ihn war Kurt Schumacher angetreten.
- 13. September: Die Sowjetunion legt ihr Veto gegen die Aufnahme von Österreich, Ceylon, Finnland, Irland, Italien, Jordanien und Portugal in die UNO ein.
- 14. September: Pakistan wird Mitglied der UNESCO
- 15. September: Konrad Adenauer wird erster Bundeskanzler der Bundesrepublik Deutschland.
- 16. September: Israel wird Mitglied der UNESCO.
- 20. September: Das erste Kabinett Adenauer wird vereidigt. Die Minister gehören der CDU, CSU, FDP und DP an.
- 21. September: Die Alliierten Hohen Kommissare John Jay McCloy, Sir Brian Robertson und André François-Poncet geben in Anwesenheit des neuen Bundeskabinetts das Ende der Militärregierung bekannt.
- 25. September: Die Provinz Xinjiang schließt sich den chinesischen Kommunisten an.
- 30. September: Im Westteil Berlins landet das letzte Versorgungsflugzeug im Rahmen der Berliner Luftbrücke

#### Oktober
- 1. Oktober: Gründung der Volksrepublik China.
- 1. Oktober: Die Sowjetunion verurteilt die Gründung der Bundesrepublik als Bruch bestehender Verträge.
- 7. Oktober: Die Gründung der DDR erfolgt durch die Konstituierung des 2. Deutschen Volksrats der Sowjetischen Besatzungszone als Provisorische Volkskammer; zugleich wird die vom Volksrat am 30. Mai bewilligte Verfassung zur Verfassung des neuen Staates erklärt. Zum ersten Ministerpräsident wird Otto Grotewohl gewählt.
- 9. Oktober: Nationalratswahl in Österreich: ÖVP mit Bundeskanzler Leopold Figl stimmenstärkste Partei.
- 9. Oktober: Die griechische kommunistische Partei beschließt, den Widerstand gegen die Regierung in Athen aufzugeben und zieht nach Albanien ab. Damit endet der Griechische Bürgerkrieg.
- 10. Oktober: Die Sowjetische Kontrollkommission löst nach erfolgter Gründung der DDR die bisher in der Sowjetischen Besatzungszone eingerichtete Sowjetische Militäradministration in Deutschland ab.
- 11. Oktober: In der DDR finden Wahlen zur provisorischen Länderkammer statt; gemeinsam mit der neuen Volkskammer wählt sie Wilhelm Pieck zum ersten und einzigen Staatspräsidenten der DDR. Am 12. Oktober stellt Otto Grotewohl sein neues Kabinett vor, dem u. a. Walter Ulbricht, Hermann Kastner, Georg Dertinger und Karl Steinhoff angehören.
- 12. Oktober: Gründung des Deutschen Gewerkschaftsbundes DGB in München.
- 15. Oktober: Die südchinesische Stadt Kanton fällt in die Hände der kommunistischen Truppen.
- 15. Oktober: Diplomatische Anerkennung der DDR durch die Sowjetunion.
- 17. Oktober: Die chinesische Volksbefreiungsarmee erobert Amoy.
- 17. Oktober: Die DDR tauscht die diplomatischen Vertreter mit Bulgarien, der ČSR, Polen, Ungarn, Rumänien und der Volksrepublik China aus.
- 20. Oktober: Die USA stellt die Verfahren gegen japanische Kriegsverbrecher ein.
- 21. Oktober: In Stuttgart wird der Bund der Steuerzahler Württemberg-Baden e. V. gegründet.
- 24. Oktober: UN-Generalsekretär Trygve Lie legt den Grundstein für das neue UN-Hauptquartier in New York.
- 27. Oktober: Der Versuch von Truppen der chinesischen Volksbefreiungsarmee, die Insel Quemoy vor der Küste Fujians zu erobern, wird von nationalchinesischen Truppen zurückgeschlagen.
- 28. Oktober: Georges Bidault wird neuer französischer Regierungschef; er löst Henri Queuille ab.

#### November
- 3. November: In der Hauptstadtfrage der Bundesrepublik Deutschland entscheiden sich die Abgeordneten des ersten Deutschen Bundestages zu Gunsten von Bonn statt Frankfurt am Main.
- 5. November: Der Ministerrat der DDR entscheidet sich für den Text Auferstanden aus Ruinen von Johannes R. Becher mit der Melodie von Hanns Eisler als Nationalhymne.
- 6. November: Erstmals wird die DDR-Nationalhymne Auferstanden aus Ruinen offiziell gespielt.
- 7. November: Der sowjetische Marschall Konstantin Rokossowski wird Verteidigungsminister Polens.
- 12. November: Josip Broz Tito kündigt den Freundschaftspakt Jugoslawiens mit Albanien.
- 14. November: Sri Lanka wird Mitglied in der UNESCO.
- 15. November: Die Volksrepublik China erhebt den Anspruch, als einziges rechtmäßig China bei der UNO vertreten zu dürfen.

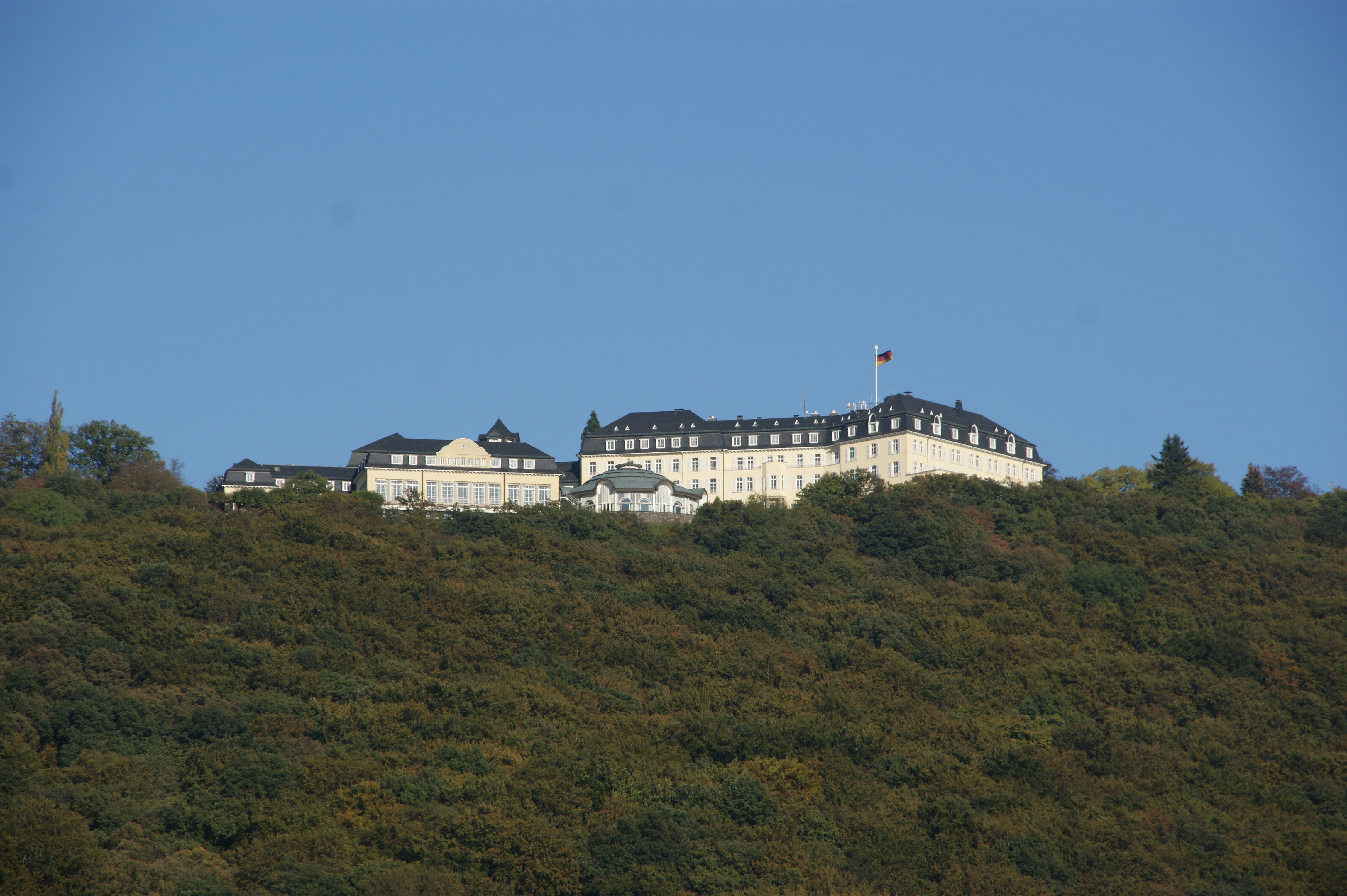
Der Petersberg bei Bonn

- 22. November: Bundeskanzler Konrad Adenauer vereinbart mit den Alliierten Hohen Kommissaren das Petersberger Abkommen. Darin anerkennt die Bundesregierung das Kontrollrecht der Ruhrbehörde gemäß dem Ruhrstatut und verpflichtet sich zu einer Kartellgesetzgebung und dazu, jeder Form von Totalitarismus entgegenzutreten. Im Gegenzug gewähren die Alliierten der Bundesrepublik das Beitrittsrecht zum Europarat, die Einstellung der Demontagen, das Recht zur Aufnahme von konsularischen und Handelsbeziehungen zu anderen Staaten sowie die Fortsetzung der Marshallplan-Hilfe. Das Abkommen trifft bei der Opposition auf Kritik, da diese beim Zustandekommen der Regelung nicht konsultiert worden war. Kurt Schumacher nennt Adenauer in diesem Zusammenhang den „Bundeskanzler der Alliierten“. Am gleichen Tag verkünden die Westalliierten, dass sie keine Reparationen mehr konfiszieren werden.[3]
- 25. November: Der Vorschlag, die Stadt Jerusalem zu internationalisieren, wird von Israel und auch von Jordanien abgelehnt.
- 26. November: Indien konstituiert sich als Republik.
- 28. November: Nationalchinesische Truppen räumen Chongqing vor der anrückenden Armee der VR China.
- 29. November: Die Kominform ruft zum Kampf gegen den Titoismus auf.

#### Dezember
- 6. Dezember: Der Internationale Gerichtshof wird von der UNO beauftragt, die Mandatsfrage für Südwestafrika zu klären.
- 8. Dezember: Die Evakuierung der nationalchinesischen Regierung auf die Insel Taiwan ist abgeschlossen; einzelne Verbände kämpfen auf dem Festland weiter gegen die kommunistische Armee.
- 10. Dezember: Trajtscho Kostow, der frühere stellvertretende Ministerpräsident Bulgariens, wird wegen Titoismus und antisowjetischer Einstellung zum Tode verurteilt.
- 10. Dezember: Die chinesische Volksbefreiungsarmee nimmt die Stadt Chengdu ein, die letzte von der Kuomintang gehaltene Großstadt auf dem Festland. Die Regierung der Republik China hat sich davor auf die Insel Taiwan zurückgezogen.
- 16. Dezember: Sukarno wird zum Präsidenten Indonesiens gewählt.
- 17. Dezember: Burma erkennt als erster nichtkommunistischer Staat die Volksrepublik China an.
- 19. Dezember: Generalfeldmarschall Erich von Manstein wird von einem britischen Militärgericht zu 18 Jahren Gefängnis verurteilt.
- 26. Dezember: Großbritannien und Jugoslawien vereinbaren ein Handelsabkommen.
- 27. Dezember: Königin Juliana der Niederlande gewährt Indonesien die Unabhängigkeit, die zum 31. Dezember wirksam wird. Die niederländischen Truppen ziehen bis Juli 1950 ab. Die Regierungsgewalt geht an Ministerpräsident Mohammad Hatta und Staatspräsident Sukarno über.
- 30. Dezember: Indien erkennt die Volksrepublik China an.

#### Datum unbestimmt
- In Afghanistan erklären die Afghanen die Durand-Linie für ungültig, als der Staat Pakistan entstand und fordern ihre besetzten Gebiete zurück
- Verbot des Ku-Klux-Klan
- Einrichtung einer Beobachtergruppe der Vereinten Nationen im Grenzgebiet von Jammu und Kashmir (Indien/Pakistan)

### Wirtschaft
- 30. Januar: In Stuttgart wird die Gewerkschaft Öffentliche Dienste, Transport und Verkehr (ÖTV) gegründet, eine mitgliederstarke Einzelgewerkschaft im selben Jahr entstehenden DGB.
- 14. März: In ihrem Amtsblatt informiert die Deutsche Bundespost über die Gründung des Posttechnischen Zentralamts in Darmstadt. Die neue Behörde beeinflusst maßgeblich Entwicklungen im deutschen Postwesen, etwa die spätere Einführung von Postleitzahlen.
- 20. März: In den drei Berliner Westsektoren wird die DM alleiniges gesetzliches Zahlungsmittel. Die Westalliierten beenden damit die seit der Währungsreform parallele Gültigkeit der Ostmark
- 18. Juli: Die Freiwillige Selbstkontrolle der Filmwirtschaft (FSK) erhält den ersten Film zur Begutachtung unter Jugendschutzaspekten vorgelegt.
- 17. August: Der Otto-Versand wird von Werner Otto in Hamburg gegründet.
- 18. August: Der Schuhmachermeister Adolf Dassler gründet das Unternehmen adidas.

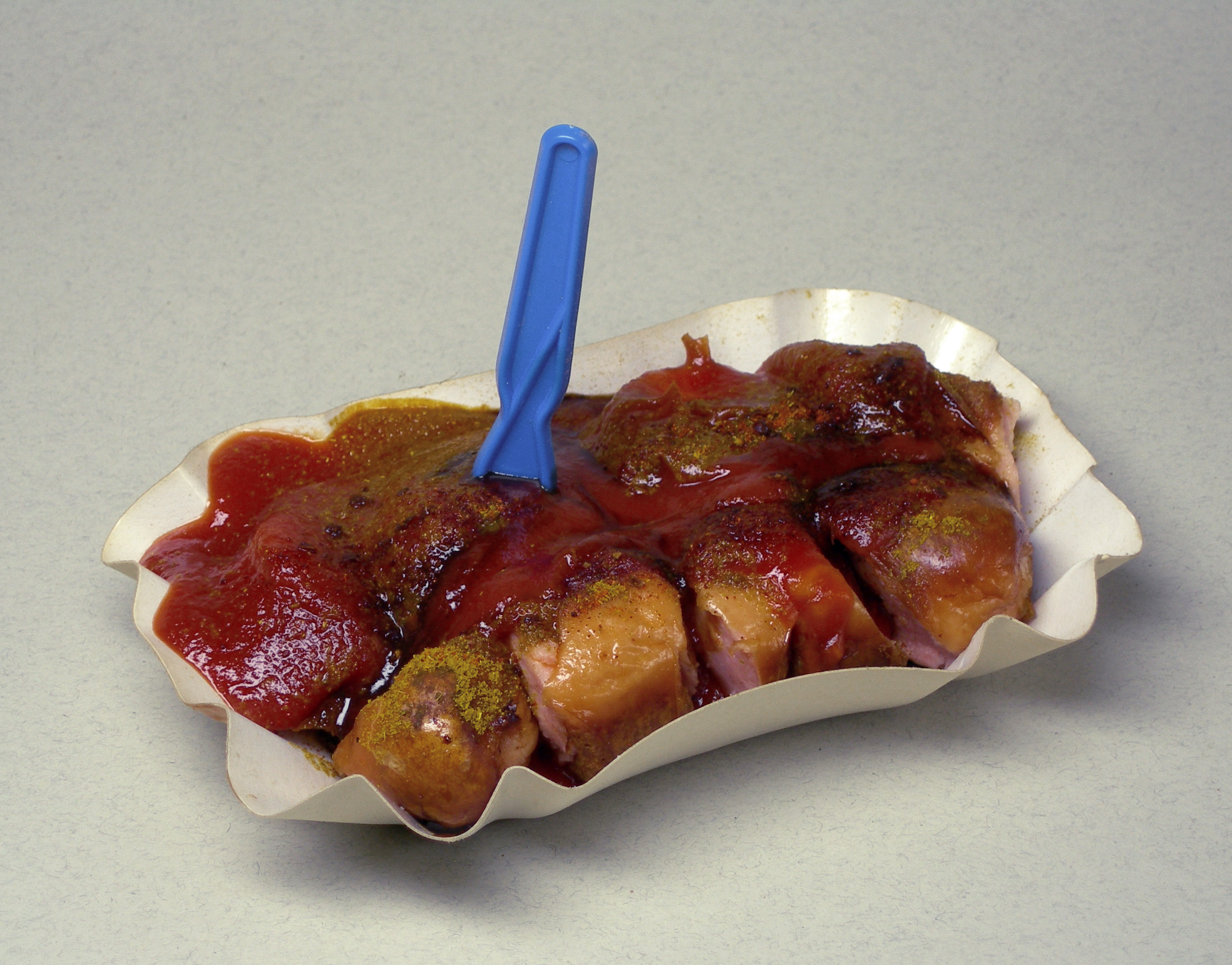
Currywurst

- 4. September: In Berlin erfindet Herta Heuwer die Currywurst.
- 19. Oktober: In Köln wird der Ausschuss für Wirtschaftsfragen der industriellen Verbände gegründet, der sich wenige Monate später in Bundesverband der Deutschen Industrie umbenennt.
- 23. Oktober: In Österreich wird erstmals im Sporttoto auf Fußballergebnisse gewettet. Das Sporttotogesetz sieht die jährliche Verwendung der Überschüsse aus allen Spielrunden zur Sportförderung vor.
- 1. November: Die erste Ausgabe der Frankfurter Allgemeinen Zeitung erscheint.
- 1. Dezember: In Port-au-Prince in Haiti wird die erste offizielle Weltausstellung nach dem Zweiten Weltkrieg eröffnet.
- 6. Dezember: In Frankfurt am Main wird der Deutsche Hotel- und Gaststättenverband (DEHOGA) gegründet.
- 28. Dezember Ingenieure der Waffenfirma Mauser, Edmund Heckler, Theodor Koch und Alex Seidel, gründen das Unternehmen Heckler & Koch. Nach außen hin beschäftigen sie sich anfangs mit Nähmaschinen.
- Der Verpackungsmittelhersteller Schmalbach meldet ein Patent auf die erste Aerosol-Sprühdose an.

### Wissenschaft und Technik
- 2. März: Nach 94 Stunden in der Luft trifft die Boeing B-50A Lucky Lady II mit der Crew um den Piloten James G. Gallagher nach der ersten Nonstop-Weltumrundung auf der texanischen Carswell Air Force Base in Fort Worth ein. Die Maschine wurde während ihres Flugs mehrmals betankt.
- 9. März: In Göttingen konstituiert sich der Deutsche Forschungsrat, ein Vorläufer der Deutschen Forschungsgemeinschaft.
- 26. März: Die Fraunhofer-Gesellschaft wird in München durch Vertreter der Industrie und Wissenschaft, des Landes Bayern und der gerade entstehenden Bundesrepublik Deutschland gegründet.
- 27. April: Harald E. Thompson erreichte mit seinem Hubschrauber Sikorsky S-52 den Geschwindigkeitsweltrekord von 208,5 km/h
- Mai: In München wird das zunächst als Deutsches Institut für Geschichte der nationalsozialistischen Zeit genannte Institut für Zeitgeschichte ins Leben gerufen. Durch die Aufhebung der sonst üblichen Archivsperren für NS-Dokumente durch die Alliierten, ist es Historikern möglich, die jüngste Geschichte Deutschlands quellenkritisch zu erforschen und aufzuarbeiten.
- 1. Mai: Der niederländische Astronom Gerard Peter Kuiper entdeckt den Neptun-Mond Nereid.
- 21. Mai: Capt. H. D. Gaddis erreichte mit seiner Sikorsky S-52 eine Weltrekord-Höhe von 6.468 Meter.
- 27. Juli: Erstflug der De Havilland DH.106 Comet, des ersten Strahlverkehrsflugzeugs der Welt.
- 10. September: Erstflug der Nord Noratlas, des ersten größeren Transportflugzeugs der Luftwaffe der BRD.
- 19. Dezember: In Yogyakarta wird mit der Gadjah-Mada-Universität die erste öffentliche Universität Indonesiens gegründet.

### Kultur
- 2. Januar: Der Nordwestdeutsche Rundfunk in Hamburg beginnt anlässlich des 200. Geburtstags von Johann Wolfgang von Goethe mit der Ausstrahlung der 35-teiligen Hörspielreihe Goethe erzählt sein Leben von Hans Egon Gerlach. Die Titelrolle sprach Mathias Wieman, der ab dem vierten Teil auch die Regie von Ludwig Cremer übernahm.
- 10. Februar: Arthur Millers Drama Tod eines Handlungsreisenden wird am Broadway uraufgeführt. Elia Kazan inszeniert das Stück mit Lee J. Cobb in der Hauptrolle.
- 30. April: Uraufführung der Oper Il Dottor Antonio von Franco Alfano am Teatro dell’Opera in Rom.
- 7. Mai: Uraufführung der Oper für Schauspieler Das Wundertheater von Hans Werner Henze im Theater der Stadt Heidelberg
- 8. Juni: Der Roman 1984 von George Orwell wird veröffentlicht.
- 25. Juni: Uraufführung der Oper Das verzauberte Ich von Ottmar Gerster in Wuppertal.
- 9. August: Uraufführung von Carl Orffs Vertonung der Tragödie Antigonae von Sophokles in der deutschen Übersetzung von Friedrich Hölderlin im Rahmen der Salzburger Festspiele in der Felsenreitschule
- 28. August: In der Frankfurter Paulskirche wird die Deutsche Akademie für Sprache und Dichtung gegründet.
- 8. September: Uraufführung der Operette Abschiedswalzer von Ludwig Schmidseder in Wien.
- 31. Oktober: Uraufführung der Oper Regina von Marc Blitzstein in New York.
- 2. Dezember: Uraufführung der Turangalîla-Sinfonie von Olivier Messiaen in Boston
- Erstmalige Vergabe des Hansischen Goethe-Preises
- Joseph Campbell veröffentlicht sein Werk: Der Heros in tausend Gestalten
- Alice Herdan-Zuckmayers Buch Die Farm in den grünen Bergen erscheint

### Religion
- 13. Juli: Papst Pius XII. droht jenen Katholiken die Exkommunikation an, die einer kommunistischen Partei beitreten, kommunistische Bücher oder Zeitschriften herausgeben, sie lesen oder verfassen. Besonders in Italien löst das Reaktionen Betroffener aus.
- 20. April: In Tirol wird auf Veranlassung von Gabriele Bitterlich das Engelwerk gegründet.[4]

### Sport
- 29. Januar: Mailand: Die Österreicherin Eva Pawlik gewinnt die Europameisterschaft im Eiskunstlauf sowohl in Pflicht als auch in Kür und schlägt die Weltmeisterin desselben Jahres, Alena Vrzáňová aus der Tschechoslowakei.
- 10. Februar: Philadelphia, Pennsylvania: Basketballspieler Joe Fulks erzielt mit 63 Punkten gegen die Indiana Jets einen neuen NBA-Rekord.
- 3. April: Bei seinem ersten Autorennen in Europa lässt der Argentinier Juan Manuel Fangio mit dem Sieg beim Grand Prix in Sanremo aufhorchen.
- 3. August: Die National Basketball Association (NBA) entsteht in den USA aus der Zusammenfassung der finanzschwachen National Basketball League (NBL) und der finanzstarken Basketball Association of America.
- 10. Oktober: Josef „Sepp“ Herberger wird Fußballtrainer der deutschen Nationalelf.
- 12. November: In München wird der Deutsche Leichtathletik-Verband (DLV) neu gegründet. Ihm gehören die drei Landesverbände aus der Bundesrepublik (drei Westzonen) an. Vorsitzender wird Max Danz.
- Australien, Neuseeland und Südafrika treten dem International Rugby Football Board (IRFB, heute World Rugby) bei.

### Katastrophen
- 10. Juli: Ein durch ein Erdbeben ausgelöster Bergsturz im Pamir trifft den oberhalb des tadschikischen Ortes Chait gelegenen See Chaus-Chait. Die resultierende Mure überrollt den Ort und begräbt rund 18.000 Bewohner unter einer zwanzig bis dreißig Meter hohen Schicht aus Schlamm und Geröll.[5][6]
- 15. Juli: Bei der Explosionskatastrophe in Prüm wird die Stadt stark zerstört, zwölf Menschen sterben.
- 5. August: Erdbeben der Stärke 6,8 in Ambato, Ecuador
- 17. September: Der Passagierdampfer Noronic brennt über Nacht im Hafen von Toronto aus, 122 Menschen sterben.
- 1. November: Beim Absturz einer Douglas DC-4 auf dem Eastern-Air-Lines-Flug 537 bei Washington kommen 55 Menschen ums Leben.
- 24. November: Brände in Uraniumminen in Johanngeorgenstadt. Laut dem Telegraaf sterben über 2000 Menschen.

Kleinere Unglücksfälle sind in den Unterartikeln von Katastrophe und in der Liste von Katastrophen aufgeführt.

## Geboren

### Januar
- 01. Januar: Vehbi Akdağ, türkischer Ringer († 2020)
- 01. Januar: Gerd Antos, deutscher Sprachwissenschaftler
- 01. Januar: İzzet Avcı, türkischer Bogenschütze
- 01. Januar: Olivia Goldsmith, US-amerikanische Schriftstellerin († 2004)
- 01. Januar: Dieter Montag, deutscher Schauspieler
- 01. Januar: Uschi Reich, deutsche Filmproduzentin
- 01. Januar: Borys Tarasjuk, ukrainischer Diplomat und Politiker, Außenminister der Ukraine
- 01. Januar: Anne Trabant-Haarbach, deutsche Fußballspielerin
- 02. Januar: Nadia Cassini, italienische Schauspielerin und Sängerin († 2025)
- 02. Januar: Vicki Frederick, US-amerikanische Schauspielerin
- 04. Januar: Günther Karl, deutscher Ruderer
- 05. Januar: Erich Buck, deutscher Eiskunstläufer
- 05. Januar: Klaus-Dieter Bieler, deutscher Leichtathlet
- 05. Januar: Gerd Puls, deutscher Schriftsteller, Maler und Grafiker
- 06. Januar: Ernst Arendt, deutscher Tierfilmer
- 06. Januar: Christine Dacremont, französische Automobilrennfahrerin
- 07. Januar: Paul Faßnacht, deutscher Schauspieler
- 07. Januar: Thomas Fritzsching, deutscher Musiker und Gitarrist
- 07. Januar: Peter Gläser alias Cäsar, deutscher Rockmusiker († 2008)
- 07. Januar: Steven Williams, US-amerikanischer Schauspieler
- 08. Januar: Bogdan Dowlasz, polnischer Akkordeonist, Musikpädagoge und Komponist († 2025)
- 08. Januar: Zoot Horn Rollo, US-amerikanischer Gitarrist
- 08. Januar: Walter Witzel, deutscher Politiker und MdL
- 09. Januar: Mark Aronoff, kanadischer Gelehrter der Sprachmorphologie und Professor
- 09. Januar: Mary Roos, deutsche Schlagersängerin Mary Roos, 2007

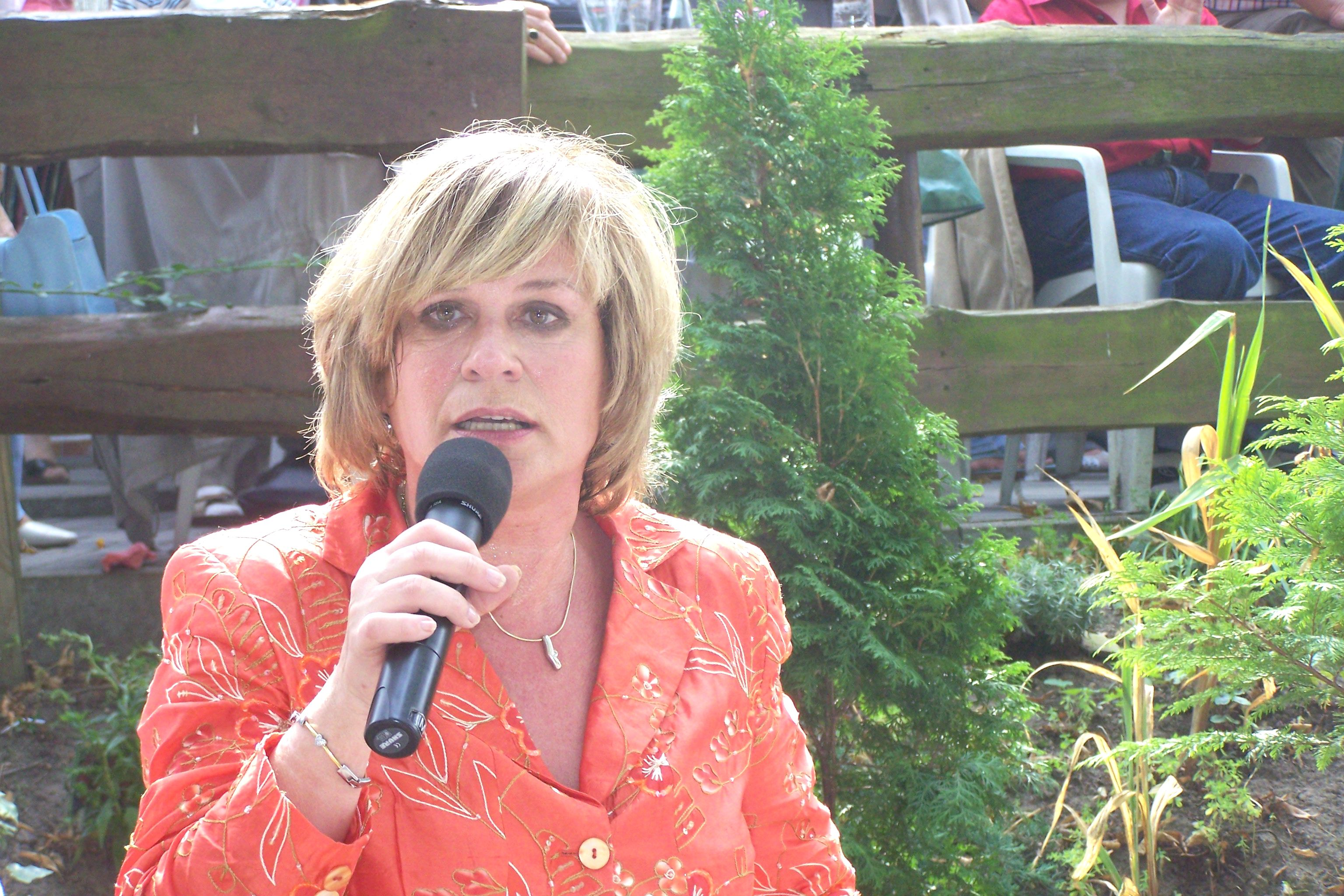
Mary Roos, 2007

- 09. Januar: Bernd Stegemann, deutscher Schauspieler
- 10. Januar: Carlos Alhinho, kap-verdisch-portugiesischer Fußballspieler und -trainer († 2008)
- 10. Januar: George Foreman, US-amerikanischer Schwergewichts-Profiboxer und christlicher Geistlicher († 2025)
- 10. Januar: Linda Lovelace, US-amerikanische Pornodarstellerin († 2002)
- 10. Januar: Jutta Treiber, österreichische Autorin
- 10. Januar: William Vollery, Schweizer Automobilrennfahrer († 1989)
- 11. Januar: Raúl Castronovo, argentinischer Fußballspieler
- 11. Januar: Hans-Joachim Heist, deutscher Schauspieler und Komiker
- 11. Januar: Hermann Korte, deutscher Germanist und Literaturwissenschaftler († 2020)
- 11. Januar: Adam Zamoyski, polnischer Historiker
- 11. Januar: Helmut Zenker, österreichischer Schriftsteller und Drehbuchautor († 2003)
- 12. Januar: Ottmar Hitzfeld, deutscher Fußballspieler und -trainer Ottmar Hitzfeld

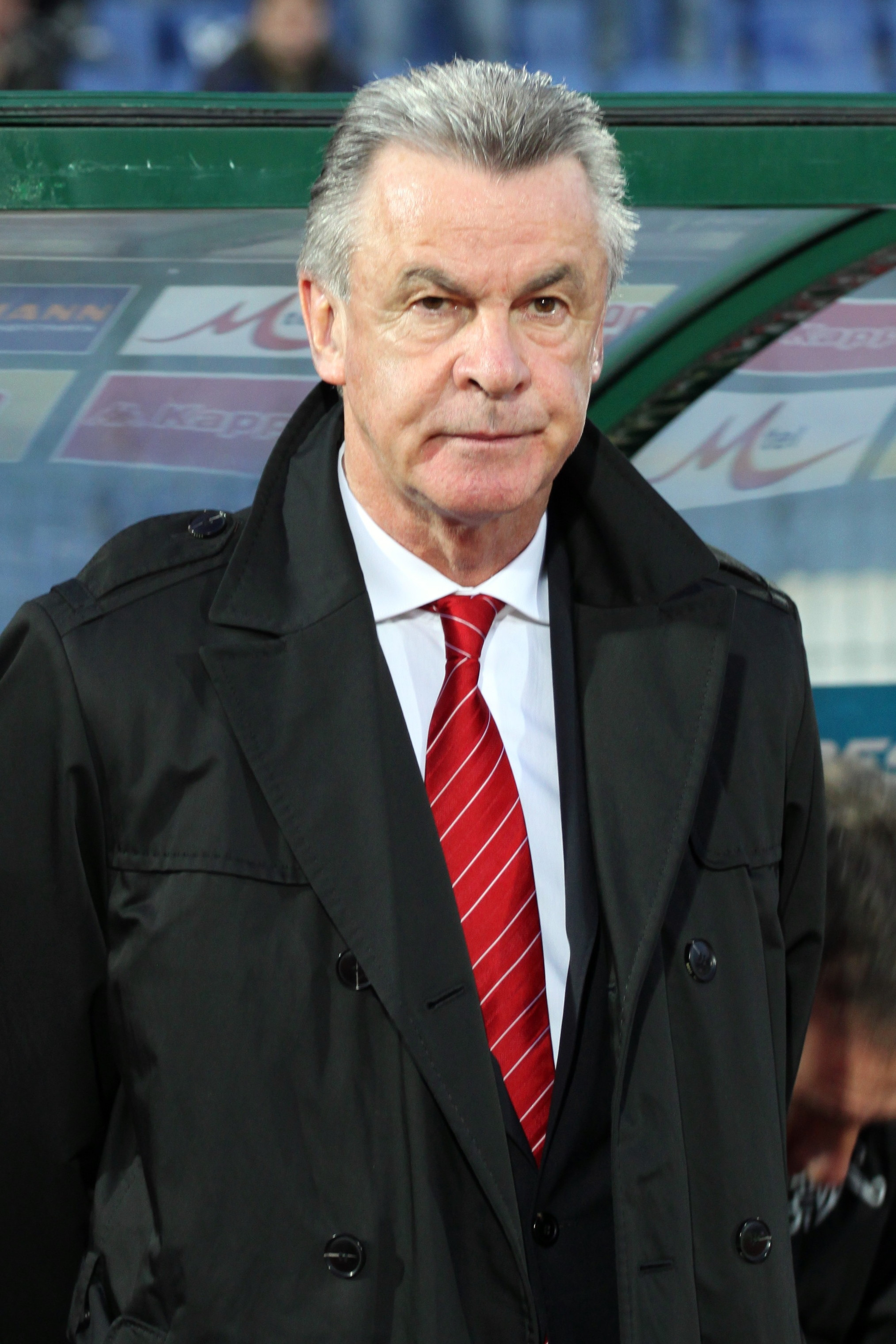
Ottmar Hitzfeld

- 12. Januar: Haruki Murakami, japanischer Autor
- 12. Januar: Paul Barresi, US-amerikanischer Schauspieler, Regisseur
- 12. Januar: Michael W. Vannier, US-amerikanischer Arzt und Radiologe
- 13. Januar: Fausto Bertoglio, italienischer Radrennfahrer
- 13. Januar: Klaus Brandner, deutscher Politiker
- 13. Januar: Kim Tae-young, südkoreanischer General († 2025)
- 13. Januar: Henryk Rozmiarek, polnischer Handballtorwart († 2021)
- 13. Januar: Rakesh Sharma, indischer Pilot und Kosmonaut
- 14. Januar: Alireza Azizi, iranischer Fußballspieler († 2021)
- 14. Januar: Lawrence Kasdan, US-amerikanischer Regisseur, Drehbuchautor und Schauspieler
- 14. Januar: Kurt Hauenstein, österreichischer Musiker († 2011)
- 14. Januar: Elisabeth Wargalla, deutsche Politikerin († 2025)
- 15. Januar: Arnold Beck, liechtensteinischer Skirennläufer († 2014)
- 15. Januar: Götz Kauffmann, österreichischer Schauspieler, Kabarettist und Buchautor († 2010)
- 15. Januar: Manolo el del Bombo, spanischer Fußballfan und Einheizer († 2025)
- 16. Januar: Amama Mbabazi, ugandischer Politiker
- 16. Januar: Caroline Munro, britische Schauspielerin
- 17. Januar: Anita Borg, US-amerikanische Informatikerin und Frauenrechtlerin († 2003)
- 17. Januar: Marie-France Jean-Georges, französische Skirennläuferin
- 17. Januar: Heini Hemmi, Schweizer Skirennläufer
- 17. Januar: Gyude Bryant, Übergangspräsident von Liberia († 2014)
- 17. Januar: Andy Kaufman, US-amerikanischer Entertainer und Schauspieler († 1984)
- 17. Januar: Mick Taylor, britischer Gitarrist
- 18. Januar: Tina Fuentes, US-amerikanische Malerin und Hochschullehrerin
- 18. Januar: Philippe Starck, französischer Designer und Architekt
- 18. Januar: Billie Zöckler, deutsche Schauspielerin († 2019)
- 19. Januar: Ludwig Adam, österreichischer Musiker
- 19. Januar: Romuald Ajchler, polnischer Politiker
- 19. Januar: Robert Palmer, britischer Musiker († 2003)
- 19. Januar: Yves Hervalet, französischer Automobilrennfahrer († 2008)
- 19. Januar: Khalil Shaheed, US-amerikanischer Musiker († 2012)
- 19. Januar: Dennis Taylor, nordirischer Snookerspieler
- 20. Januar: Michael Ahern, irischer Politiker
- 20. Januar: Patrick Frey, Schweizer Autor, Verleger, Kabarettist und Schauspieler
- 20. Januar: Bill Owens, US-amerikanischer Politiker
- 20. Januar: Göran Persson, schwedischer sozialdemokratischer Politiker, Premierminister
- 21. Januar: Adelquis Remón Gay, kubanischer Schachspieler († 1992)
- 21. Januar: Kristín Marja Baldursdóttir, isländische Schriftstellerin
- 22. Januar: Joseph Hill, jamaikanischer Sänger, Gitarrist und Songschreiber († 2006)
- 22. Januar: Steve Perry, US-amerikanischer Sänger
- 22. Januar: Jadwiga Wilejto, polnische Bogenschützin
- 24. Januar: Nikolaus Brender, deutscher Fernsehjournalist und Medienmanager Nikolaus Brender, 2013

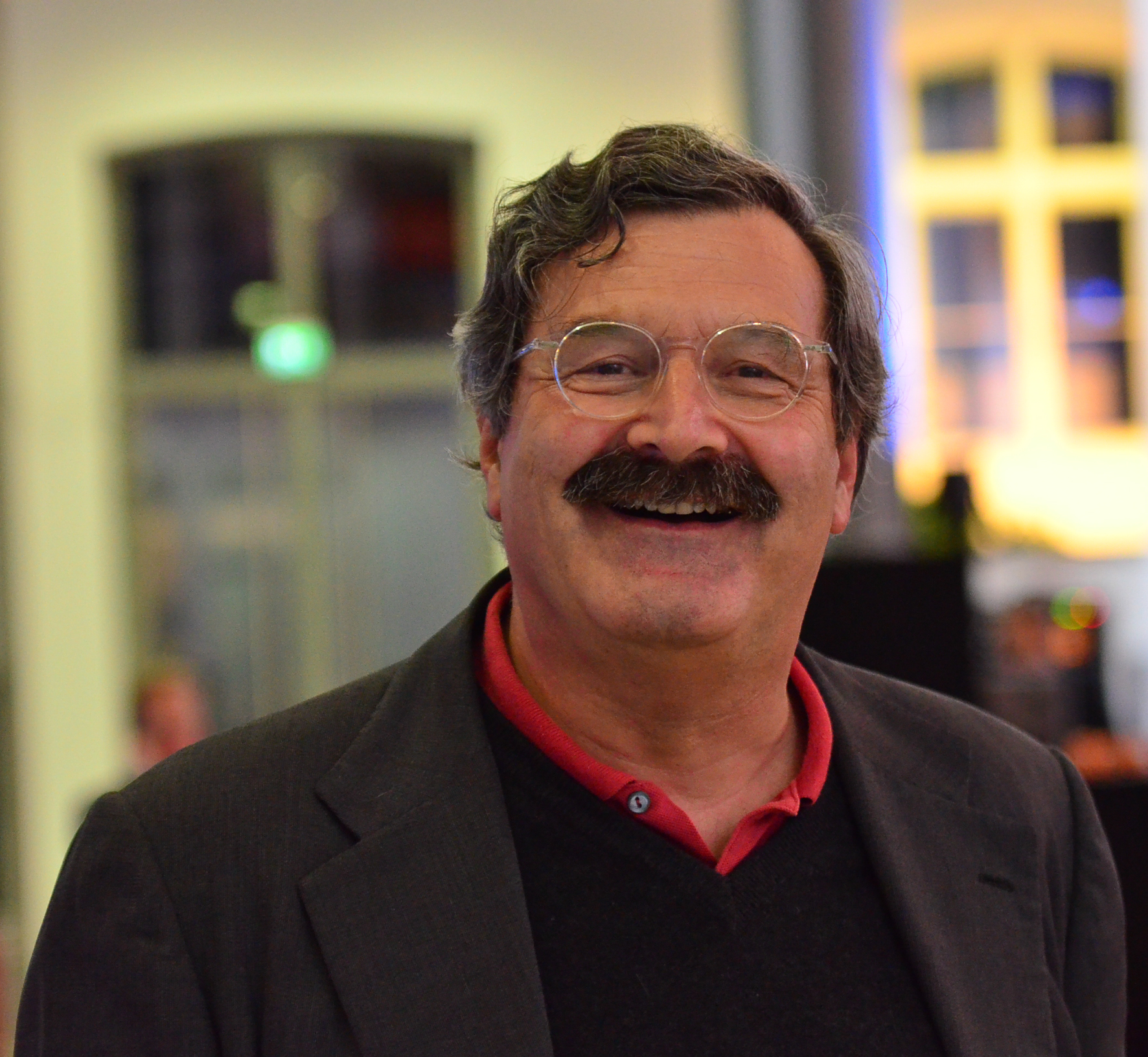
Nikolaus Brender, 2013

- 24. Januar: John Belushi, US-amerikanischer Sänger und Schauspieler († 1982) John Belushi

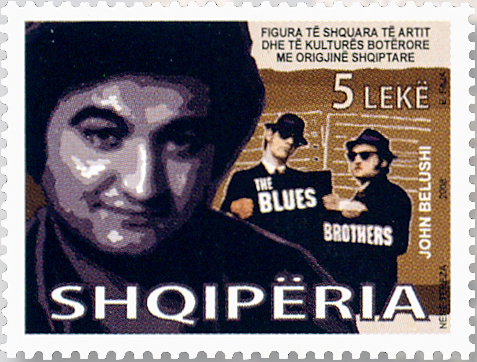
John Belushi

- 24. Januar: Johannes K. Rücker, deutscher Erwachsenenbildner († 2021)
- 25. Januar: Doc Bundy, US-amerikanischer Automobilrennfahrer
- 25. Januar: Paul Nurse, britischer Mediziner
- 26. Januar: David Strathairn, US-amerikanischer Schauspieler
- 27. Januar: Per Røntved, dänischer Fußballspieler († 2023)
- 28. Januar: Gregg Popovich, US-amerikanischer Basketballtrainer
- 28. Januar: Barry Robinson, britischer Automobilrennfahrer
- 29. Januar: Matthias Kaul, deutscher Perkussionist und Komponist († 2020)
- 29. Januar: Vincent Klink, deutscher Koch
- 29. Januar: Eugene de Kock, südafrikanischer Polizeioberst während der Apartheid
- 29. Januar: Tommy Ramone, US-amerikanischer Musiker († 2014)
- 29. Januar: Stefan Diestelmann, deutscher Bluesmusiker († 2007)
- 30. Januar: Jacques Alméras, französischer Automobilrennfahrer und Rennstallbesitzer
- 31. Januar: Maria Rauch-Kallat, österreichische Politikerin
- 31. Januar: Ken Wilber, US-amerikanischer Philosoph und interdisziplinärer Denker

### Februar
- 01. Februar: Peter Millowitsch, deutscher Volksschauspieler und Theaterunternehmer
- 02. Februar: Lilo Friedrich, deutsche Politikerin
- 02. Februar: Brent Spiner, US-amerikanischer Schauspieler
- 03. Februar: Richard Jones, britischer Automobilrennfahrer
- 03. Februar: Hennie Kuiper, niederländischer Radrennfahrer
- 04. Februar: Edward Acton, britischer Historiker und Hochschullehrer
- 04. Februar: Gerold Ambrosius, deutscher Wirtschaftshistoriker
- 04. Februar: Paul Coe, australischer Jurist und Aktivist († 2025)
- 04. Februar: Rasim Delić, bosnischer General († 2010)
- 04. Februar: Helmut Heiderich, deutscher Politiker
- 05. Februar: Igor Achba, abchasischer Politiker und Diplomat
- 05. Februar: Nuala Ahern, irische Politikerin
- 05. Februar: Kurt Beck, deutscher Politiker
- 05. Februar: Bernard Grobot, französischer Automobilrennfahrer († 1997)
- 05. Februar: Heidi Handorf, deutsche Filmeditorin
- 06. Februar: Adrian Alston, australischer Fußballspieler
- 06. Februar: Reinhard Fißler, deutscher Rocksänger und Gitarrist († 2016)
- 06. Februar: Michael Fuchs, deutscher Politiker, MdB († 2022)
- 06. Februar: Manuel Orantes, spanischer Tennisspieler
- 06. Februar: Karin Roth, deutsche Politikerin
- 06. Februar: Jim Sheridan, irischer Regisseur und Drehbuchautor
- 07. Februar: Alan Lancaster, britischer Bassist, Sänger und Gründungsmitglied der Rockgruppe Status Quo († 2021)
- 08. Februar: Brooke Adams, US-amerikanische Schauspielerin
- 08. Februar: Niels Arestrup, französischer Schauspieler († 2024)
- 08. Februar: Roland Kimmerle, deutscher Fußballspieler
- 09. Februar: Konrad Elmer, evangelischer Pfarrer und Gründungsmitglied der SDP in der DDR
- 10. Februar: Mario del Valle Moronta Rodríguez, venezolanischer römisch-katholischer Bischof († 2025)
- 10. Februar: Rodney Wallace, US-amerikanischer American-Football-Spieler († 2013)
- 11. Februar: Ernst Kahl, deutscher Cartoonist und Maler († 2025)
- 11. Februar: Gerhard Kofler, Südtiroler Schriftsteller († 2005)
- 11. Februar: Manfred Luckey, deutscher Politiker (CDU)
- 11. Februar: Marc Menant, französischer Schriftsteller, Journalist und Automobilrennfahrer
- 11. Februar: Klaus Prömpers, deutscher Fernsehjournalist
- 11. Februar: Detlev Redinger, deutscher Schauspieler († 2024)
- 11. Februar: George Winston, US-amerikanischer Pianist, Komponist und Arrangeur († 2023)
- 12. Februar: Barbara Honigmann, deutsche Schriftstellerin und Malerin
- 12. Februar: Sari Nusseibeh, palästinensischer Philosoph und Politiker
- 12. Februar: Fergus Slattery, irischer Rugbyspieler
- 13. Februar: Jo Baier, deutscher Filmregisseur und Drehbuchautor
- 13. Februar: Judy Dyble, britische Folkrocksängerin († 2020)
- 13. Februar: Peter Kern, österreichischer Schauspieler, Regisseur, Produzent und Autor († 2015)
- 14. Februar: Josep Enric Dallerès, andorranischer Schriftsteller
- 16. Februar: Michel Herr, belgischer Jazzpianist, Komponist und Arrangeur
- 17. Februar: Doyle Bramhall, US-amerikanischer Bluesrockgitarrist, -sänger und -schlagzeuger († 2011)
- 17. Februar: Fred Frith, britischer Komponist, Improvisator und Hochschullehrer
- 17. Februar: Lúcia Mendonça Previato, brasilianische Biologin
- 17. Februar: Ady Zehnpfennig, deutscher Musiker
- 18. Februar: Gary Ridgway, US-amerikanischer Serienmörder
- 18. Februar: Hans-Georg Türstig, deutscher Schriftsteller und Übersetzer, Maler und Fotograf
- 19. Februar: Arend Agthe, deutscher Regisseur
- 19. Februar: Eddie Hardin, britischer Rockmusiker († 2015)
- 19. Februar: Günter Sare, Unfallopfer bei einer Demonstration († 1985)
- 19. Februar: Luise Schorn-Schütte, deutsche Historikerin
- 20. Februar: Mario Lega, italienischer Motorradrennfahrer
- 20. Februar: Bernhard Suttner, deutscher Politiker
- 20. Februar: Ivana Trump, tschechisch-amerikanisches Model († 2022)
- 20. Februar: Stefan Waggershausen, deutscher Sänger, Komponist und Autor
- 21. Februar: Ronnie Hellström, schwedischer Fußball-Torwart († 2022)
- 21. Februar: Enrique Wolff, argentinischer Fußballspieler
- 22. Februar: Klaus Amann, österreichischer Literaturwissenschaftler
- 22. Februar: Alan Barnard, Anthropologe und Ethnologe
- 22. Februar: Manfred Deix, österreichischer Karikaturist und Cartoonist († 2016)
- 22. Februar: Niki Lauda, österreichischer Automobilrennfahrer († 2019)

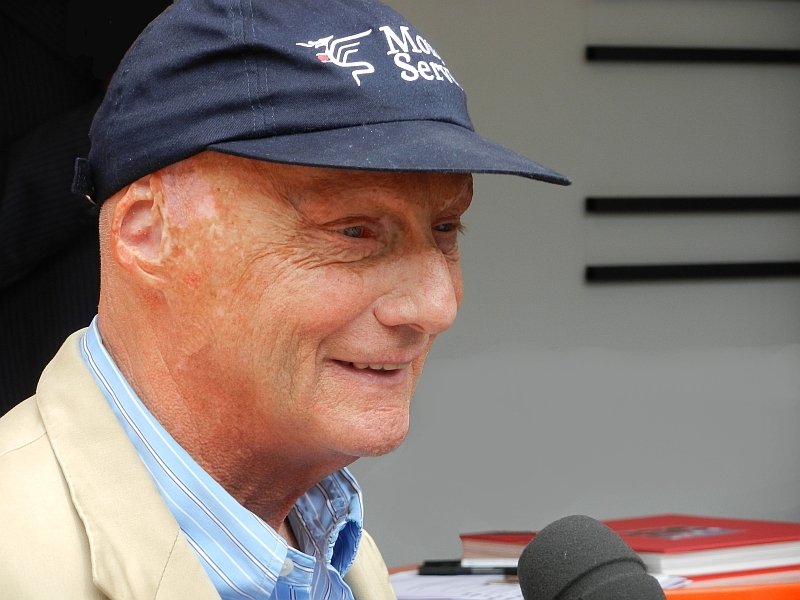
Niki Lauda

- 22. Februar: Luigi Taverna, italienischer Automobilrennfahrer
- 22. Februar: Joachim Witt, deutscher Musiker
- 23. Februar: César Aira, argentinischer Schriftsteller und Übersetzer
- 23. Februar: Marc Garneau, kanadischer Astronaut und Politiker († 2025)
- 23. Februar: Hans Hollenstein, Schweizer Politiker (CVP)
- 23. Februar: Bruno Saby, französischer Rallyefahrer
- 24. Februar: Dieter Büttner, deutscher Leichtathlet
- 24. Februar: Thomas Weisbecker, Mitglied der „Bewegung 2. Juni“ († 1972)
- 25. Februar: Irma Krauß, deutsche Schriftstellerin († 2024)
- 25. Februar: Ric Flair, US-amerikanischer Wrestler
- 25. Februar: Amin Maalouf, französischer Schriftsteller
- 25. Februar: Ireen Sheer, deutsch-britische Schlagersängerin
- 26. Februar: Simon Crean, australischer Politiker († 2023)
- 26. Februar: Elizabeth George, US-amerikanische Autorin
- 26. Februar: Emma Kirkby, englische Sopranistin
- 26. Februar: Bruno Strobl, österreichischer Komponist und Dirigent
- 27. Februar: Kostas Arvasevičius, litauischer Politiker († 2017)
- 28. Februar: Jenny Lamy, australische Leichtathletin
- 28. Februar: Gisela Schwarz, deutsche Politikerin (SPD)

### März
- 02. März: Isabelle Mir, französische Skirennläuferin
- 02. März: Gates McFadden, US-amerikanische Schauspielerin
- 02. März: Francisco Robles Ortega, mexikanischer Erzbischof und Kardinal
- 02. März: Antonio Vodanovic, chilenischer Fernsehmoderator und Journalist
- 03. März: Roberta Alexander, US-amerikanische Sopranistin
- 03. März: Diane Denish, US-amerikanische Politikerin
- 04. März: Ahmet Akyalçın, türkischer Jurist († 2018)
- 04. März: Karel Loprais, tschechischer Rallyefahrer († 2021)
- 04. März: Winfried Wolf, deutscher Politiker, MdB († 2023)

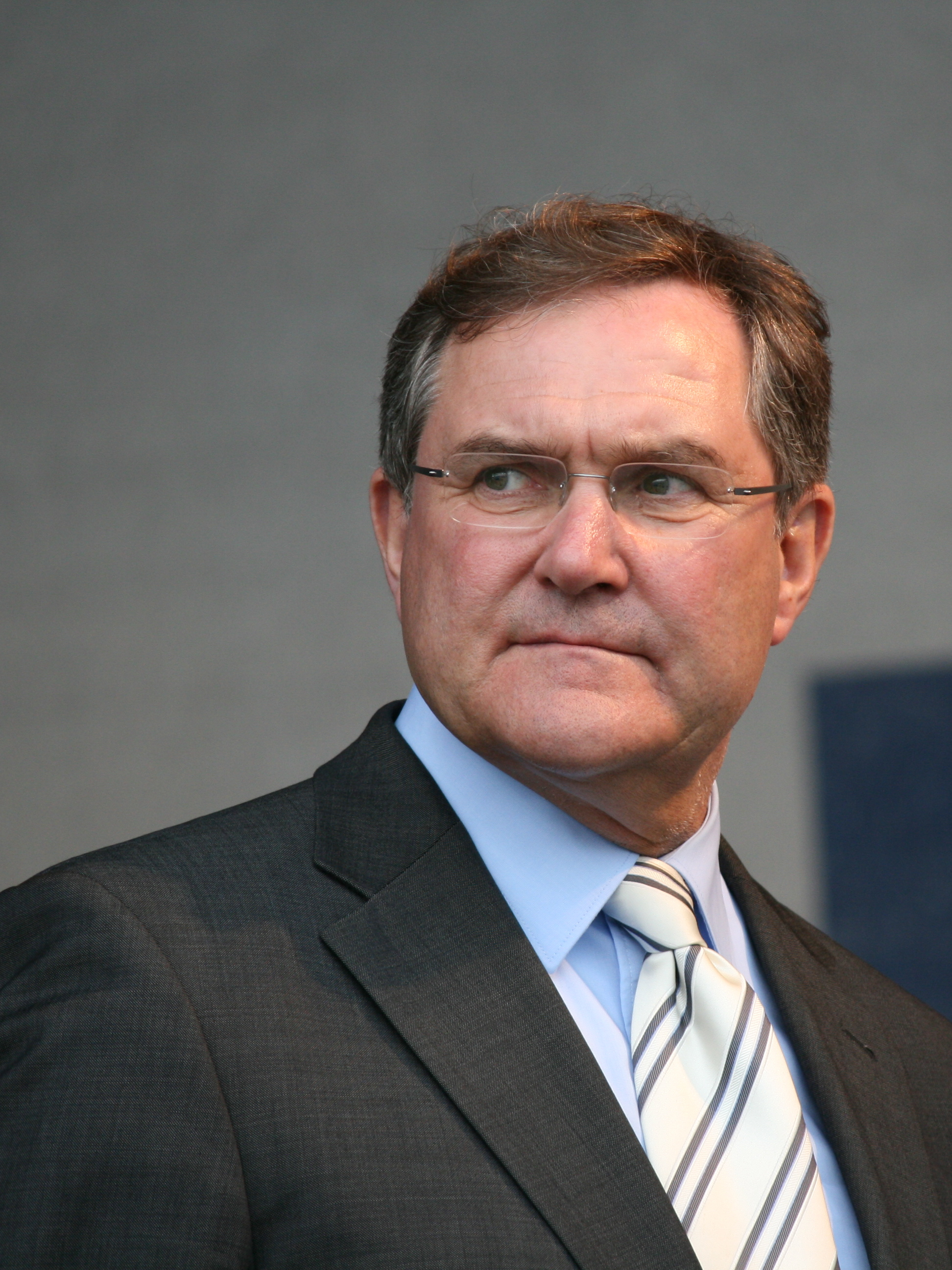
Franz Josef Jung, 2008

- 05. März: Franz Josef Jung, deutscher Politiker

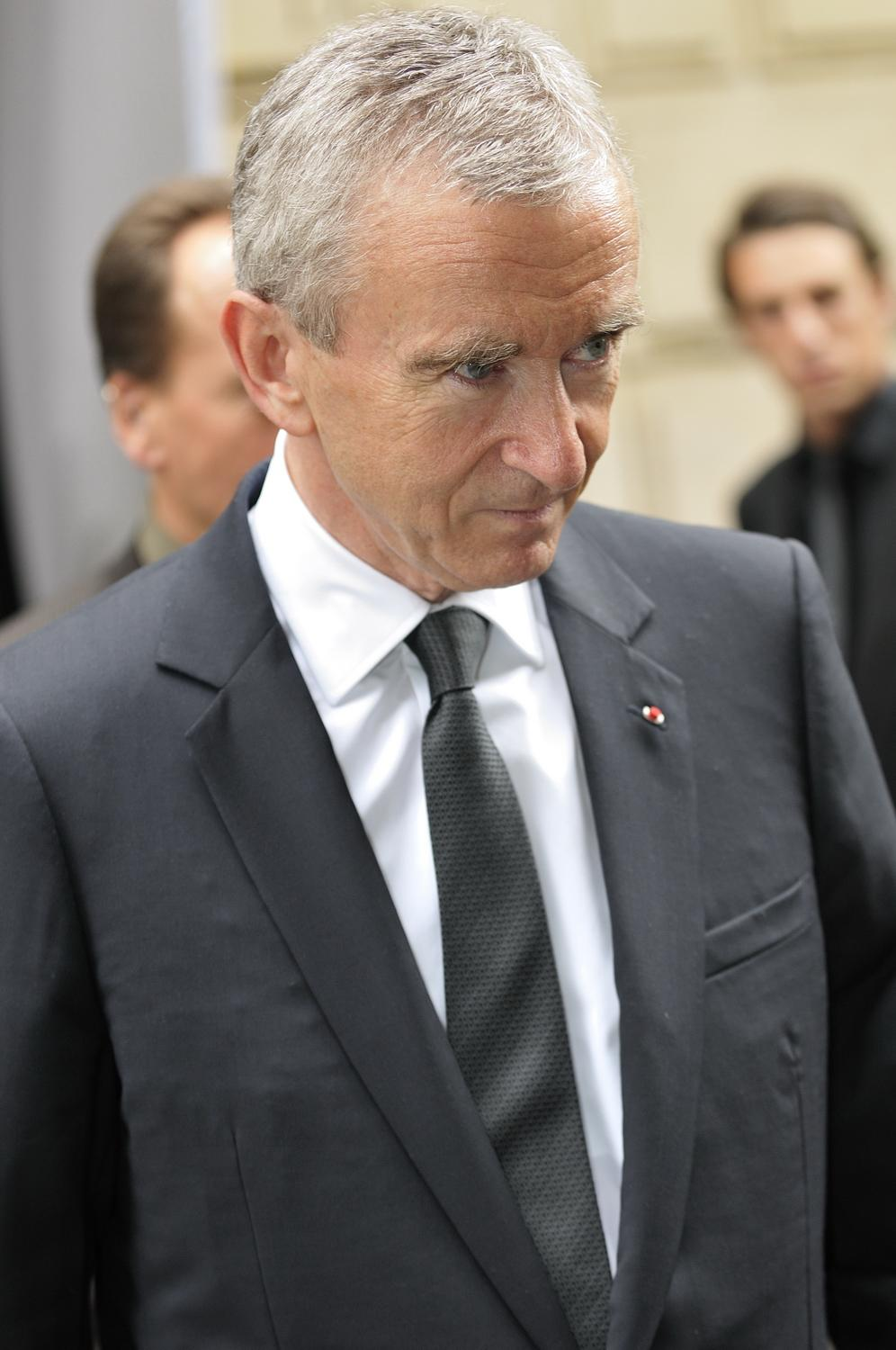
Bernard Arnault.

- 05. März: Bernard Arnault, französischer Unternehmer und Milliardär
- 06. März: Shaukat Aziz, Premier- und Finanzminister von Pakistan
- 06. März: Carl Hegemann, deutscher Dramaturg († 2025)
- 07. März: Wolfgang Reitzle, Vorstandsvorsitzender der Linde AG
- 07. März: Ross Webley, kanadischer Eishockeyspieler
- 08. März: Antonello Venditti, italienischer Liedermacher
- 08. März: Teófilo Cubillas, peruanischer Fußballspieler
- 08. März: Barthold Kuijken, belgischer Flötist und Dirigent
- 09. März: Kalevi Aho, finnischer Komponist
- 10. März: Peter Bauer, deutscher Politiker
- 10. März: Michael Udow, US-amerikanischer Perkussionist, Komponist und Musikpädagoge

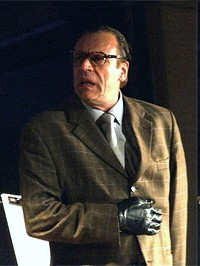
Georg Schramm als Rentner Lothar Dombrowski, 2006

- 11. März: Georg Schramm, deutscher Kabarettist
- 11. März: Giesela Brandes-Steggewentz, deutsche Politikerin und Gewerkschafterin
- 12. März: Rob Cohen, US-amerikanischer Regisseur
- 12. März: Raúl Montenegro, argentinischer Biologe
- 12. März: Bill Payne, US-amerikanischer Rockpianist und -keyboarder
- 12. März: Tetsuo Satō, japanischer Volleyballspieler († 2025)
- 12. März: Reinhard Weis, deutscher Politiker und MdB
- 13. März: Jürgen Banscherus, deutscher Schriftsteller
- 13. März: Jutta Braband, Vertreterin der Bürgerrechtsbewegung der DDR
- 14. März: Dennis Báthory-Kitsz, US-amerikanischer Komponist
- 14. März: Bernd Brunn, deutscher Jurist
- 14. März: Doris Ziegler, deutsche Malerin
- 15. März: Gholam Reza Aghazadeh, iranischer Politiker
- 15. März: Bernd Nickel, deutscher Fußballspieler († 2021)
- 16. März: Michael Aichhorn, österreichischer Theatermacher, Schauspieler und Künstler († 2008)
- 16. März: Jerry Goodman, US-amerikanischer Geiger
- 16. März: Jane Haist, kanadische Leichtathletin († 2022)
- 17. März: Hartmut Briesenick, deutscher Leichtathlet († 2013)

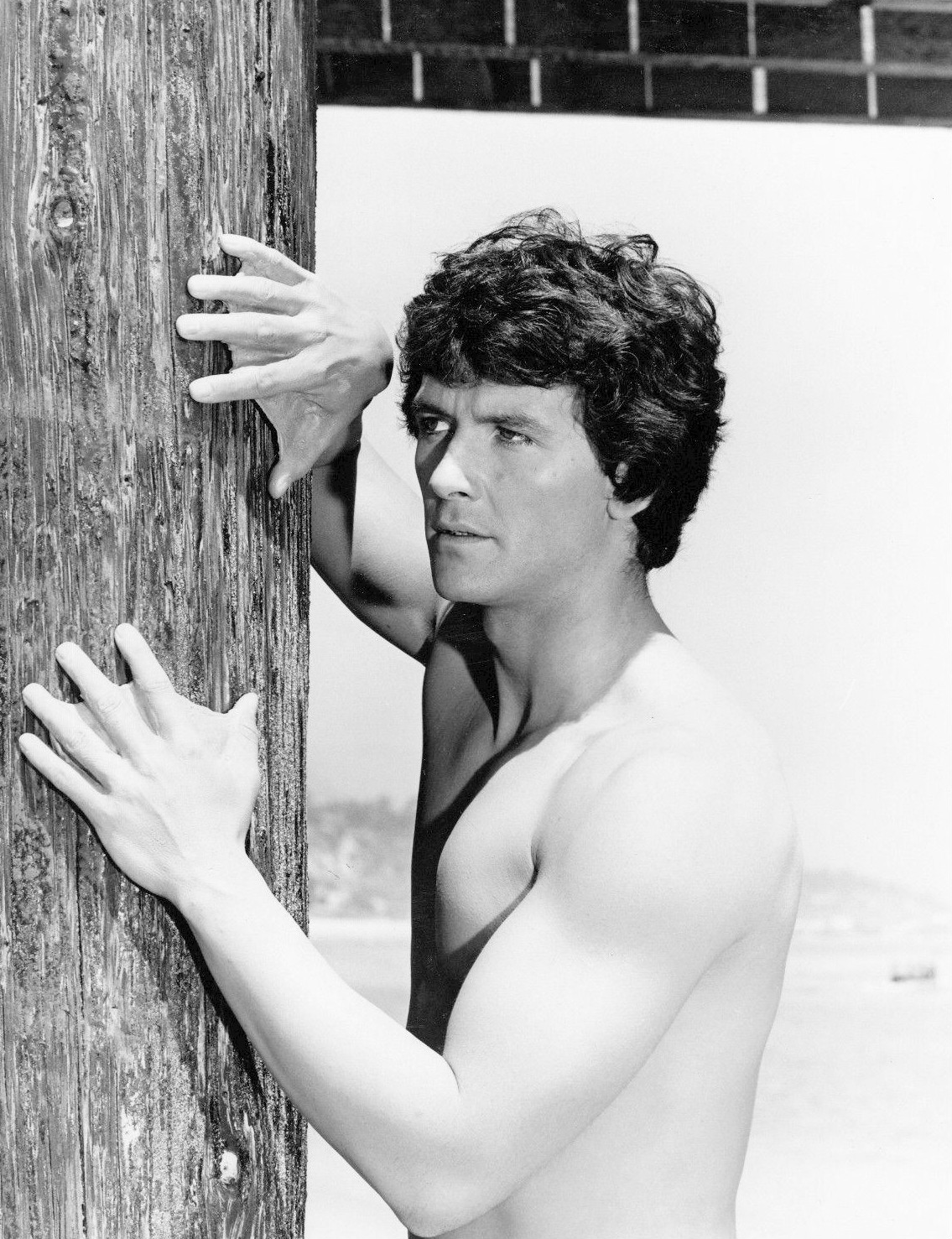
Patrick Duffy in Der Mann aus Atlantis, 1977

- 17. März: Patrick Duffy, US-amerikanischer Fernsehschauspieler
- 17. März: Werner Lämmerhirt, deutscher Gitarrist († 2016)
- 18. März: Karin Adelmund, niederländische Politikerin († 2005)
- 18. März: Jacques Secrétin, französischer Tischtennisspieler († 2020)
- 18. März: Alex Higgins, nordirischer Snookerspieler († 2010)
- 18. März: Rodrigo Rato, spanischer Politiker; Direktor des IWF
- 19. März: Blase Joseph Cupich, Erzbischof von Chicago und Kardinal
- 20. März: Marcia Ball, US-amerikanische Blues-Sängerin und Pianistin
- 20. März: Josip Bozanić, Erzbischof von Zagreb und Kardinal
- 21. März: Rolf-Dieter Amend, deutscher Kanute und Kanutrainer († 2022)
- 21. März: Horst Gläsker, deutscher Künstler
- 21. März: Eddie Money, US-amerikanischer Rockmusiker († 2019)
- 21. März: Slavoj Žižek, slowenischer Philosophieprofessor, Psychoanalytiker und Kulturkritiker
- 22. März: Fanny Marguerite Judith Ardant, französische Theater- und Filmschauspielerin
- 22. März: Klavdija Koženkova, sowjetische Ruderin
- 22. März: Brigitte Peters, deutsche Schauspielerin († 2025)
- 23. März: Thomas Aumüller, deutscher Jurist († 2022)
- 23. März: Trevor Jones, südafrikanischer Filmkomponist und Arrangeur
- 23. März: Max Stadler, deutscher Richter und Politiker († 2013)
- 24. März: Erwin Kremers, deutscher Fußballspieler
- 24. März: Helmut Kremers, deutscher Fußballspieler
- 24. März: Ruud Krol, niederländischer Fußballspieler
- 24. März: Nick Lowe, englischer Songwriter, Bassist, Sänger und Musikproduzent
- 24. März: Ranil Wickremesinghe, sri-lankischer Politiker
- 25. März: Kaja Danczowska, polnische Geigerin und Musikpädagogin
- 25. März: Philippe de Villiers, französischer Politiker
- 25. März: Sue Klebold, US-amerikanische Autorin und soziale Aktivistin
- 25. März: Klaus Mertens, deutscher Sänger
- 26. März: Uwe Beckmeyer, deutscher Politiker
- 26. März: Bärbel Dieckmann, Oberbürgermeisterin von Bonn
- 26. März: Giuseppe Sabadini, italienischer Fußballspieler und -trainer
- 26. März: Patrick Süskind, deutscher Schriftsteller und Drehbuchautor
- 26. März: Rainer Thiel, deutscher Fußballspieler
- 27. März: John Lagrand, niederländischer Musiker († 2005)
- 27. März: Eberhard Walde, deutscher Politiker († 2011)
- 28. März: Peter Alltschekow, deutscher Politiker
- 28. März: Dres Balmer, Schweizer Schriftsteller
- 28. März: Ernst Diehl, deutscher Fußballspieler
- 28. März: Leslie Valiant, britischer Informatiker und Turingpreisträger
- 29. März: Kayahan Açar, türkischer Sänger, Komponist und Liedtexter († 2015)
- 29. März: Christoph Leitl, österreichischer Unternehmer und Politiker
- 29. März: Michael Brecker, US-amerikanischer Tenorsaxophonist († 2007)
- 29. März: Pauline Marois, kanadische Politikerin
- 29. März: Yuri Stern, israelischer Politiker († 2007)
- 30. März: Lene Lovich, US-amerikanische Sängerin
- 30. März: Hans Zach, deutscher Eishockeytrainer
- 30. März: José Natividad González Parás, Gouverneur des Bundesstaates Nuevo León in Mexiko
- 31. März: Cristina Noci, italienische Schauspielerin († 2025)

### April
- 01. April: Reid Anderson, kanadischer Tänzer und Ballettdirektor
- 01. April: Gil Scott-Heron, US-amerikanischer Musiker und Dichter († 2011)
- 02. April: Per Husby, norwegischer Jazzpianist und Komponist
- 02. April: Steve Saleen, US-amerikanischer Automobilrennfahrer und Unternehmer
- 03. April: Gisela Getty, deutsche Fotografin
- 03. April: Max Rüdlinger, Schweizer Schauspieler
- 03. April: Thomas Meyer-Fiebig, deutscher Komponist und Konzertorganist
- 03. April: Norbert Thiede, deutscher Diskuswerfer
- 03. April: Richard Thompson, englischer Folkrocksänger und -gitarrist
- 04. April: Peter Aschwanden, schweizerischer Filmemacher († 2010)
- 04. April: Junior Braithwaite, jamaikanischer Musiker († 1999)
- 04. April: Fred, brasilianischer Fußballspieler († 2022)
- 04. April: Udo van Kampen, deutscher Journalist
- 04. April: Klaus-Dieter Klebsch, deutscher Synchronsprecher und Schauspieler
- 04. April: Bruno Mégret, französischer Politiker
- 04. April: Abdullah Öcalan, kurdischer Terrorist
- 04. April: Wolfgang Windhausen, deutscher Lyriker, Autor, Grafiker und Menschenrechtler († 2022)
- 04. April: Shing-Tung Yau, chinesischer Mathematiker
- 05. April: Judith Resnik, US-amerikanische Astronautin († 1986)
- 05. April: Martin Hellwig, deutscher Volkswirtschaftler
- 05. April: Klara Höfels, deutsche Schauspielerin († 2022)
- 05. April: Dominique Rouits, französischer Dirigent und Musikpädagoge
- 06. April: Janet Ågren, schwedische Schauspielerin
- 06. April: Patrick Hernandez, französischer Sänger
- 06. April: Horst Ludwig Störmer, deutscher Physiker
- 06. April: Brigitte Schwaiger, österreichische Schriftstellerin († 2010)
- 06. April: Zhong Acheng, chinesischer Schriftsteller und Drehbuchautor
- 07. April: Meta Antenen, Schweizer Leichtathletin
- 07. April: Ludmila Budar, sorbische Slawistin und Pädagogin
- 07. April: Evelyn Haas, Richterin des Bundesverfassungsgerichts
- 07. April: Gerhard Jaschke, österreichischer Schriftsteller († 2025)
- 07. April: Walentina Matwijenko, russische Politikerin, Vorsitzende des Föderationsrates
- 07. April: John Oates, US-amerikanischer Sänger und Produzent
- 08. April: Philip Aaberg, US-amerikanischer Pianist und Komponist
- 08. April: Hagen Klein, deutscher Motorradrennfahrer
- 08. April: John Madden, britischer Filmregisseur
- 08. April: Erdal Merdan, deutsch-türkischer Autor, Regisseur und Schauspieler († 2010)
- 09. April: Miguel Amorós, spanischer Historiker, Theoretiker und Aktivist
- 09. April: Tony Cragg, britisch-deutscher bildender Künstler
- 10. April: Birgit Jürgenssen, österreichische Fotografin († 2003)
- 11. April: Bernd Eichinger, deutscher Filmproduzent und -regisseur († 2011) Bernd Eichinger, 2008

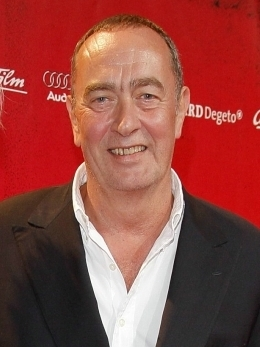
Bernd Eichinger, 2008

- 12. April: Anke Eymer, deutsche Politikerin und MdB
- 12. April: Walter Pradt, deutscher Fußballspieler und -trainer († 2014)
- 12. April: Scott Turow, US-amerikanischer Jurist und Autor
- 13. April: Marilyn Bowering, kanadische Schriftstellerin, Dichterin und Dramatikerin
- 13. April: Ricardo Zunino, argentinischer Automobilrennfahrer
- 14. April: Stephen Lloyd Arnold, US-amerikanischer Politiker
- 14. April: Peter Bursch, deutscher Musiker und Autor
- 14. April: Chas Mortimer, britischer Motorradrennfahrer
- 14. April: John Shea, US-amerikanischer Schauspieler
- 15. April: Alain Minc, französischer Unternehmer
- 15. April: Matthias Wissmann, deutscher Politiker
- 15. April: Alla Pugatschowa, russische Sängerin und Komponistin
- 16. April: Sheila Dow, britische Hochschullehrerin, Professorin für Ökonomie an der University of Stirling
- 16. April: Marc Vervenne, flämischer bzw. belgischer Theologe
- 18. April: Avril Doyle, irische Politikerin
- 18. April: Josef Kajnek, tschechischer Theologe, Weihbischof in Königgrätz
- 19. April: Joachim Sauer, deutscher Physikochemiker
- 19. April: Paloma Picasso, spanisch-französische Designerin
- 20. April: Veronica Cartwright, britische Schauspielerin
- 20. April: Toller Cranston, kanadischer Eiskunstläufer und Künstler († 2015)
- 20. April: Gilbert Kaiser, liechtensteinischer Sportschütze
- 20. April: Jessica Lange, US-amerikanische Filmschauspielerin Jessica Lange, 2008

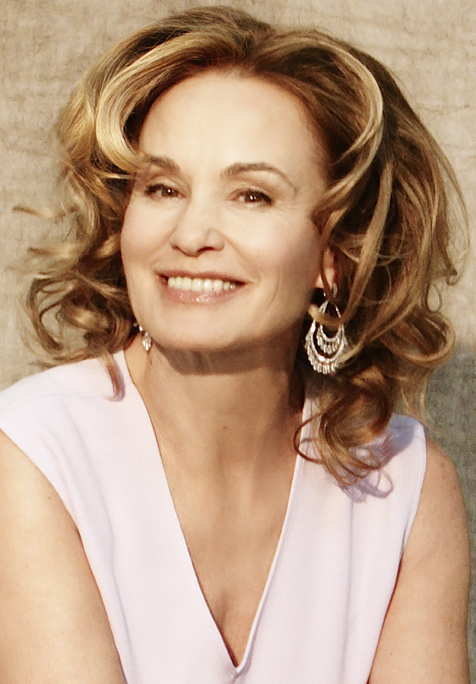
Jessica Lange, 2008

- 21. April: Frank Hofmann, deutscher Politiker
- 22. April: Jutta Barth, deutsche Bildende Künstlerin
- 22. April: Spencer Haywood, US-amerikanischer Basketballspieler
- 22. April: Harald Noack, deutscher Jurist, Verwaltungsbeamter und Politiker
- 23. April: Denisse de Kalafe, mexikanische Singer-Songwriterin brasilianischer Herkunft
- 23. April: John Miles, englischer Musiker und Komponist († 2021)
- 23. April: Michalis Nikoloudis, griechischer Musiker
- 24. April: Ulrike Andresen, deutsche Malerin und Grafikerin († 2006)
- 24. April: Wilfrido Vargas, dominikanischer Bandleader, Trompeter und Sänger
- 25. April: Dominique Strauss-Kahn, französischer Politiker, Direktor des Internationalen Währungsfonds (IWF)
- 26. April: Carlos Bianchi, argentinischer Fußballspieler und -trainer
- 26. April: Issei Sagawa, japanischer Frauenmörder und Schriftsteller († 2022)
- 27. April: Jean Asselborn, luxemburgischer Politiker
- 27. April: Christine Harbort, deutsche Schauspielerin und Regisseurin († 2003)
- 27. April: P. Sathasivam, indischer Jurist (Chief Justice of India)
- 27. April: Gennadij Timoščenko, slowakischer Schachgroßmeister
- 28. April: Jerome Apt III, US-amerikanischer Physiker und Astronaut
- 28. April: Didier Bonnet, französischer Automobilrennfahrer und Rennwagenkonstrukteur († 2011)
- 28. April: Alan Chesney, neuseeländischer Hockeyspieler
- 28. April: Christian Neureuther, deutscher Skifahrer
- 28. April: Peter Reber, Schweizer Liedermacher und Sänger
- 28. April: Rüdiger Schubert, deutscher Politiker
- 29. April: Kent-Harry Andersson, schwedischer Handballtrainer
- 29. April: Karen Balkin, US-amerikanische Schauspielerin
- 29. April: Nuno Júdice, portugiesischer Dichter und Universitätsprofessor († 2024)
- 30. April: Jean-Louis Bousquet, französischer Automobilrennfahrer
- 30. April: António Guterres, portugiesischer Politiker und Ministerpräsident
- 30. April: Karl Meiler, deutscher Tennisspieler und -trainer († 2014)

### Mai
- 01. Mai: Tim Hodgkinson, britischer Musiker, Komponist und Musikwissenschaftler
- 01. Mai: Lewis Perdue, US-amerikanischer Schriftsteller
- 02. Mai: Alfons Schuhbeck, deutscher Koch und Buchautor
- 02. Mai: Marco Vanoli, Schweizer Unternehmer und Automobilrennfahrer
- 03. Mai: Kaoru Abe, japanischer Jazz-Pianist, Gitarrist und Saxophonist († 1978)
- 03. Mai: Leopoldo Luque, argentinischer Fußballspieler († 2021)
- 03. Mai: Hans Michelbach, deutscher Politiker
- 03. Mai: Rüdiger Veit, deutscher Politiker und MdB († 2020)
- 04. Mai: Norbert Atzler, deutscher Politiker
- 04. Mai: Pekka Päivärinta, finnischer Leichtathlet
- 04. Mai: Graham Swift, englischer Schriftsteller
- 05. Mai: Henning Höppner, deutscher Politiker
- 05. Mai: Despina Petecel-Theodoru, rumänische Musikwissenschaftlerin
- 05. Mai: Jan Vičar, tschechischer Komponist, Musikwissenschaftler und -pädagoge
- 06. Mai: Peter Sellin, deutscher Politiker und MdB
- 07. Mai: Florian Gerster, deutscher Politiker
- 07. Mai: Lia Roberts, rumänische Politikerin
- 07. Mai: Keith, US-amerikanischer Sänger
- 09. Mai: Ibrahim Baré Maïnassara, nigrischer Politiker und Präsident des Landes († 1999)
- 09. Mai: Bob Margolin, US-amerikanischer Blues-Musiker
- 09. Mai: Billy Joel, US-amerikanischer Sänger und Songschreiber Billy Joel, 2007

Billy Joel, 2007

- 09. Mai: Heinz Stickel, deutscher Fußballspieler († 2015)
- 10. Mai: Robert Kreis, niederländischer Kabarettist, Pianist und Entertainer
- 10. Mai: Hans Reichel, deutscher Gitarrist, Violinist, Instrumentenbauer und Typograph († 2011)
- 10. Mai: Sylvia Renz, deutsche Schriftstellerin
- 12. Mai: Josef Beutelmann, deutscher Betriebswirt
- 12. Mai: Moto Hagio, japanische Manga-Zeichnerin
- 12. Mai: Wolfgang Kos, österreichischer Hörfunkjournalist
- 12. Mai: Hans Leyendecker, deutscher Journalist
- 12. Mai: Albert Schönberger, deutscher Organist und Kirchenmusiker
- 12. Mai: Harry Wijnvoord, niederländischer Fernsehmoderator
- 13. Mai: Ingeborg Arlt, deutsche Schriftstellerin
- 13. Mai: Christopher Reid, britischer Journalist und Dichter
- 13. Mai: Alexander Vilenkin, russisch-US-amerikanischer Physiker
- 13. Mai: Franklyn Ajaye, US-amerikanischer Schauspieler und Stand-up-Comedian
- 14. Mai: Sverre Årnes, norwegischer Schriftsteller, Comicautor und Drehbuchautor
- 14. Mai: Klaus-Peter Thaler, deutscher Radrennfahrer und Automobilrennfahrer
- 15. Mai: Douglas Raymond Acomb, kanadischer Eishockeyspieler
- 15. Mai: Regina Schulte, deutsche Historikerin († 2024)
- 16. Mai: Paul Ackerley, neuseeländischer Feldhockeyspieler und -trainer († 2011)
- 16. Mai: Karlheinz Hackl, österreichischer Schauspieler und Theaterregisseur († 2014)
- 16. Mai: Haig Oundjian, britischer Eiskunstläufer
- 17. Mai: Bill Bruford, britischer Schlagzeuger
- 17. Mai: Marc Fosset, französischer Musiker († 2020)
- 17. Mai: Andrew Latimer, britischer Musiker und Gründungsmitglied der Band Camel
- 17. Mai: Elke Leonhard, deutsche Politikerin († 2025)
- 18. Mai: Jim McNeely, US-amerikanischer Jazzpianist, -komponist und -arrangeur
- 18. Mai: Rick Wakeman, britischer Musiker
- 18. Mai: Uschi Eid, deutsche Politikerin
- 19. Mai: Uwe Braunschweig, deutscher Handballspieler († 2013)
- 19. Mai: Aschraf Ghani, afghanischer Staatspräsident
- 19. Mai: Dusty Hill, US-amerikanischer Bassist und Sänger († 2021)
- 19. Mai: Donald R. Haurin, US-amerikanischer Wirtschaftswissenschaftler
- 19. Mai: Stephen Varcoe, englischer klassischer Sänger
- 21. Mai: Stefano Anzi, italienischer Unternehmer und Skirennläufer
- 21. Mai: Arno, belgischer Musiker († 2022)
- 21. Mai: Bernd Feuchtner, deutscher Publizist, Operndirektor und Dramaturg († 2025)
- 22. Mai: Gila Altmann, deutsche Politikerin und MdB
- 22. Mai: Nancy Hollister, US-amerikanische Politikerin
- 22. Mai: Klemens Schnorr, deutscher Organist und Musikwissenschaftler
- 23. Mai: Carol Barnett, US-amerikanische Komponistin und Flötistin
- 23. Mai: Daniel Kardinal DiNardo, Erzbischof von Galveston-Houston
- 23. Mai: Alan García, Präsident Perus von 1985 bis 1990 sowie von 2006 bis 2011 († 2019)
- 23. Mai: Sepp Trütsch, Moderator und Sänger aus Volksmusiksendungen
- 24. Mai: Jim Broadbent, britischer Schauspieler
- 25. Mai: Charles Binamé, kanadischer Filmregisseur
- 25. Mai: Norman Fischer, US-amerikanischer Cellist und Musikpädagoge
- 25. Mai: Gerhard Gebken, deutscher Jurist und Bundeswehrdisziplinaranwalt († 2011)
- 25. Mai: Jamaica Kincaid, antiguanisch-amerikanische Schriftstellerin
- 25. Mai: Carl Peyer, österreichischer Sänger
- 26. Mai: Ricardo Arredondo, mexikanischer Boxer († 1991)
- 26. Mai: Ward Cunningham, Informatiker und Erfinder des Wiki-Konzeptes
- 26. Mai: Pam Grier, US-amerikanische Schauspielerin Pam Grier, 2018

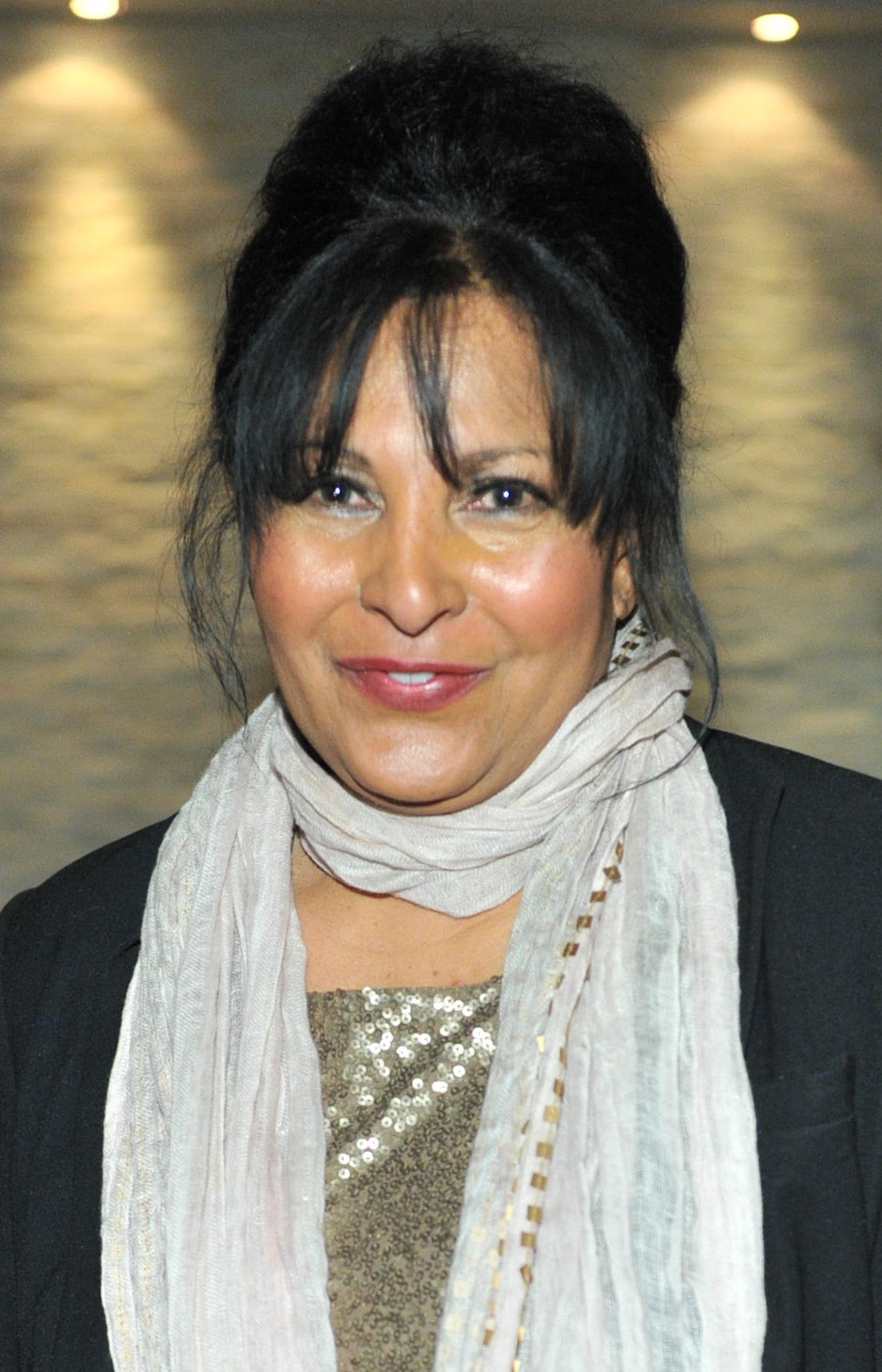
Pam Grier, 2018

- 26. Mai: Hank Williams Jr., US-amerikanischer Countrymusiker
- 27. Mai: Christoph Krummacher, deutscher Theologe und Kirchenmusiker
- 27. Mai: Hama Tuma, äthiopischer Dichter und Schriftsteller
- 28. Mai: Ernst Burgbacher, deutscher Politiker
- 29. Mai: Gina Bovaird, US-amerikanische Motorradrennfahrerin
- 29. Mai: Johann Krieger, deutscher Politiker, Oberbürgermeister der Großen Kreisstadt Ehingen
- 29. Mai: Francis Rossi, britischer Komponist, Sänger und Gitarrist Francis Rossi, 2013

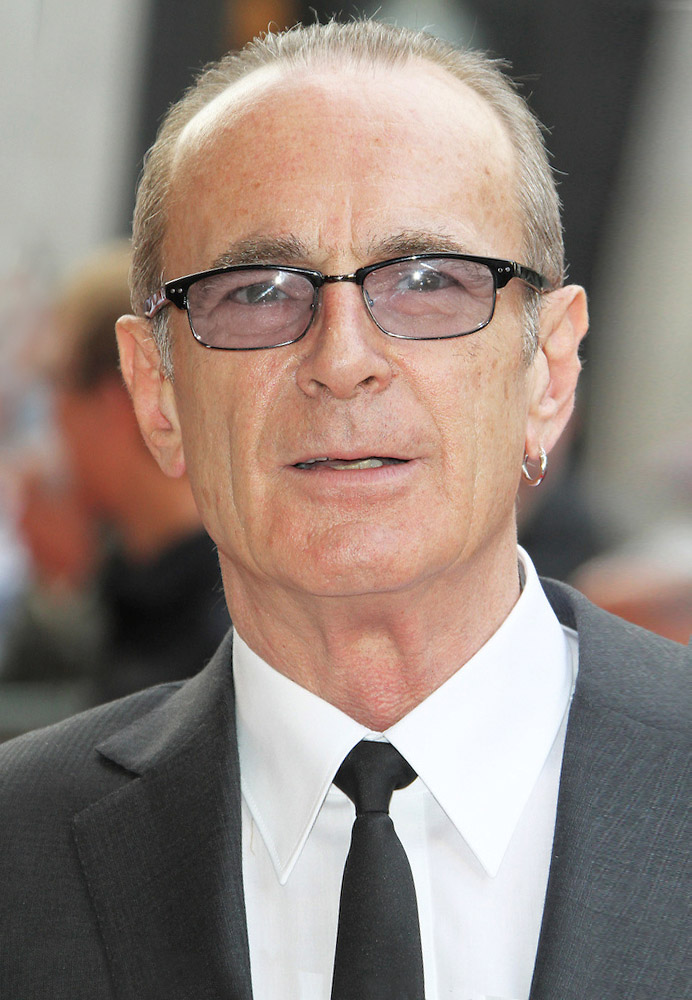
Francis Rossi, 2013

- 30. Mai: Hans Baumgartner, deutscher Leichtathlet
- 30. Mai: Rüdiger Joswig, deutscher Schauspieler und Synchronsprecher
- 31. Mai: Ulrich Horstmann, deutscher Schriftsteller
- 31. Mai: Tom Berenger, US-amerikanischer Schauspieler

### Juni
- 02. Juni: Szymon Kawalla, polnischer Komponist, Dirigent, Geiger und Musikpädagoge
- 02. Juni: Neil Shicoff, US-amerikanischer Opernsänger
- 03. Juni: Philippe Djian, französischer Schriftsteller
- 04. Juni: Gwendolyn von Ambesser, deutsche Schauspielerin, Regisseurin und Autorin
- 04. Juni: Maria Canins, italienische Radrennfahrerin, Skilangläuferin und Mountainbikerin
- 04. Juni: Jan Gulbransson, deutscher Künstler und Comiczeichner
- 04. Juni: Rainer Ulrich, deutscher Fußballspieler und -trainer († 2023)
- 05. Juni: Arthur Borren, neuseeländischer Hockeyspieler
- 05. Juni: Ken Follett, britischer Schriftsteller Ken Follett

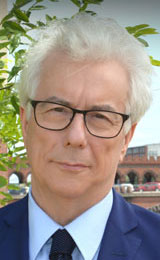
Ken Follett

- 05. Juni: Frank Schubert, deutscher Endurosportler
- 06. Juni: Albert Frick, liechtensteinischer Skirennläufer
- 06. Juni: Paul Lovens, deutscher Musiker
- 07. Juni: Kjell-Åke Gunnar Andersson, schwedischer Filmregisseur, Drehbuchautor und Kameramann
- 07. Juni: Albert Zweifel, Schweizer Radrennfahrer
- 08. Juni: Emanuel Ax, US-amerikanischer Pianist polnischer Herkunft
- 08. Juni: Josef Brendle, liechtensteinischer Sportschütze
- 08. Juni: Hildegard Falck, deutsche Leichtathletin
- 10. Juni: Ozan Arif, türkischer Produzent und Sänger († 2019)
- 10. Juni: Jan Brokken, niederländischer Schriftsteller
- 10. Juni: Gudrun Brug, deutsche Schriftstellerin
- 10. Juni: Simon Webb, Schachspieler aus Großbritannien († 2005)
- 11. Juni: Frank Beard, Schlagzeuger der Rockband ZZ Top
- 11. Juni: Mounir Jelili, tunesischer Handballspieler († 2023)
- 11. Juni: Ned Lagin, US-amerikanischer Keyboarder
- 12. Juni: Jens Böhrnsen, deutscher Politiker
- 12. Juni: Hella Santarossa, deutsche Künstlerin
- 12. Juni: Christoph Strässer, deutscher Politiker
- 12. Juni: John Wetton, britischer Rockmusiker († 2017)
- 13. Juni: Ulla Schmidt, deutsche Politikerin und Bundesministerin Ulla Schmidt, 2007

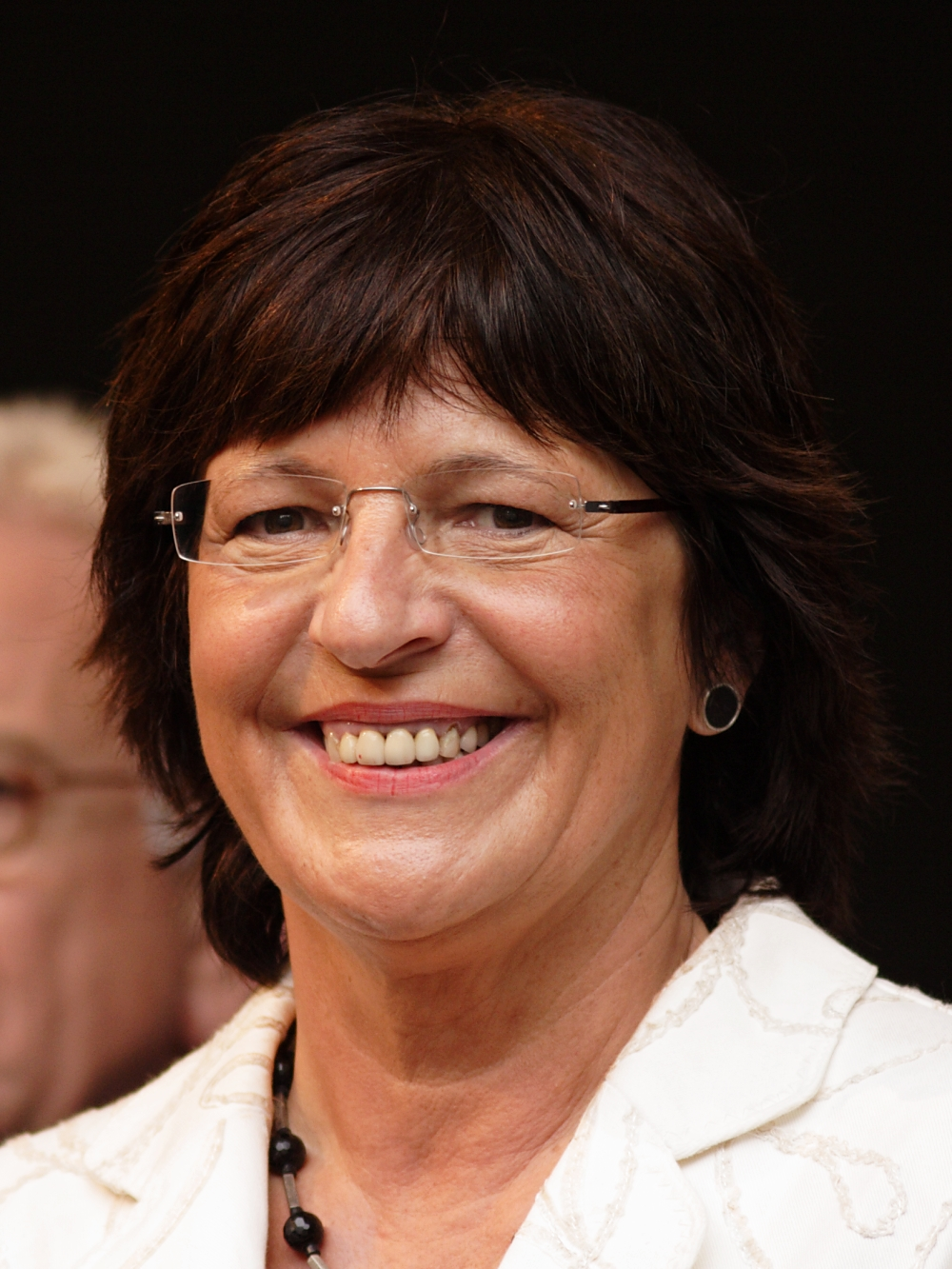
Ulla Schmidt, 2007

- 14. Juni: Antony Sher, britischer Schauspieler, Schriftsteller und Maler († 2021)
- 14. Juni: Alan White, britischer Schlagzeuger der Gruppe Yes († 2022)
- 14. Juni: Harry Turtledove, US-amerikanischer Historiker und Roman-Schriftsteller
- 15. Juni: Henry A. Alviani, US-amerikanischer Komponist, Chorleiter und Musikpädagoge
- 15. Juni: Simone Rethel, deutsche Schauspielerin
- 15. Juni: Elmar Hörig, deutscher Radiomoderator
- 15. Juni: Klaus Havenstein, deutscher Fußballspieler (DDR)
- 16. Juni: Michael Cramer, deutscher Politiker
- 16. Juni: Jairo, argentinischer Sänger
- 16. Juni: Geoff Pierson, US-amerikanischer Schauspieler
- 17. Juni: Tom Corbett, US-amerikanischer Politiker
- 17. Juni: Philip Charles Lithman, britischer Rockgitarrist († 1987)
- 18. Juni: Jarosław Kaczyński, polnischer Politiker
- 18. Juni: Lech Kaczyński, polnischer Staatspräsident und Mitbegründer der rechten Partei PiS († 2010)
- 18. Juni: Peggy Lukac, US-amerikanische Schauspielerin, Regisseurin, Komödiantin und Modedesignerin
- 18. Juni: Jean-Philippe Maitre, Schweizer Politiker, Nationalratspräsident († 2006)
- 18. Juni: Anton Gorbunow, deutscher Langstreckenläufer
- 18. Juni: Paul Tonko, US-amerikanischer Politiker
- 19. Juni: John Duigan, australischer Regisseur und Drehbuchautor
- 19. Juni: Hassan Shehata, ägyptischer Fußballtrainer
- 19. Juni: Sigrid Sternebeck, Mitglied der „zweiten Generation“ der Rote-Armee-Fraktion
- 20. Juni: Till Bastian, deutscher Mediziner, Publizist und Autor
- 20. Juni: Hans Georg Bulla, deutscher Schriftsteller
- 20. Juni: Bernd Eilert, deutscher Schriftsteller
- 20. Juni: Lionel Richie, US-amerikanischer Sänger Lionel Richie, 2011

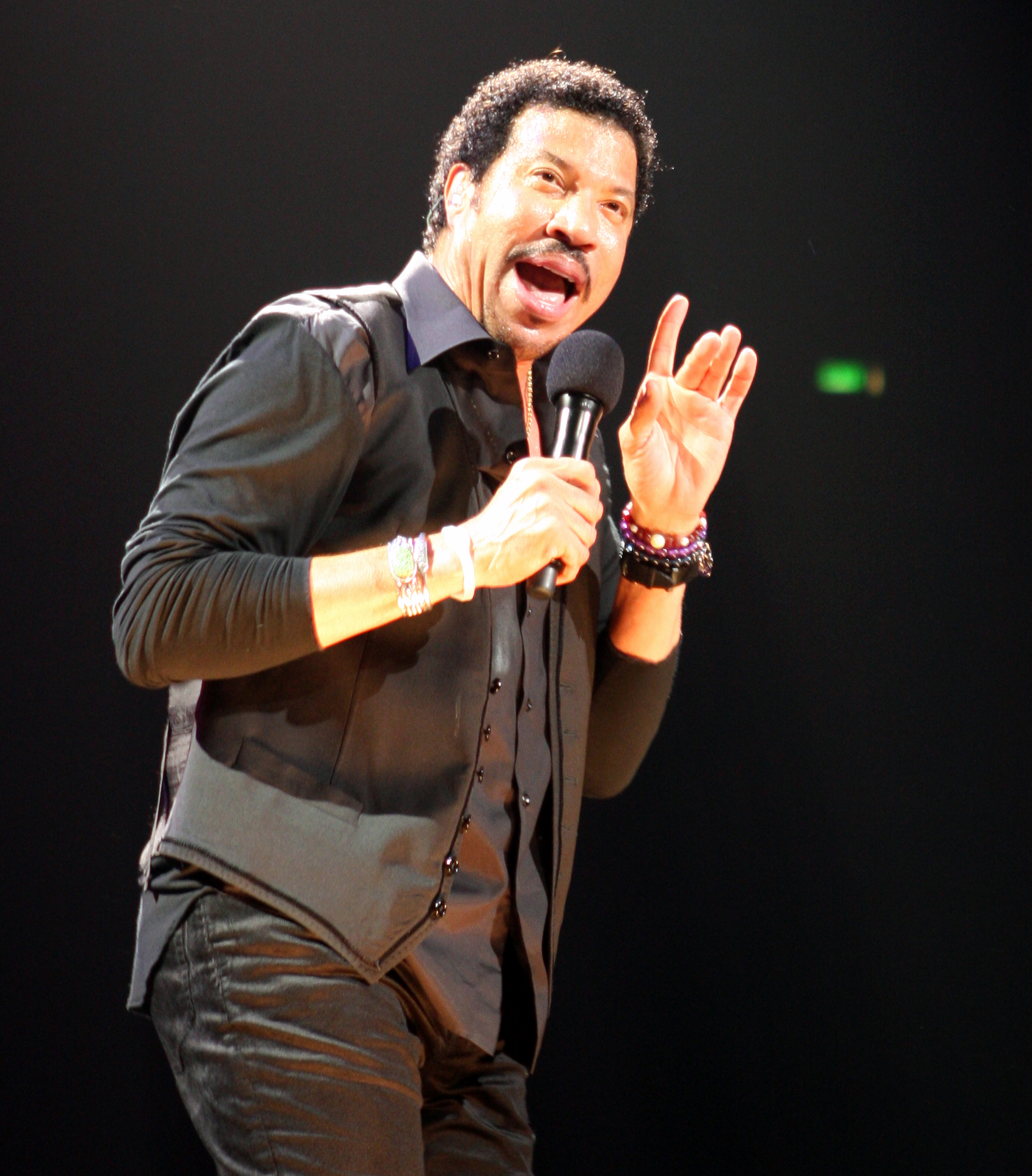
Lionel Richie, 2011

- 20. Juni: Evelyn Schmidt, deutsche Regisseurin
- 21. Juni: Alexander Heisler, deutscher Konzertveranstalter und Arzt
- 21. Juni: Thomas Schmidt-Kowalski, deutscher Komponist († 2013)
- 21. Juni: Jane Urquhart, kanadische Schriftstellerin
- 22. Juni: Pierre Amoyal, französischer Violinist und Dirigent
- 22. Juni: Peter Gauweiler, deutscher Politiker
- 22. Juni: Meryl Streep, US-amerikanische Schauspielerin Meryl Streep, 1989

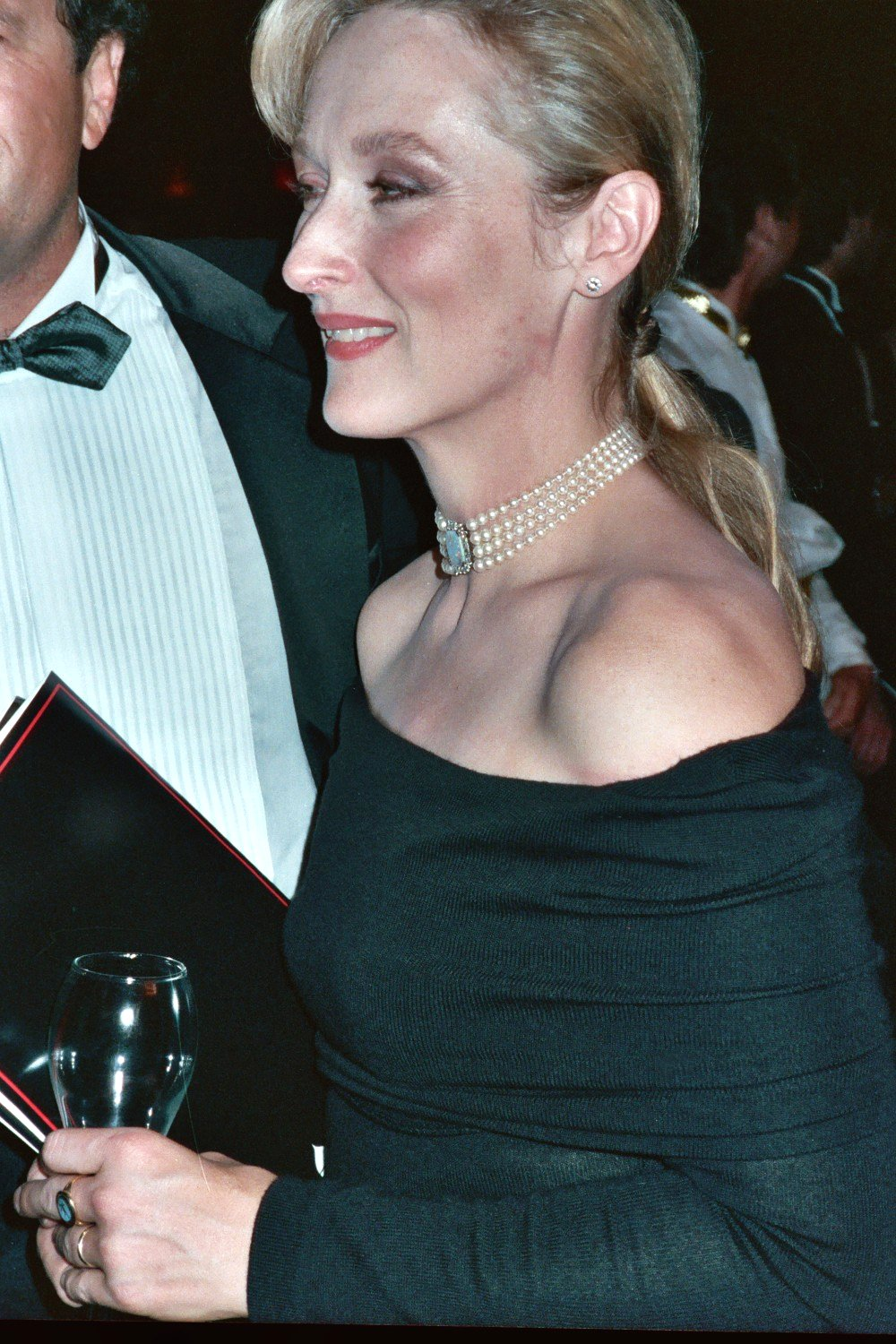
Meryl Streep, 1989

- 23. Juni: Mick Audsley, britischer Filmeditor
- 23. Juni: Monika Hutter, Schweizer Politikerin († 2001)
- 23. Juni: Midori Ishii, japanische Politikerin
- 24. Juni: Ann Lallande, puerto-ricanische Schwimmerin und Journalistin († 2021)
- 24. Juni: Ulrich Steinwedel, deutscher Richter am Bundessozialgericht
- 24. Juni: John Illsley, britischer Bassist
- 25. Juni: Vladek Lacina, tschechoslowakischer Ruderer
- 25. Juni: Patrick Tambay, französischer Automobilrennfahrer († 2022)
- 26. Juni: Gyula Babos, ungarischer Jazzgitarrist († 2018)
- 27. Juni: Rafael Chirbes, spanischer Schriftsteller († 2015)
- 27. Juni: Karen De Pastel, US-amerikanisch-österreichische Musikerin, Dirigentin und Komponistin
- 27. Juni: Rolf Janshen, deutscher Wirtschaftsmanager
- 27. Juni: Michael Quaas, deutscher Handballtrainer und Handballspieler
- 28. Juni: Peter Gruss, deutscher Biologe
- 29. Juni: Micky Arison, israelisch-US-amerikanischer Geschäftsmann
- 29. Juni: Joan Clos, Bürgermeister Barcelonas seit 1997
- 29. Juni: Dan Dierdorf, US-amerikanischer American-Football-Spieler und Sportmoderator
- 29. Juni: Ann Veneman, US-amerikanische Politikerin
- 30. Juni: Andy Scott, britischer Musiker, The Sweet

### Juli
- 01. Juli: John Farnham, britisch-australischer Sänger
- 01. Juli: Franz Fehrenbach, deutscher Manager
- 01. Juli: Denis Johnson, US-amerikanischer Schriftsteller († 2017)
- 02. Juli: Roy Bittan, US-amerikanischer Keyboarder
- 02. Juli: Hanno Pöschl, österreichischer Schauspieler
- 03. Juli: Peter Mussbach, deutscher Regisseur
- 03. Juli: Bernard Robin, französischer Automobilrennfahrer
- 03. Juli: Bo Xilai, chinesischer Politiker
- 04. Juli: Horst Seehofer, deutscher Politiker

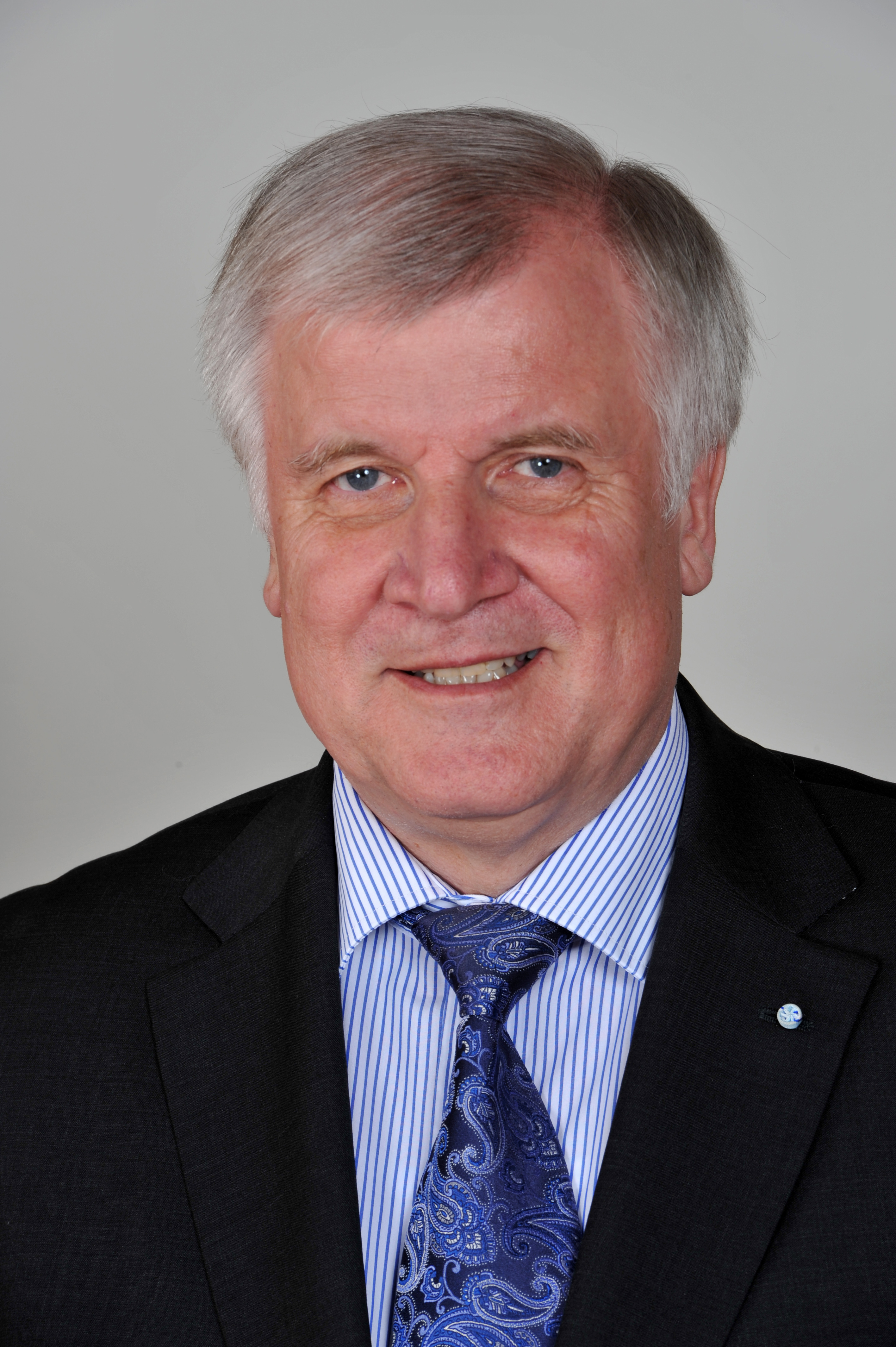
Horst Seehofer, 2012

- 04. Juli: Werner Seifert, Vorstandsvorsitzender der Deutschen Börse AG
- 05. Juli: Mohammed Ali Akid, tunesischer Fußballspieler († 1979)
- 05. Juli: Abhay Vasant Ashtekar, indisch-US-amerikanischer theoretischer Physiker
- 05. Juli: Hans Augustin, österreichischer Schriftsteller
- 05. Juli: Stephan Kretschmer, deutscher Brigadegeneral a. D. und ehemaliger Militärattaché
- 05. Juli: Jill Murphy, britische Kinderbuchautorin und -illustratorin († 2021)
- 05. Juli: Sepp Schauer, deutscher Schauspieler
- 05. Juli: Sylvia Wetzel, buddhistische Feministin
- 07. Juli: Shelley Duvall, US-amerikanische Schauspielerin († 2024)
- 08. Juli: Christina Heinich, deutsche Leichtathletin
- 08. Juli: Jochen-Konrad Fromme, deutscher Politiker
- 08. Juli: Johannes Mötsch, deutscher Archivar und Historiker
- 08. Juli: Wolfgang Puck, österreichischer Koch
- 09. Juli: Rolf Büttner, deutscher Gewerkschafter
- 09. Juli: Wolfgang Gaitzsch, deutscher Archäologe
- 10. Juli: Don Askarian, aserbaidschanisch-armenischer Filmproduzent, Regisseur und Drehbuchautor († 2018)
- 10. Juli: Gisela von der Aue, deutsche Politikerin
- 11. Juli: Liona Boyd, kanadische Gitarristin
- 12. Juli: Juhani Boström, finnischer Eishockeyspieler
- 12. Juli: Susanne Jaffke, Mitglied der Volkskammer der DDR
- 13. Juli: Daniel Grosgurin, Schweizer Cellist
- 15. Juli: Christel Augenstein, deutsche Politikerin
- 15. Juli: Trevor Horn, britischer Musiker und Musikproduzent
- 15. Juli: Heinrich Peuckmann, deutscher Schriftsteller († 2023)
- 15. Juli: Muhammad bin Raschid Al Maktum, Emir von Dubai
- 15. Juli: Carl Bildt, schwedischer Politiker und Premierminister
- 15. Juli: Richard Russo, US-amerikanischer Schriftsteller
- 17. Juli: Geezer Butler, britischer Bassist
- 17. Juli: Chico Freeman, US-amerikanischer Jazzmusiker
- 17. Juli: Andrei Fursenko, russischer Politiker
- 17. Juli: Heinz Winkler, deutsch-italienischer Koch und Autor († 2022)
- 18. Juli: Jerzy Gorgoń, polnischer Fußballspieler
- 19. Juli: Maren Kroymann, deutsche Schauspielerin, Kabarettistin und Sängerin

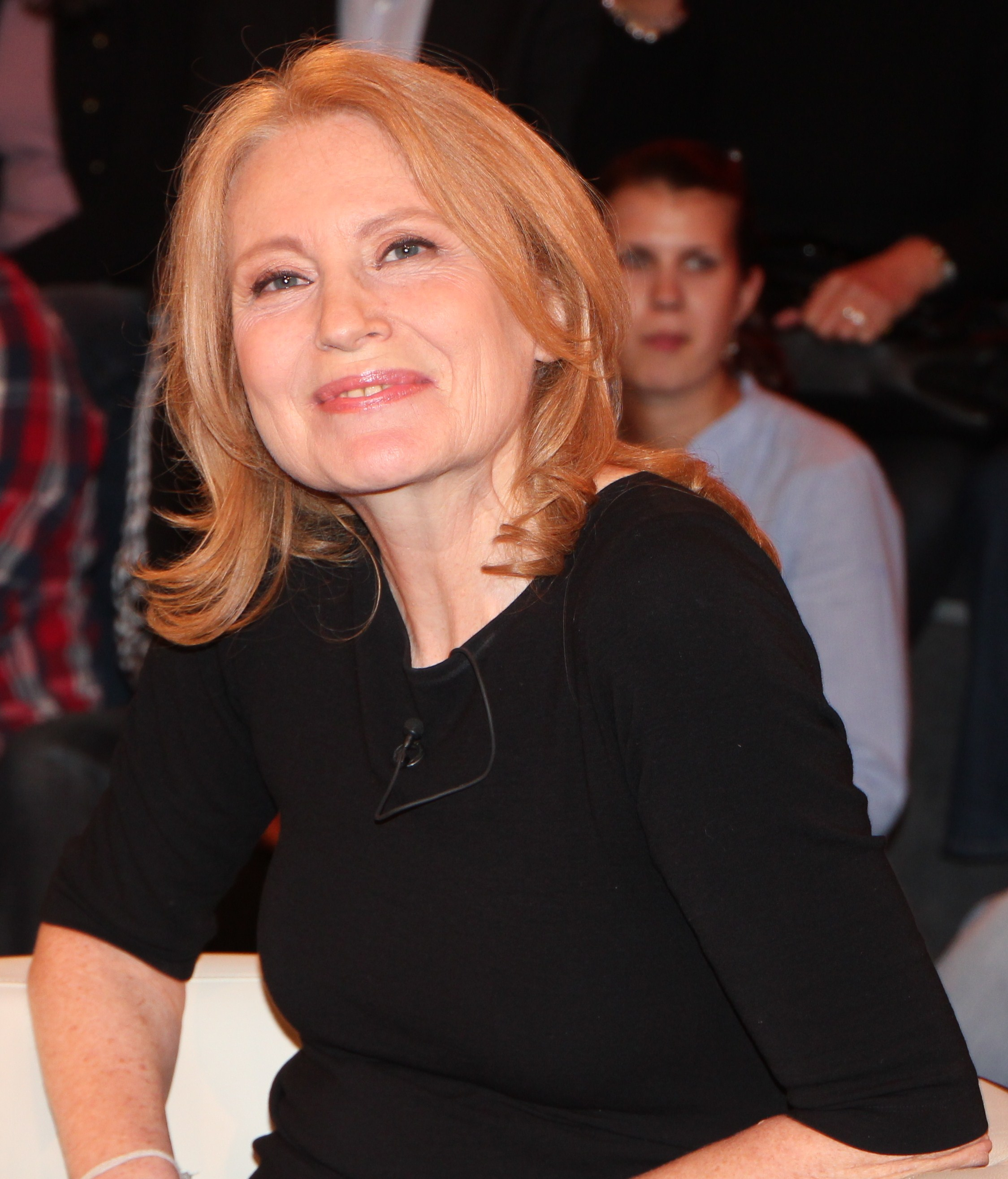
Maren Kroymann, 2011

- 19. Juli: Kgalema Motlanthe, südafrikanischer Politiker und amtierender Staatspräsident
- 21. Juli: Ljudmila Smirnowa, russische Eiskunstläuferin
- 22. Juli: Alan Menken, US-amerikanischer Komponist
- 22. Juli: Lasse Virén, finnischer Leichtathlet
- 23. Juli: Carlos Bonell, englischer Gitarrist und Musikpädagoge
- 23. Juli: Sławomir Czarnecki, polnischer Komponist und Musikpädagoge
- 24. Juli: Christine Aya Nebout Adjobi, ivorische Politikerin und Ärztin
- 24. Juli: Josef Pirrung, deutscher Fußballspieler († 2011)
- 24. Juli: Joan Enric Vives i Sicília, Bischof von Urgell und Co-Fürst von Andorra
- 24. Juli: Marc Yor, französischer Mathematiker († 2014)
- 25. Juli: Dave Jerden, US-amerikanischer Musikproduzent († 2025)
- 26. Juli: Sharron Angle, US-amerikanische Politikerin
- 26. Juli: Larry Schneider, US-amerikanischer Jazzmusiker
- 26. Juli: Thaksin Shinawatra, Ministerpräsident von Thailand
- 26. Juli: Roger Taylor, Schlagzeuger der Rockgruppe Queen
- 27. Juli: Maury Chaykin, US-amerikanisch-kanadischer Schauspieler († 2010)
- 27. Juli: Bernt Jansen, deutscher Tischtennisspieler
- 27. Juli: Predrag Timko, jugoslawischer Handballspieler
- 29. Juli: Rainer Baumann, deutscher Musiker († 2007)
- 29. Juli: Roland Schäfer, deutscher Verwaltungsjurist und Kommunalpolitiker
- 29. Juli: Ron Sommer, deutscher Manager
- 30. Juli: Gerd Antes, deutscher Mathematiker und Biometriker
- 30. Juli: Alexina Louie, kanadische Komponistin
- 31. Juli: Bernd Ettel, deutscher Architekt
- 31. Juli: Riccardo Lay, italienischer Jazzbassist

### August
- 01. August: Kurmanbek Bakijew, kirgisischer Präsident
- 01. August: Ketewan Lossaberidse, sowjetische Bogenschützin und Mathematikerin († 2022)
- 02. August: Roy Andersson, schwedischer Fußballspieler
- 02. August: Bei Dao, chinesischer Essayist und Lyriker
- 02. August: Reinhold Hiller, deutscher Politiker († 2025)
- 02. August: Louis Krages, deutscher Automobilrennfahrer und Geschäftsmann († 2001)
- 03. August: Fritz Egner, deutscher Hörfunk- und Fernseh-Moderator
- 03. August: Christoph Geiser, Schweizer Schriftsteller
- 03. August: Waleri Wassiljew, sowjetischer Eishockeyspieler († 2012)
- 04. August: Josef Kraus, deutscher Pädagoge und Verbandsfunktionär
- 04. August: Iver Schriver, dänischer Fußballspieler
- 05. August: Jürgen Reents, deutscher Politiker und Journalist († 2022)
- 05. August: Helga Seidler, deutsche Leichtathletin
- 06. August: Olli Ahvenlahti, finnischer Jazzpianist
- 06. August: Lillian Boutté, US-amerikanische Jazzsängerin († 2025)
- 06. August: Horst Wohlers, deutscher Fußballspieler und -trainer
- 07. August: Walid Dschumblat, libanesischer Politiker
- 07. August: Tim Renwick, britischer Musiker und Gitarrist
- 08. August: Keith Carradine, US-amerikanischer Schauspieler, Regisseur und Sänger
- 08. August: Werner Weinhold, DDR-Flüchtling, der zwei Grenzsoldaten erschoss († 2024)
- 09. August: Markus Büchel, Bischof von St. Gallen
- 10. August: Jean-Claude Basso, französischer Automobilrennfahrer
- 11. August: Hans-Martin Haller, deutscher Politiker
- 11. August: Tim Hutchinson, US-amerikanischer Politiker
- 12. August: Winfried Bergkemper, deutscher Jurist
- 12. August: Fernando Collor de Mello, Präsident von Brasilien zwischen 1990 und 1992
- 12. August: Mark Knopfler, schottischer Musiker (Dire Straits) Mark Knopfler

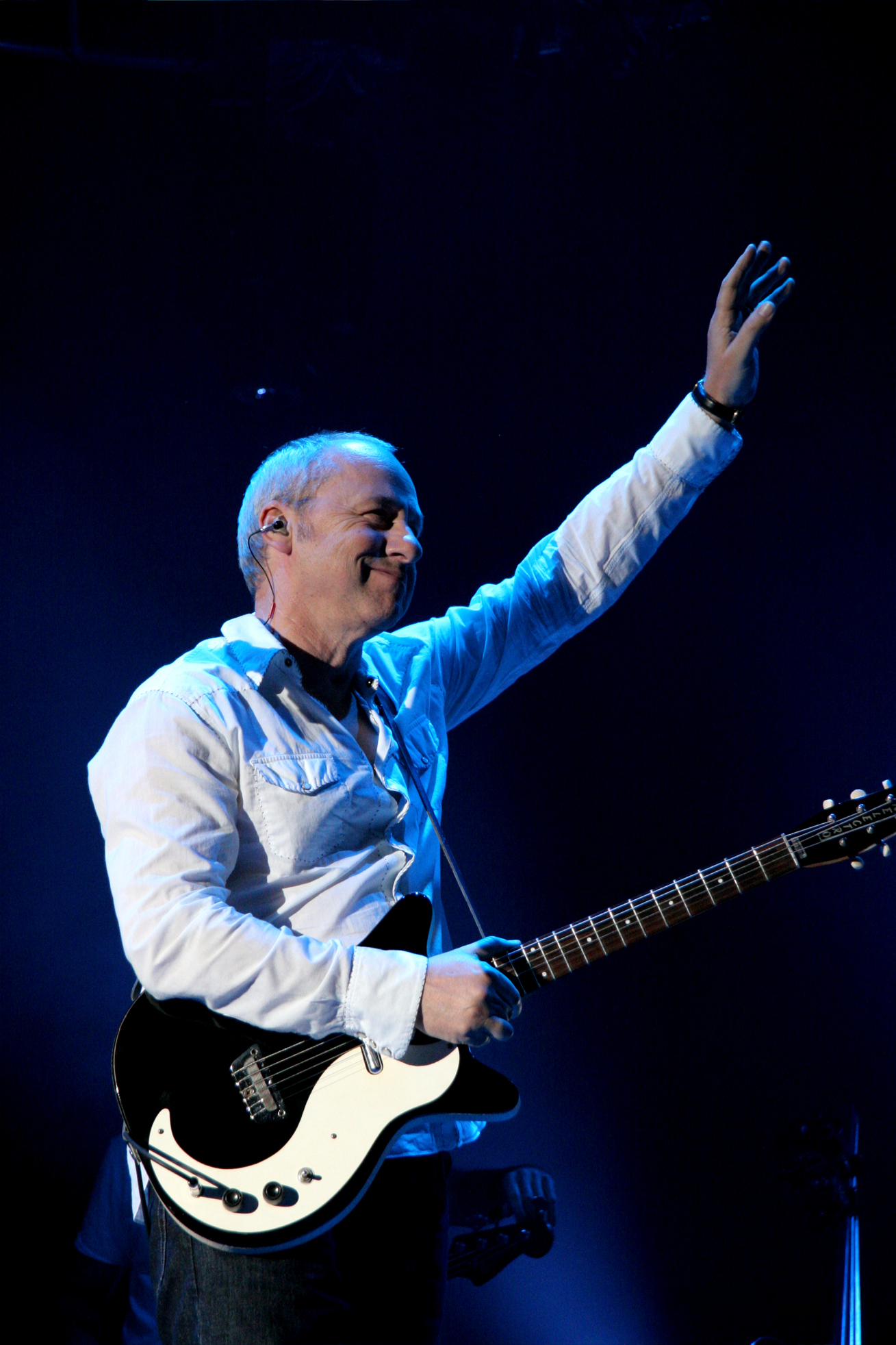
Mark Knopfler

- 13. August: Walter Arnold, deutscher Politiker
- 13. August: Bartholomäus Kalb, deutscher Politiker und MdB
- 13. August: Claude Meisch, luxemburgischer Zoologe
- 14. August: Franz Guttenberger, deutscher Jurist
- 14. August: Bernd Moldenhauer, DDR-Dissident († 1980)
- 14. August: Morten Olsen, dänischer Fußballspieler und Trainer
- 15. August: Garry Disher, australischer Schriftsteller
- 16. August: Klaus Ehl, deutscher Leichtathlet
- 17. August: Bub Asman, US-amerikanischer Tongestalter und Filmeditor
- 17. August: Jean-Noël Augert, französischer Skirennläufer
- 17. August: Edgar Schneider, deutscher Fußballspieler
- 19. August: Werner Ablass, deutscher Buchautor und Coach († 2018)
- 19. August: Erika Skrotzki, deutsche Schauspielerin
- 20. August: Nikolas Asimos, griechischer Liedermacher († 1988)
- 20. August: Hans-Heinrich Ehlen, deutscher Politiker
- 20. August: Leonard Lehrman, US-amerikanischer Komponist und Musikwissenschaftler
- 20. August: Phil Lynott, irischer Rockmusiker († 1986)
- 22. August: Fernando Arias Cabello, peruanischer Sänger und Komponist († 2015)
- 23. August: Giuseppe Arigoni, schweizerischer Politiker († 2010)
- 23. August: William Lane Craig, US-amerikanischer evangelikaler Theologe und Philosoph
- 23. August: Shelley Long, US-amerikanische Schauspielerin
- 24. August: Pia Degermark, schwedische Schauspielerin
- 24. August: Bob Holden, US-amerikanischer Politiker
- 24. August: Natalja Lebedewa, sowjetische Hürdenläuferin
- 24. August: Reinhard Nothnagel, deutscher Jurist
- 24. August: Charles Rocket, US-amerikanischer Schauspieler († 2005)
- 24. August: David Zwilling, österreichischer Skirennläufer
- 25. August: Martin Amis, englischer Schriftsteller († 2023)
- 25. August: Wolfgang Meckelburg, deutscher Politiker und MdB
- 25. August: John Savage, US-amerikanischer Filmschauspieler und Produzent
- 25. August: Gene Simmons, Bassist der Hardrockgruppe Kiss
- 25. August: Salif Keïta, afrikanischer Sänger und Songwriter
- 25. August: Rosemarie Will, deutsche Richterin und Professorin
- 27. August: Akira Amari, japanischer Politiker
- 27. August: Giuseppina Bersani, italienische Fechterin († 2023)
- 27. August: Miles Goodman, US-amerikanischer Komponist († 1996)
- 27. August: Istvan Kantor, kanadischer Künstler, Musiker
- 28. August: Imogen Cooper, englische Pianistin
- 28. August: Martin Lamble, britischer Folkrockschlagzeuger († 1969)
- 28. August: Svetislav Pešić, serbischer Basketballspieler und -trainer
- 28. August: Conny Torstensson, schwedischer Fußballspieler
- 29. August: John A. Agnew, britisch-US-amerikanischer Geograph und Hochschullehrer
- 29. August: Hans Ammerich, deutscher Historiker und Archivar
- 29. August: Wolfgang Dziony, deutscher Musiker
- 29. August: Kurt Mehlhorn, deutscher Informatiker
- 30. August: Stuart Agnew, britischer Politiker
- 30. August: Norbert Marshall Andradi, sri-lankischer Bischof
- 30. August: Peter Maffay, rumänisch-deutscher Musiker Peter Maffay, 2012

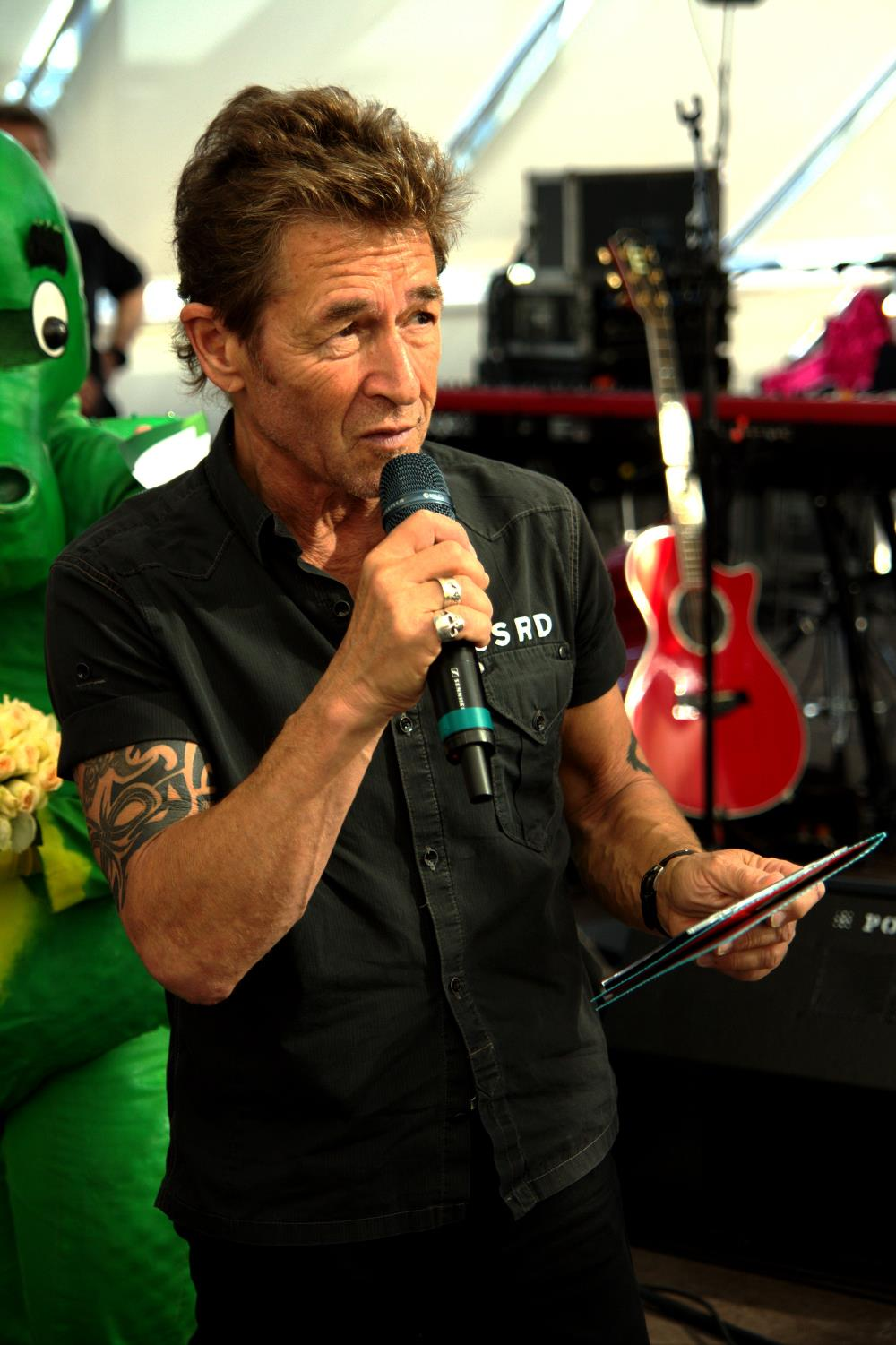
Peter Maffay, 2012

- 31. August: Olaf Berner, deutscher Lehrer und Handballspieler
- 31. August: Colin Escott, britischer Journalist und Schriftsteller
- 31. August: Richard Gere, US-amerikanischer Schauspieler Richard Gere, 2007

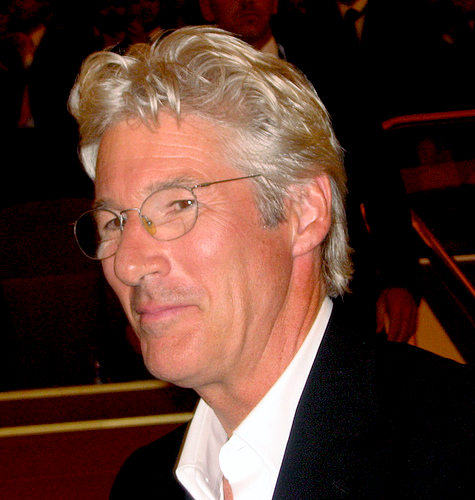
Richard Gere, 2007

- 31. August: Jörg Knoblauch, deutscher Unternehmer und Buchautor († 2025)
- 31. August: David Politzer, US-amerikanischer Physiker und Nobelpreisträger

### September
- 01. September: Ronald Craig Arkin, US-amerikanischer Wissenschaftler
- 01. September: Jan De Maeyer, belgischer Komponist und Oboist
- 02. September: Joachim Erwin, deutscher Politiker, Oberbürgermeister von Düsseldorf († 2008)
- 02. September: Hans-Hermann Hoppe, deutscher Volkswirt
- 02. September: Frank Ripploh, deutscher Schauspieler und Regisseur († 2002) Frank Ripploh, 1986

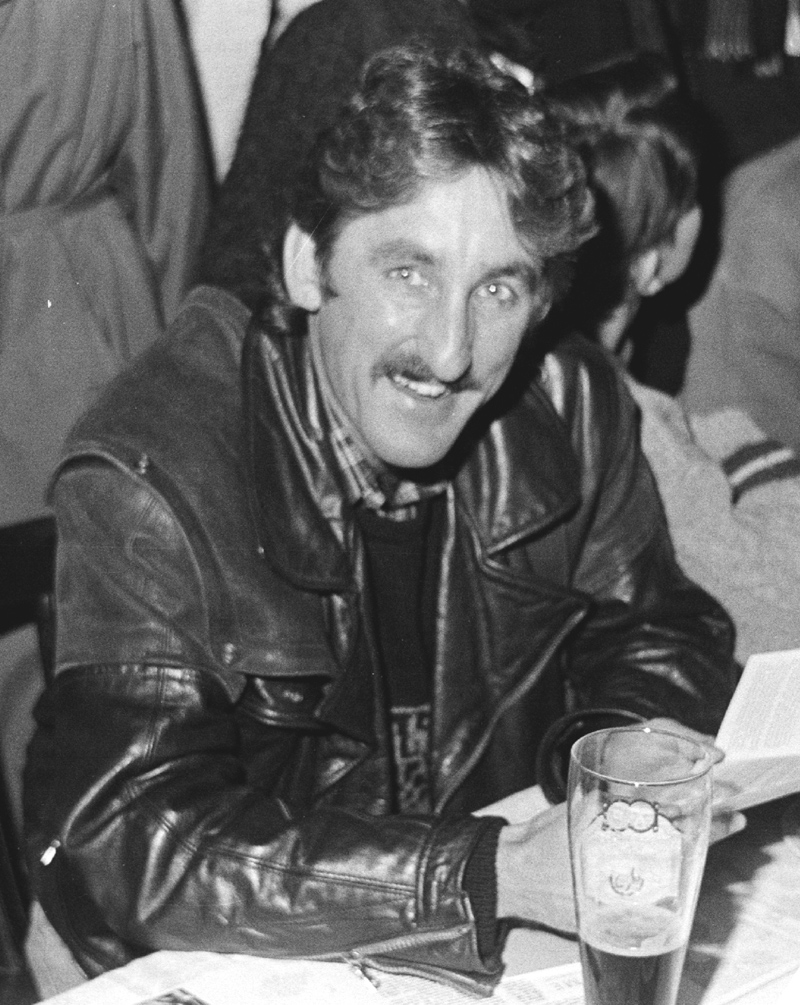
Frank Ripploh, 1986

- 02. September: Albert West, niederländischer Popsänger und Musikproduzent († 2015)
- 03. September: Onaje Allan Gumbs, US-amerikanischer Jazzmusiker († 2020)
- 03. September: Volker Kauder, deutscher Politiker
- 03. September: José Pekerman, argentinischer Fußballspieler
- 03. September: Petros VII., orthodoxer Patriarch von Alexandria († 2004)
- 05. September: Wolfgang Schuster, deutscher Politiker, Stuttgarter Oberbürgermeister
- 06. September: Helmut Kuhne, deutscher Politiker und Europaabgeordneter
- 08. September: Barbara Kisseler, deutsche parteilose Politikerin († 2016)
- 09. September: James Barnes, US-amerikanischer Komponist und Professor († 1987)
- 09. September: John Curry, britischer Eiskunstläufer († 1994)
- 09. September: Ádám Fischer, ungarischer Dirigent
- 09. September: Joe McNulty, US-amerikanischer Skilangläufer
- 10. September: Karin Evers-Meyer, deutsche Politikerin und MdB
- 10. September: Bill O’Reilly, US-amerikanischer Moderator Bill O’Reilly, 2010

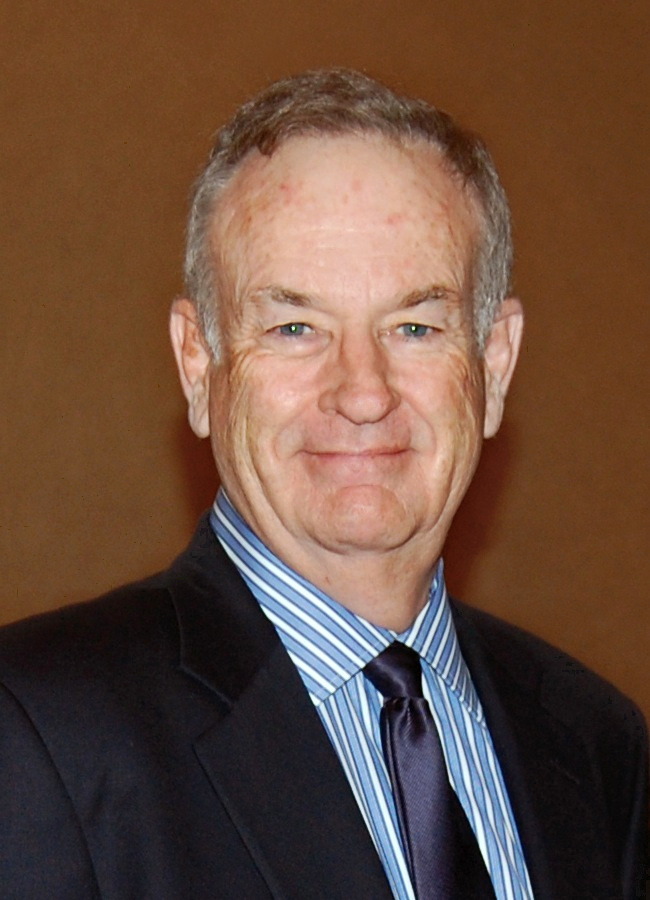
Bill O’Reilly, 2010

- 11. September: Bill Whittington, US-amerikanischer Automobilrennfahrer († 2021)
- 12. September: Charles Burlingame, Flugkapitän von American-Airlines-Flug 77 († 2001)
- 12. September: Irina Konstantinowna Rodnina, russische Eiskunstläuferin
- 13. September: Itamar Assumpção, brasilianischer Sänger, Komponist, Arrangeur und Schauspieler († 2003)
- 13. September: Ulrich Birkenheier, deutscher Beamter, Präsident des Amtes für den Militärischen Abschirmdienst
- 13. September: Wilfried Poßner, Vorsitzender der Pionierorganisation „Ernst Thälmann“ in der DDR
- 14. September: Steven Earl Gaines, US-amerikanischer Musiker († 1977)
- 14. September: Michael Häupl, österreichischer Politiker, Bürgermeister von Wien
- 14. September: Lars Skåål, schwedischer Wasserballspieler († 2022)
- 15. September: Michael Lameck, deutscher Fußballspieler
- 16. September: Ed Begley junior, US-amerikanischer Schauspieler
- 16. September: Rüdiger May, deutscher Politikwissenschaftler, PR-Berater und Autor († 2024)
- 16. September: Franz-Josef Pauly, deutscher Fußballspieler († 2025)
- 16. September: Oz Scott, US-amerikanischer Fernsehregisseur und -Produzent
- 17. September: José Rafael Lantigua, dominikanischer Journalist, Schriftsteller, Literaturkritiker und Politiker
- 17. September: Zbigniew Wassermann, polnischer Politiker († 2010)
- 18. September: Beth Grant, US-amerikanische Schauspielerin
- 18. September: Mo Mowlam, britische Politikerin († 2005)
- 18. September: Peter Shilton, englischer Fußballspieler
- 18. September: William Stout, US-amerikanischer Zeichner und Illustrator
- 19. September: Beatrice Kessler, Schweizer Schauspielerin
- 19. September: Madeleine Lierck, deutsche Schauspielerin
- 19. September: Sally Potter, britische Regisseurin
- 19. September: Richard Rogler, deutscher Kabarettist († 2024)
- 19. September: Degenhard Freiherr von Twickel, deutscher Jurist
- 20. September: Michel Amandry, französischer Numismatiker
- 20. September: Sabine Azéma, französische Schauspielerin
- 20. September: Carlos Babington, argentinischer Fußballspieler
- 21. September: Odilo Pedro Scherer, brasilianischer Geistlicher, Erzbischof von São Paulo
- 21. September: Reinhard Schultz, deutscher Politiker und MdB († 2021)
- 21. September: Anna Franziska Schwarzbach, deutsche Architektin und Bildhauerin
- 21. September: Lennox Stewart, trinidadischer Leichtathlet († 2021)
- 22. September: Ab’Aigre, Schweizer Comiczeichner († 2006)
- 22. September: Harold Carmichael, US-amerikanischer American-Football-Spieler
- 22. September: Ludwig Schick, Erzbischof von Bamberg
- 23. September: Juan Manuel Asensi, spanischer Fußballspieler
- 23. September: Jean-Claude Montredon, französischer Jazzmusiker († 2025)
- 23. September: Quini, spanischer Fußballspieler († 2018)
- 23. September: Bruce Springsteen, US-amerikanischer Rockmusiker Bruce Springsteen, 1988

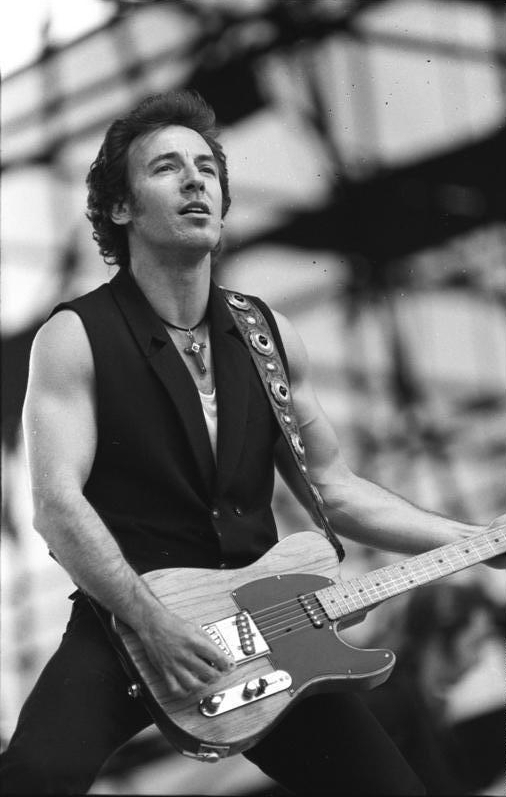
Bruce Springsteen, 1988

- 24. September: Donald Allan, australischer Radrennfahrer
- 24. September: Lars Anders Arborelius, schwedischer Ordensgeistlicher und Kardinal
- 25. September: Pedro Almodóvar, spanischer Filmregisseur Pedro Almodóvar, 2008

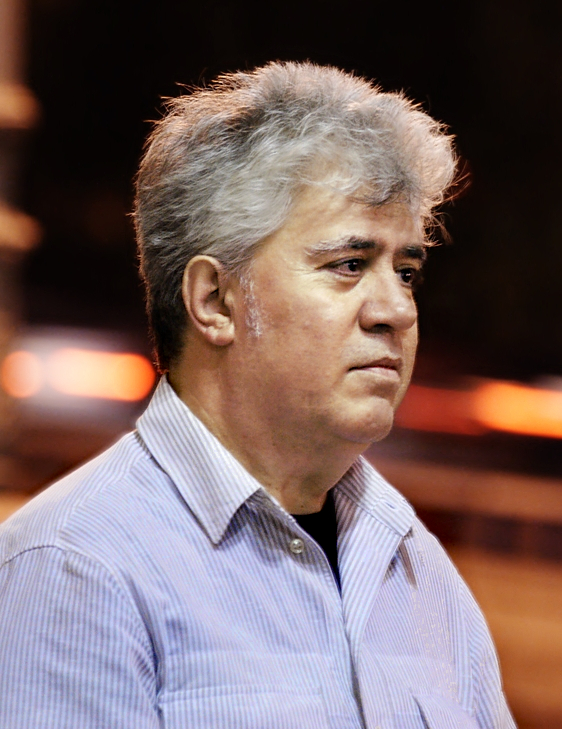
Pedro Almodóvar, 2008

- 25. September: Wolfgang Droege, kanadisch-deutscher Rechtsextremist († 2005)
- 25. September: Bertram Fleck, deutscher Politiker (CDU)
- 26. September: Aldéric Doerfel, luxemburgischer Fechter († 2021)
- 26. September: Eduardo Gatti, chilenischer Cantautor
- 26. September: Jane Smiley, US-amerikanische Autorin
- 26. September: Minette Walters, britische Schriftstellerin
- 29. September: Rolf Birkhölzer, deutscher Fußballspieler
- 29. September: Donata Höffer, deutsche Schauspielerin
- 29. September: Sverre Erik Jebens, norwegischer Jurist
- 29. September: Toni Mang, deutscher Motorradrennfahrer
- 30. September: Eleanor Alberga, britische Komponistin
- 30. September: Michel Tognini, französischer Astronaut
- 30. September: Klaus Westebbe, deutscher Handballspieler

### Oktober

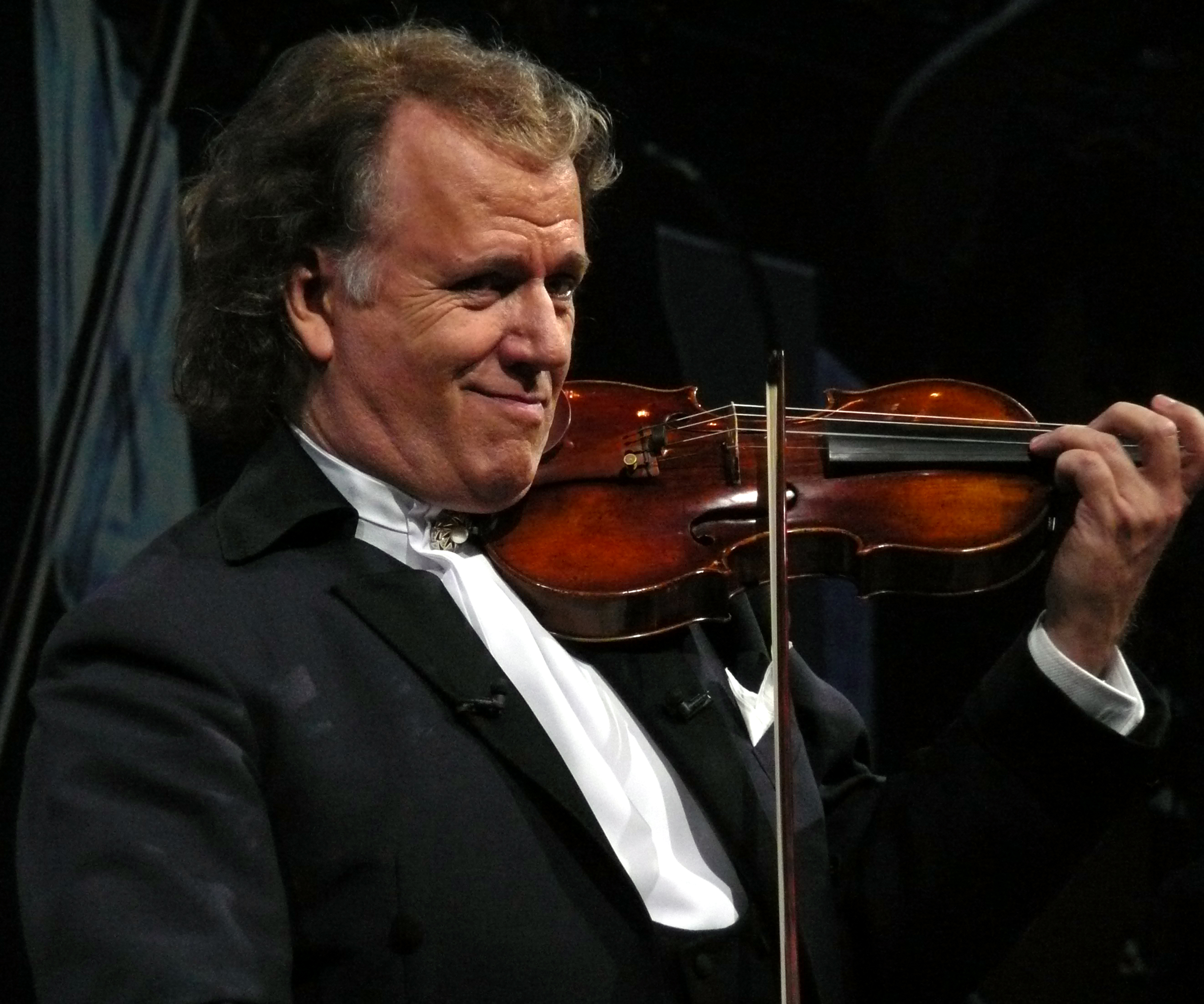
André Rieu, 2010

- 01. Oktober: André Rieu, niederländischer Violinist
- 02. Oktober: Michael Bleekemolen, niederländischer Automobilrennfahrer
- 02. Oktober: Michael Böckler, deutscher Schriftsteller
- 02. Oktober: Annie Leibovitz, US-amerikanische Fotografin
- 02. Oktober: Richard Hell, US-amerikanischer Musiker und Schriftsteller
- 03. Oktober: Andreas Altmann, deutscher Reporter und Autor
- 03. Oktober: Lindsey Buckingham, US-amerikanischer Rockmusiker
- 04. Oktober: Michael David Adamle, US-amerikanischer Sportjournalist und American-Football-Spieler
- 04. Oktober: Waleri Arschba, abchasischer Politiker
- 04. Oktober: Armand Anthony Assante Jr., US-amerikanischer Schauspieler
- 04. Oktober: Antonello Cuccureddu, italienischer Fußballspieler und -trainer
- 04. Oktober: Luis Sepúlveda, chilenischer Schriftsteller, Regisseur, Journalist und politischer Aktivist († 2020)
- 05. Oktober: Peter Ackroyd, britischer Schriftsteller
- 05. Oktober: Christian Brand, deutscher Bankmanager
- 05. Oktober: Klaus Ludwig, deutscher Automobilrennfahrer
- 06. Oktober: Georg Schirmbeck, deutscher Politiker und MdB
- 06. Oktober: Bobby Farrell, niederländischer DJ und Tänzer († 2010)
- 07. Oktober: Kieran Kane, US-amerikanischer Sänger und Songwriter
- 07. Oktober: Alice Walton, US-amerikanische Unternehmerin
- 07. Oktober: Gabriel Yared, libanesischer Komponist

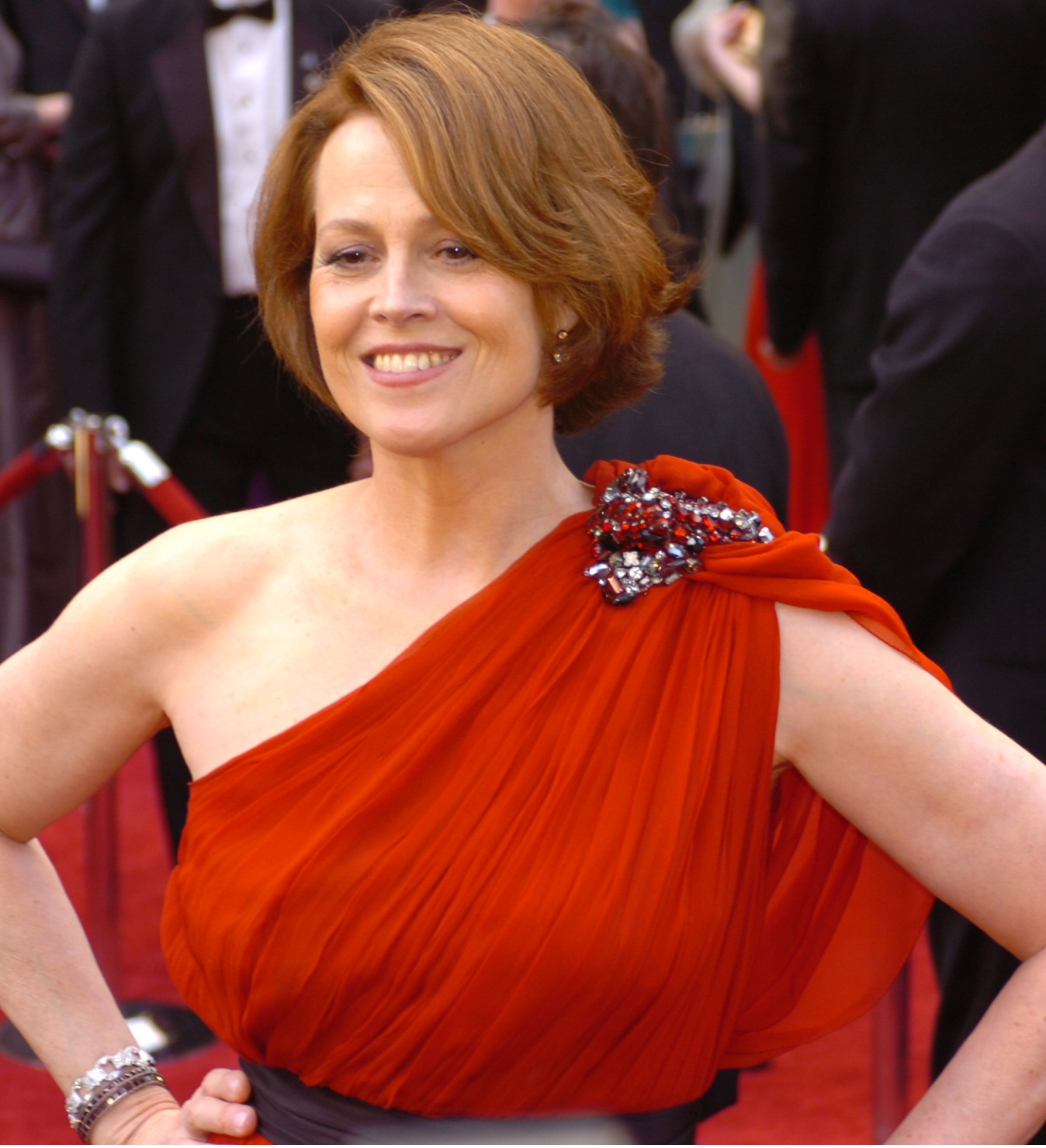
Sigourney Weaver, 2010

- 08. Oktober: Sigourney Weaver, US-amerikanische Schauspielerin
- 08. Oktober: Hamish Stuart, schottischer Musiker
- 09. Oktober: Daniela Dahn, deutsche Journalistin und Schriftstellerin
- 09. Oktober: Helmut Dockter, deutscher politischer Beamter
- 09. Oktober: Brendan Mullen, britischer Nachtklubbesitzer, Musikpromoter und Autor († 2009)
- 09. Oktober: Ottavia Piccolo, italienische Schauspielerin
- 10. Oktober: Anupong Paochinda, thailändischer Heeresoffizier
- 10. Oktober: Hans-Joachim Hacker, deutscher Politiker
- 10. Oktober: Andrzej Sikorowski, polnischer Sänger, Komponist, Gitarrist und Autor
- 11. Oktober: Helga Gießelmann, deutsche Politikerin
- 12. Oktober: Roland Mack, deutscher Unternehmer, Geschäftsführer des Europa-Parks
- 13. Oktober: Leif Andersson, schwedischer Ringer
- 13. Oktober: Detlef Bernd Blettenberg, deutscher Schriftsteller

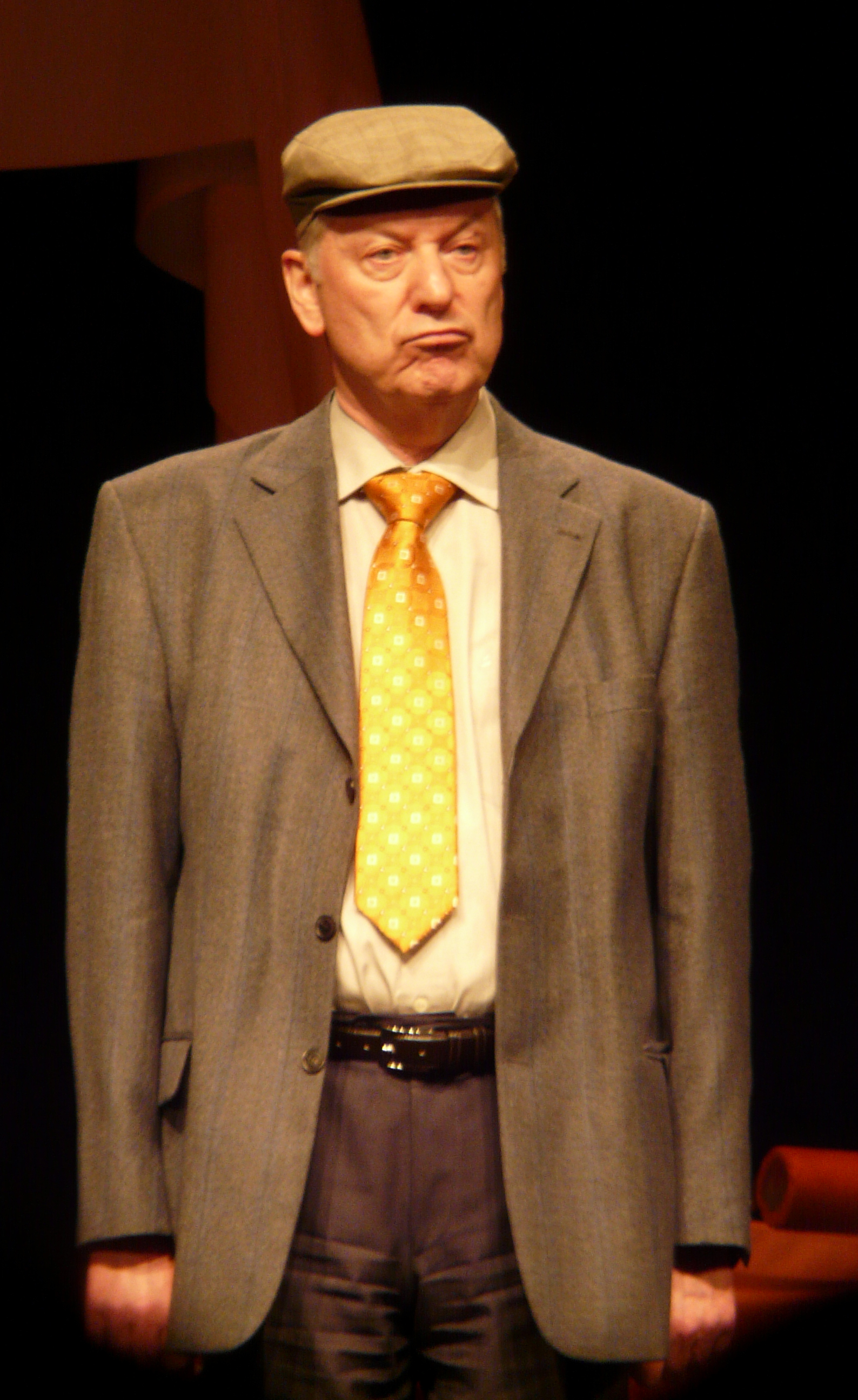
Gerd Dudenhöffer als Heinz Becker, 2008

- 13. Oktober: Gerd Dudenhöffer, deutscher Kabarettist
- 13. Oktober: Patrick Nève, belgischer Automobilrennfahrer († 2017)
- 13. Oktober: Rick Vito, US-amerikanischer Gitarrist
- 14. Oktober: Beate Fauser, deutsche Politikerin
- 14. Oktober: Gottfried Mutschlechner, italienischer Bergsteiger († 1991)
- 15. Oktober: Mustafa Abubakar, indonesischer Politiker
- 15. Oktober: Bilal Arular, türkischer Fußballspieler und -trainer
- 15. Oktober: Jochen Beyse, deutscher Schriftsteller
- 15. Oktober: Michael Köhlmeier, österreichischer Schriftsteller
- 15. Oktober: Tanya Roberts, US-amerikanische Schauspielerin († 2021)
- 15. Oktober: Norbert Schindler, deutscher Politiker
- 16. Oktober: Ásta Ragnheiður Jóhannesdóttir, isländische Politikerin
- 17. Oktober: Andreas Arndt, deutscher Philosoph
- 17. Oktober: Owen Arthur, barbadischer Premierminister († 2020)
- 17. Oktober: Kim U-gil, nordkoreanischer Boxer
- 17. Oktober: Bernd Siebert, deutscher Politiker (CDU), MdB († 2023)
- 17. Oktober: Kazutoki Umezu, japanischer Jazzmusiker
- 18. Oktober: Erwin Sellering, deutscher Politiker
- 19. Oktober: Tatjana Michailowna Anissimowa, russische Leichtathletin
- 19. Oktober: Stanisław Gądecki, polnischer Priester, Erzbischof von Posen
- 19. Oktober: James McGrigor, schottischer Politiker († 2025)
- 19. Oktober: Heinrich Dieter Neumann, deutscher Schriftsteller und Kriminalroman-Autor
- 19. Oktober: Andy Wildi, Schweizer Maler und Zeichner († 2025)
- 20. Oktober: James Michael Harvey, US-amerikanischer Kardinal
- 20. Oktober: Karin Stief-Kreihe, deutsche Politikerin († 2018)
- 20. Oktober: Walerij Borsow, sowjetischer Leichtathlet
- 21. Oktober: Lydia Westrich, deutsche Politikerin
- 21. Oktober: Frank-Thomas Mende, deutscher Schauspieler und Regisseur

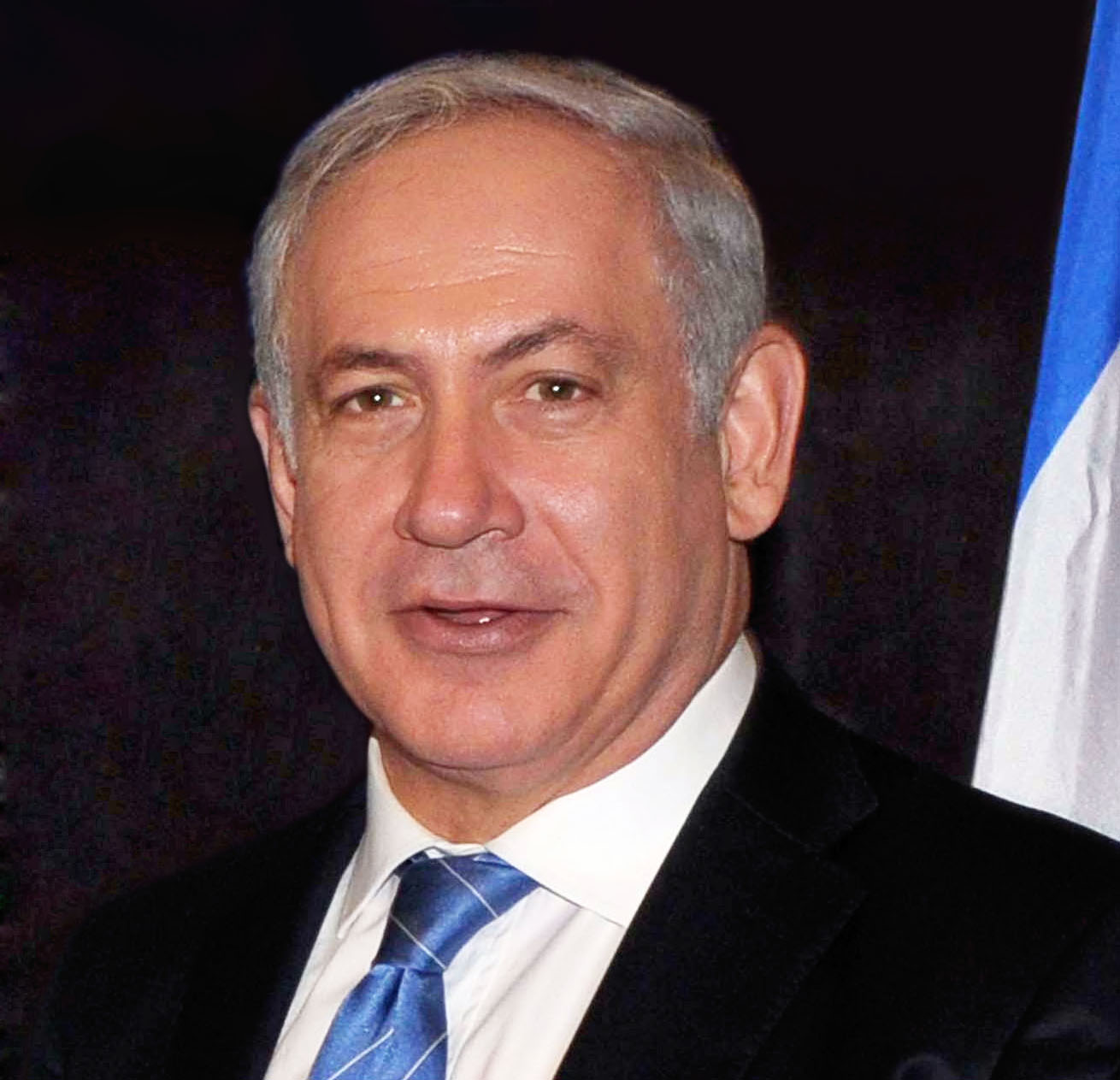
Benjamin Netanjahu, 2010

- 21. Oktober: Benjamin Netanjahu, israelischer Politiker und Ministerpräsident
- 21. Oktober: Shulamit Ran, israelisch-amerikanische Komponistin und Musikpädagogin
- 22. Oktober: Agustinus Agus, indonesischer Bischof
- 22. Oktober: Butch Goring, kanadischer Eishockeyspieler und -trainer
- 22. Oktober: Joël Gouhier, französischer Automobilrennfahrer
- 22. Oktober: Manfred Trojahn, deutscher Komponist, Dirigent, Opernregisseur und Essayist
- 22. Oktober: Arsène Wenger, französischer Fußballtrainer
- 23. Oktober: Hans Ager, österreichischer Politiker
- 23. Oktober: Harald Grosskopf, deutscher Musiker
- 23. Oktober: Shabbir Banoobhai, südafrikanischer Dichter
- 23. Oktober: Tristan Honsinger, US-amerikanischer Cellist († 2023)
- 24. Oktober: Nick Ainger, Mitglied des britischen Parlaments
- 24. Oktober: De Aal, niederländischer Schlagersänger
- 25. Oktober: Christian Becksvoort, US-amerikanischer Möbeltischler und Autor
- 25. Oktober: Nikolaus Brass, deutscher Komponist
- 26. Oktober: Rafael Pérez Botija, spanischer Komponist und Arrangeur
- 26. Oktober: Friedhelm Repnik, deutscher Politiker und Sozialminister des Landes Baden-Württemberg
- 26. Oktober: Brodie Greer, US-amerikanischer Schauspieler
- 27. Oktober: Bodo Staiger, deutscher Musiker und Produzent († 2019)
- 28. Oktober: Bruce Jenner, US-amerikanischer Leichtathlet, Schauspieler und Produzent
- 28. Oktober: Howard Sandroff, US-amerikanischer Komponist und Musikpädagoge
- 30. Oktober: Michal Ajvaz, tschechischer Prosaiker, Dichter, Essayist und Übersetzer
- 30. Oktober: Achim Amme, deutscher Autor, Schauspieler und Musiker
- 30. Oktober: Josef Pühringer, österreichischer Religionslehrer, Jurist und österreichischer Politiker
- 30. Oktober: Wolfgang Wesemann, deutscher Radrennfahrer († 2025)
- 30. Oktober: Angelo Zadra, italienischer Automobilrennfahrer
- 31. Oktober: Markus Schächter, deutscher Journalist, Medienmanager und Intendant des ZDF

### November
- 01. November: Bernhard Cullmann, deutscher Fußballspieler
- 01. November: Gunter Funk, deutscher Handballspieler und Handballtrainer
- 01. November: Rainer Hunold, deutscher Schauspieler
- 01. November: Christa Ludwig, deutsche Schriftstellerin
- 01. November: Sebastian von Rotenhan, deutscher Politiker († 2022)
- 01. November: Bruno Sotty, französischer Automobilrennfahrer
- 02. November: Lois McMaster Bujold, US-amerikanische Autorin von Science-Fiction- und Fantasybüchern
- 02. November: Hermann Ohlicher, deutscher Fußballspieler
- 03. November: Roswitha Krause, deutsche Schwimmerin und Handballspielerin
- 03. November: Roswitha Quadflieg, deutsche Schriftstellerin

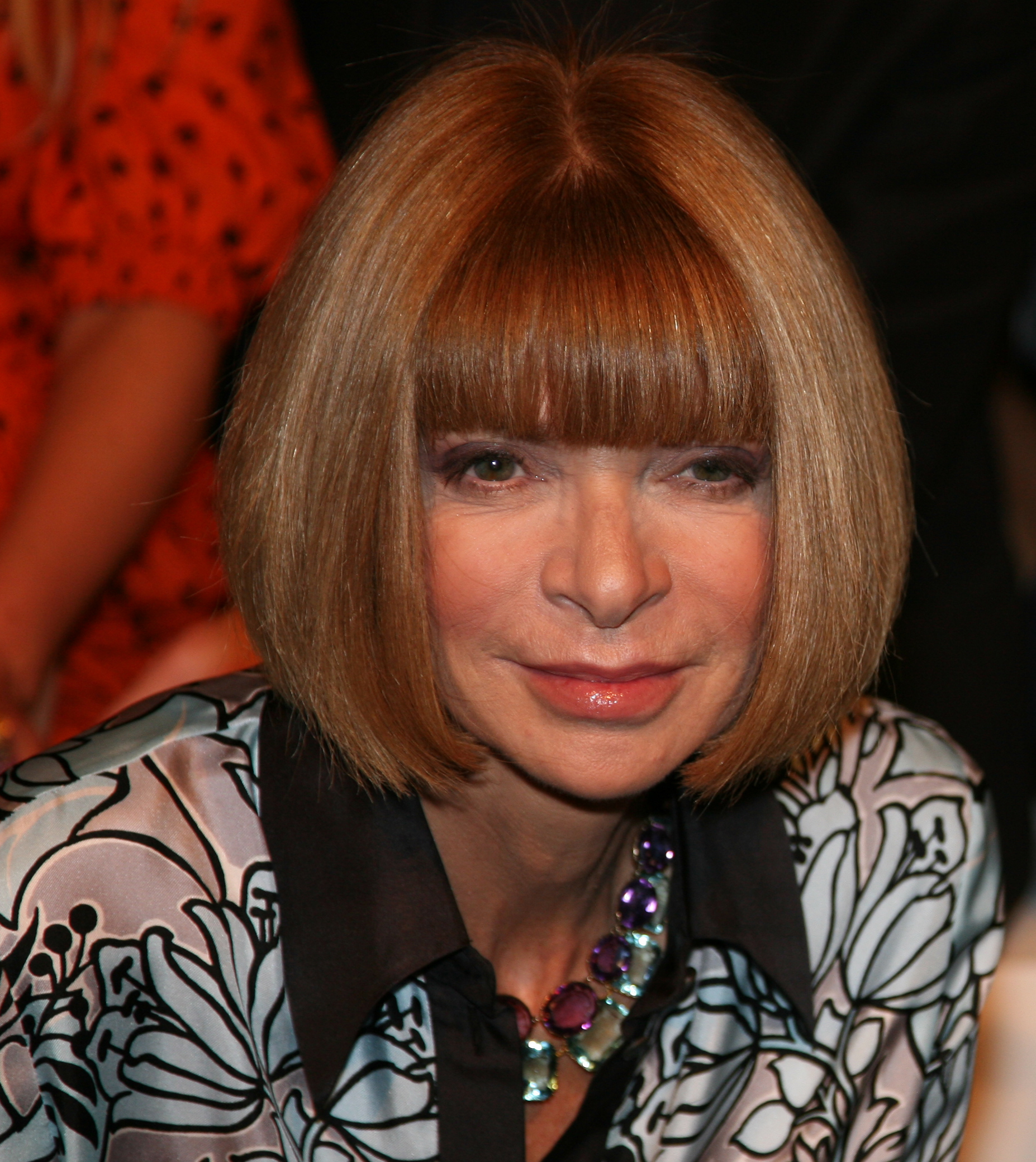
Anna Wintour, 2009

- 03. November: Anna Wintour, britische Modejournalistin
- 04. November: Abutalip Ibischanowitsch Achmetow, kasachischer Diplomat († 2010)
- 06. November: Josef Angermüller, deutscher Motorrad-Bahnrennfahrer († 1977)
- 06. November: Arturo Sandoval, US-amerikanischer Jazz- und Fusionmusiker
- 07. November: Terry Camilleri, australischer Schauspieler
- 07. November: Peter Anders, deutscher Fußballspieler († 2020)
- 08. November: Biagio Abrate, italienischer General
- 08. November: Antoine Nabil Andari, libanesischer Kurienbischof
- 08. November: Bonnie Raitt, US-amerikanische Rhythm-and-Blues-Sängerin
- 10. November: John Bradley Ashford, US-amerikanischer Politiker († 2022)
- 10. November: Ned Rifkin, amerikanischer Kunsthistoriker
- 11. November: Hany Azer, ägyptischer Bauingenieur
- 13. November: Terry Reid, britischer Sänger, Gitarrist und Songwriter († 2025)
- 14. November: Raúl Di Blasio, argentinischer Pianist
- 14. November: Jacob Kohnstamm, niederländischer Datenschutzexperte
- 15. November: Arlindo Kardinal Gomes Furtado, Bischof von Santiago de Cabo Verde
- 15. November: Gerd Mackensen, deutscher Maler, Bühnenbildner, Fotograf und Bildhauer († 2023)
- 15. November: Michael Meier, deutscher Fußball-Funktionär
- 17. November: Jon Avnet, US-amerikanischer Regisseur und Filmproduzent
- 17. November: John Boehner, US-amerikanischer Politiker
- 17. November: Thomas Hill, US-amerikanischer Hürdensprinter
- 18. November: Carl Sture Mikael Andersson, schwedischer Eishockeyspieler
- 18. November: Max Dudler, Schweizer Architekt
- 18. November: Herman Rarebell, deutscher Schlagzeuger
- 19. November: Alicia Asconeguy, uruguayische Malerin und Grafikerin († 2020)
- 19. November: Nigel Bennett, britisch-kanadischer Schauspieler und Schriftsteller
- 20. November: Ronald Augustin, niederländischer Terrorist
- 20. November: Johannes Beisenherz, deutscher Politiker, Bürgermeister von Castrop-Rauxel
- 20. November: Juha Mieto, finnischer Ski-Langläufer
- 21. November: Hermann Kues, deutscher Politiker
- 21. November: Anatolij Kuksow, ukrainischer Fußballspieler und -trainer († 2022)
- 21. November: Joachim Moritz, deutscher Jurist
- 21. November: Judith Shatin, US-amerikanische Komponistin und Musikpädagogin
- 22. November: Joseph Nguyễn Chí Linh, katholischer Geistlicher
- 22. November: Mauro Zani, italienischer Politiker
- 23. November: Gunilla Gräfin von Bismarck, deutsche Adelige
- 23. November: Marcia Griffiths, jamaikanische Sängerin
- 23. November: Christine Mielitz, deutsche Intendantin und Regisseurin
- 24. November: Pierre Buyoya, Staatspräsident von Burundi († 2020)
- 24. November: Renate Rudolph, deutsche Handballspielerin
- 24. November: Linda Tripp, US-amerikanische Staatsbedienstete († 2020)
- 25. November: Christel Humme, deutsche Politikerin
- 25. November: Herbert Junck, deutscher Schlagzeuger († 2005)
- 26. November: Marí Bin Amude Alkatiri, Premierminister von Osttimor
- 26. November: Shlomo Artzi-Hertzig, israelischer Pop- und Rocksänger
- 27. November: Otto Breg, österreichischer Bobfahrer († 2010)
- 27. November: Werner Langen, deutscher Europaabgeordneter
- 27. November: Marcel Reif, Schweizer Sportjournalist und -kommentator
- 27. November: Masanori Sekiya, japanischer Automobilrennfahrer
- 28. November: Charles L. Cotton, US-amerikanischer Rechtsanwalt und Waffenrechtsaktivist
- 28. November: Alexander Borissowitsch Godunow, russischer Tänzer und Schauspieler († 1995)
- 28. November: Ernest Kaltenegger, österreichischer Politiker und Grazer Stadtrat (KPÖ)
- 28. November: Victor Ostrovsky, israelischer Agent
- 28. November: Paul Shaffer, kanadischer Musiker
- 28. November: Corneliu Vadim Tudor, rumänischer Politiker († 2015)
- 29. November: Stefan Hormuth, deutscher Sozialpsychologe († 2010)
- 29. November: Bigote Arrocet, argentinisch-chilenischer Sänger, Komiker und Schauspieler
- 29. November: Garry Shandling, US-amerikanischer Schauspieler und Komiker († 2016)
- 30. November: Jean-Claude Justice, französischer Automobilrennfahrer († 1999)
- 30. November: Margaret Whitton, US-amerikanische Schauspielerin († 2016)

### Dezember
- 01. Dezember: Pablo Escobar, kolumbianischer Politiker und Drogenhändler († 1993)
- 01. Dezember: Wolfgang Gerhards, deutscher Politiker und Justizminister des Landes Nordrhein-Westfalen († 2020)
- 01. Dezember: Belita Koiller, brasilianische Physikerin
- 01. Dezember: Álvaro Moerzinger Pagani, uruguayischer Diplomat
- 01. Dezember: Sebastián Piñera, chilenischer Politiker und Staatspräsident Chiles († 2024) Sebastian Piñera, 2018

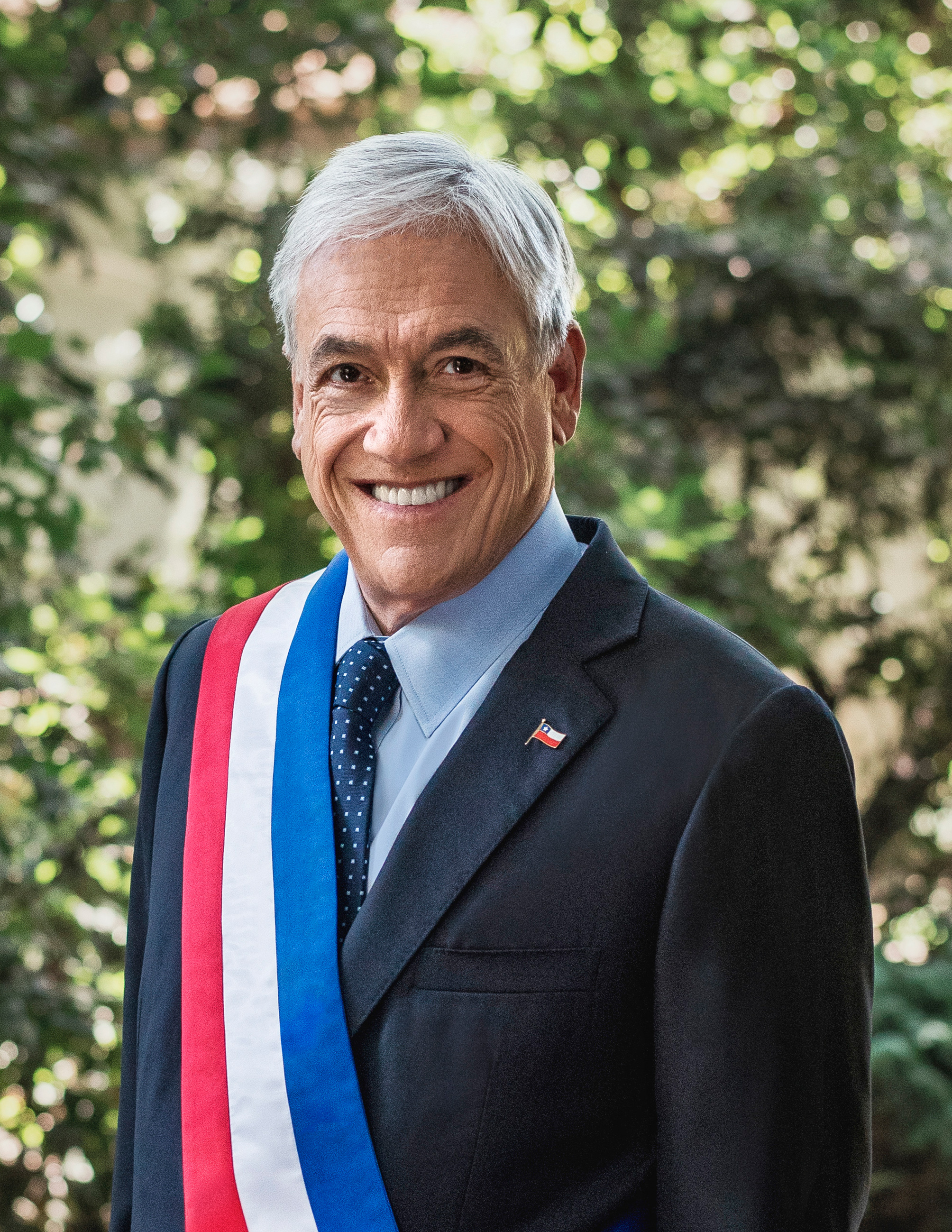
Sebastian Piñera, 2018

- 03. Dezember: John Akii-Bua, ugandischer Leichtathlet († 1997)
- 03. Dezember: Barbara Maria Blida, polnische Politikerin († 2007)
- 03. Dezember: Cécile Bühlmann, Schweizer Politikerin
- 04. Dezember: G. G. Anderson, deutscher Komponist, Produzent und Schlagersänger G. G. Anderson, 2005

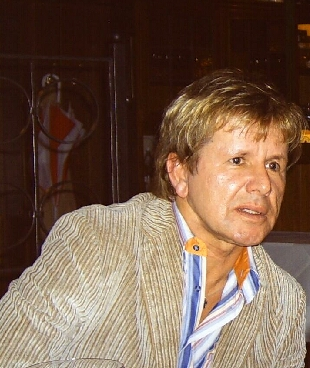
G. G. Anderson, 2005

- 04. Dezember: Jeff Bridges, amerikanischer Schauspieler
- 05. Dezember: Edeltraut Töpfer, deutsche Politikerin
- 06. Dezember: Jutta Meurers-Balke, deutsche Archäologin und Archäobotanikerin
- 06. Dezember: Maria Michalk, deutsche Politikerin und MdB
- 06. Dezember: Josef Wolfgruber, deutscher Endurosportler
- 07. Dezember: Heino Maulshagen, deutscher Fußballspieler († 2014)
- 07. Dezember: Carlos Moran, salvadorianischer Automobilrennfahrer
- 07. Dezember: Tom Waits, US-amerikanischer Komponist, Schauspieler und Autor
- 08. Dezember: Daniela Maccelli, italienische Turnerin († 2022)
- 08. Dezember: Ray Shulman, britischer Musiker († 2023)
- 09. Dezember: Henning Glawatz, deutscher Brigadegeneral († 2025)
- 09. Dezember: Rolf Kramer, deutscher Politiker
- 10. Dezember: Evelyn Opoczynski, deutsche Schauspielerin
- 10. Dezember: Patrick Perrier, französischer Automobilrennfahrer
- 11. Dezember: Kadri Gopalnath, indischer Saxophonist († 2019) Kadri Gopalnath, 2009

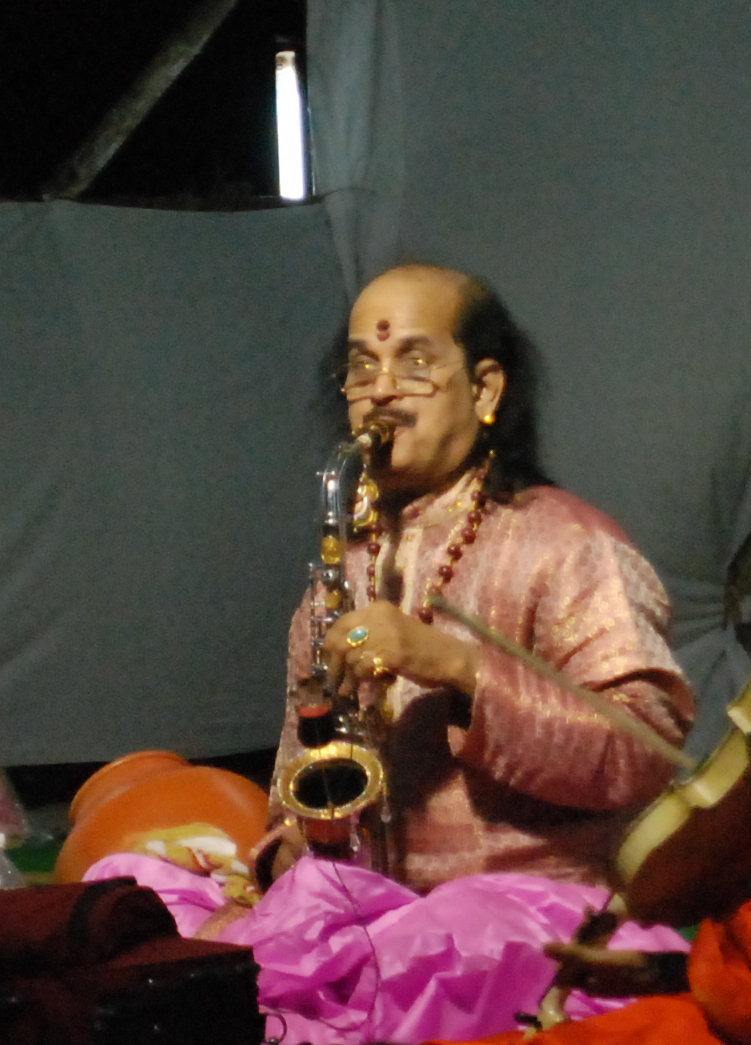
Kadri Gopalnath, 2009

- 11. Dezember: Gérard MacQuillan, britischer Unternehmer und Automobilrennfahrer
- 11. Dezember: Liz Mields-Kratochwil, deutsche Bildhauerin
- 12. Dezember: David Samuel Harvard Abulafia, britischer Historiker
- 12. Dezember: Hans-Henning Adler, deutscher Politiker
- 12. Dezember: Franz Fuchs, österreichischer Briefbombenattentäter († 2000)
- 12. Dezember: Bill Nighy, britischer Schauspieler
- 12. Dezember: Marc Ravalomanana, Staatspräsident von Madagaskar
- 12. Dezember: Beat Sterchi, Schweizer Schriftsteller
- 13. Dezember: Tarık Akan, türkischer Schauspieler († 2016)
- 13. Dezember: Manfred Bleskin, deutscher Journalist und Fernsehmoderator († 2014)
- 13. Dezember: Manuel Villar, Jr., philippinischer Politiker
- 14. Dezember: Bill Gregory, US-amerikanischer American-Football-Spieler
- 14. Dezember: Inger Lise Rypdal, norwegische Sängerin und Schauspielerin
- 14. Dezember: Cliff Williams, Bass-Gitarrist der australischen Band AC/DC
- 15. Dezember: Irineu Andreassa, brasilianischer Bischof von Lages
- 15. Dezember: Don Johnson, US-amerikanischer Schauspieler
- 16. Dezember: Billy Gibbons, Gitarrist und Sänger der Band ZZ Top
- 16. Dezember: Daud Rafiqpoor, afghanischer Geograph
- 16. Dezember: Sugar Blue, US-amerikanischer Blues-Mundharmonikaspieler
- 17. Dezember: Zeki Arslan, deutscher Künstler und Maler
- 17. Dezember: Wolfgang Böhme, deutscher Handballspieler und -trainer
- 17. Dezember: Paul Rodgers, britischer Rockmusiker
- 18. Dezember: László Branikovits, ungarischer Fußballspieler († 2020)
- 19. Dezember: Hans-Josef Kapellmann, deutscher Fußballspieler
- 19. Dezember: Petr Matoušek, tschechoslowakischer Radrennfahrer († 2025)
- 21. Dezember: Gottfried Böttger, deutscher Pianist († 2017)
- 21. Dezember: Alexander Anatoljewitsch Chartschikow, russischer antiliberaler Musiker und Dichter († 2023)
- 21. Dezember: Michael Horse, US-amerikanischer Künstler und Schauspieler
- 21. Dezember: Thomas Sankara, Politiker in Burkina Faso († 1987)
- 21. Dezember: Marilyn Scott, US-amerikanische Jazzsängerin
- 22. Dezember: Manfred Burgsmüller, deutscher Fußballspieler († 2019)
- 22. Dezember: Maurice Gibb, Bee Gees Mitglied, Musiker († 2003)
- 22. Dezember: Robin Gibb, Bee Gees Mitglied, Sänger († 2012) Robin Gibb 1973

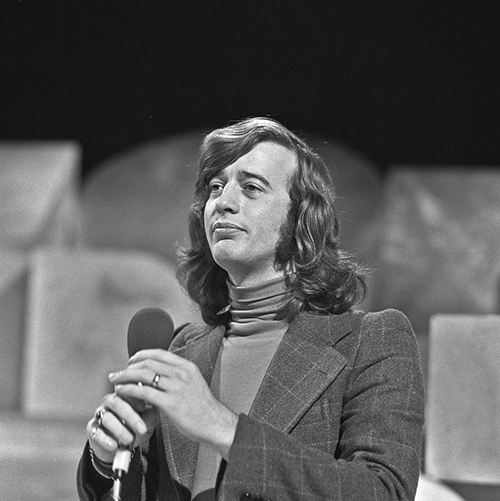
Robin Gibb 1973

- 22. Dezember: Ray Guy, US-amerikanischer American-Football-Spieler († 2022)
- 22. Dezember: Knut vom Bovert, deutscher Rechtsanwalt und Bürgermeister von Haan
- 23. Dezember: Robert Steven „Adrian“ Belew, US-amerikanischer Gitarrist und Komponist
- 23. Dezember: Ella Vogelaar, niederländische Politikerin († 2019)
- 24. Dezember: Paul R. Abramson, US-amerikanischer Psychologe und Sexualwissenschaftler
- 24. Dezember: Warwick Brown, australischer Automobilrennfahrer
- 24. Dezember: Ryszard Legutko, polnischer Philosoph und Politiker
- 24. Dezember: Barbie Millowitsch-Steinhaus, deutsche Schauspielerin und Hörspielsprecherin
- 24. Dezember: Willi Reimann, deutscher Fußballspieler und Trainer
- 25. Dezember: Uwe Häntsch, deutscher Grafiker und Illustrator
- 25. Dezember: Bernhard Hemmerle, deutscher Kirchenmusiker und Komponist
- 25. Dezember: Sissy Spacek, US-amerikanische Schauspielerin und Sängerin
- 25. Dezember: Joe Louis Walker, US-amerikanischer Blues-Gitarrist († 2025)
- 26. Dezember: Karola Hattop, deutsche Film- und Fernsehregisseurin
- 26. Dezember: Radmila Lazić, serbische Schriftstellerin
- 26. Dezember: Keiji Matsumoto, japanischer Automobilrennfahrer († 2015)
- 26. Dezember: José Ramos-Horta, Nobelpreisträger und Politiker aus Osttimor
- 26. Dezember: Suly Röthlisberger, Schweizer Schauspielerin
- 26. Dezember: Heinz Rothe, deutscher Fußballschiedsrichter
- 27. Dezember: Klaus Fischer, deutscher Fußballspieler und Trainer Klaus Fischer

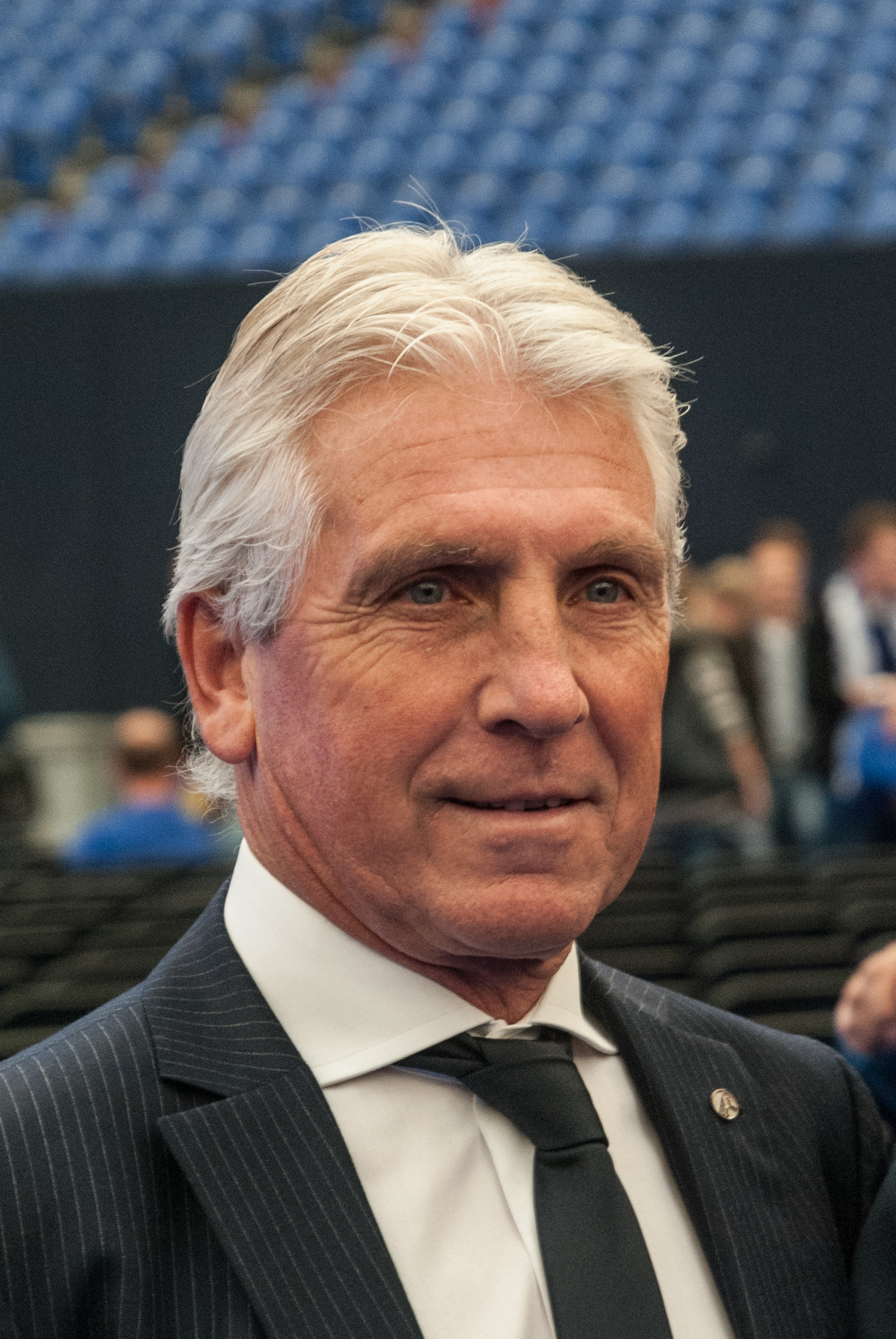
Klaus Fischer

- 27. Dezember: Akwasi „Kwesi“ Osei-Adjei, ghanaischer Politiker
- 28. Dezember: Arledge J. Armenaki, US-amerikanischer Kameramann und Hochschullehrer
- 28. Dezember: Karl-Ernst Schmidt, deutscher Kommunalpolitiker
- 28. Dezember: Hildegard Wester, deutsche Politikerin
- 29. Dezember: Karl-Heinz Kalbfell, deutscher Automobilmanager und -rennfahrer († 2013)
- 29. Dezember: Wolle Kriwanek, deutscher Sänger († 2003)
- 31. Dezember: Karl Amon, österreichischer Journalist
- 31. Dezember: Neil Crang, australischer Automobilrennfahrer († 2020)
- 31. Dezember: Rainer Fetting, deutscher Maler und Bildhauer
- 31. Dezember: Bärbel Zieling, Oberbürgermeisterin von Duisburg

### Tag unbekannt
- Soazig Aaron, französische Schriftstellerin
- Ali Achour, marokkanischer Botschafter
- Bahaa el-Din Ahmed Hussein El-Akkad, ehemaliger ägyptischer Leiter einer Moscheengemeinschaft
- Klaus Ammann, deutscher Musiker und Komponist
- Meinrat O. Andreae, deutscher Mineraloge
- Claes Andrén, schwedischer Zoologe
- Franco Angeli, italienischer Filmregisseur
- Hans Anliker, schweizerischer Posaunist und Komponist
- Urs App, schweizerischer Forscher
- Arjun Appadurai, indischer Ethnologe
- Michel Arcand, kanadischer Filmeditor
- Martin Arndt, deutscher Wissenschaftsautor
- Dan Ashbel, israelischer Diplomat
- Charles Atlas, US-amerikanischer Filmregisseur, Performance- und Videokünstler
- Maria Sabine Augstein, deutsche Rechtsanwältin
- Michael Austermann, deutscher Pädagoge und Hochschullehrer
- Salwa Bakr, ägyptische Schriftstellerin
- Hans Christoph Becker-Foss, deutscher Organist und Chorleiter, Kirchenmusiker
- Jane Brockman, US-amerikanische Komponistin und Musikpädagogin
- Martin Brody, US-amerikanischer Komponist und Musikpädagoge
- Christina Calvo, deutsche Autorin
- Barry Cooper, englischer Musikwissenschaftler
- Nelson Delle-Vigne Fabbri, argentinischer Pianist und Musikpädagoge
- Robert Dickow, US-amerikanischer Komponist, Hornist und Musikpädagoge
- Klaus Eichhorn, deutscher Organist und Hochschullehrer
- Ayşe Erzan, türkische theoretische Physikerin
- Daniel Friedrich, deutscher Schauspieler
- Christian Funke, deutscher Geiger und Hochschullehrer
- Jack Gabel, US-amerikanischer Komponist
- Raviv Gazit, israelischer Komponist und Musikpädagoge
- Jörn Grabowski, deutscher Historiker und Archivar
- Friedemann Graef, deutscher Musiker
- Ulrich Hasenkamp, deutscher Wirtschaftsinformatiker und Hochschullehrer
- Alejandro Jara, chilenischer Diplomat und stellvertretender Generaldirektor der Welthandelsorganisation
- Hedi Kriegeskotte, deutsche Schauspielerin und Sprecherin
- Mary Jane Leach, US-amerikanische Komponistin
- Wolfgang Mahlow, deutscher Hörspiel- und Kinderbuchautor und Literaturkritiker
- Chris Mann, australischer Lyriker, Komponist und Performer († 2018)
- James Marshall, US-amerikanischer Komponist
- Uwe Mengel, deutscher Autor von Theaterstücken, Performances, Fernsehdokumentationen und Hörspielen
- Vasilis Papavasiliou, griechischer Regisseur und Schauspieler († 2025)
- Alain Pierre Pradel, französischer Komponist und Pianist
- Enrique Schmidt, nicaraguanischer Politiker († 1984)
- Katarina Tomaschewsky, deutsche Schauspielerin und Synchronsprecherin
- Glen Velez, US-amerikanischer Jazz-Perkussionist und Komponist
- Volker Wagner, deutscher Pädagoge, Leichtathletikmanager und -trainer
- Ewa Wycichowska, polnische Balletttänzerin und Choreographin
- Wu Xinxiong, chinesischer Politiker
- Wolfgang Zach, deutscher Maler und Objektkünstler

## Gestorben

### Januar
- 07. Januar: José Ramos Preto, Ministerpräsident von Portugal (* 1871)
- 09. Januar: Ernst Buddeberg, deutscher evangelisch-lutherischer Theologe, Pfarrer, Autor und Direktor der Liebenzeller Mission (* 1873)
- 09. Januar: Séraphin Buisset, französischer Politiker (* 1870)
- 10. Januar: Erich von Drygalski, deutscher Geograph, Geophysiker und Polarforscher (* 1865)
- 10. Januar: Max Haller, Schweizer evangelischer Geistlicher und Hochschullehrer (* 1879)
- 10. Januar: Francisco Soñé, dominikanischer Komponist, Musikpädagoge, Dirigent und Klarinettist (* 1860)
- 13. Januar: Aino Aalto, finnische Architektin und Designerin (* 1894)
- 13. Januar: Carl Zimmermann, preußischer Offizier und Kommandeur der Schutztruppe Kamerun (* 1864)
- 15. Januar: Jakob Künzler, Schweizer Zimmermann, Diakon, evangelischer Missionar, Arzt und Retter von armenischen Waisen (* 1871)
- 15. Januar: Engelbert-Maria, Herzog von Arenberg (* 1872)
- 16. Januar: Mike Connors, australischer Schauspieler und Theaterleiter (* 1892)
- 16. Januar: Gabriel Hatton, französischer Automobilrennfahrer (* 1877)
- 18. Januar: Adalbert Hock, deutscher Maler (* 1866)
- 19. Januar: Herbert Drews, deutscher Motorradrennfahrer (* 1907)
- 27. Januar: Boris Assafjew, russischer Komponist (* 1884)
- 28. Januar: Jean-Pierre Wimille, französischer Automobilrennfahrer (* 1908)
- 30. Januar: Rice W. Means, US-amerikanischer Politiker (* 1877)
- 31. Januar: Otto Hupp, deutscher Grafiker (* 1859)

### Februar
- 01. Februar: Nicolae Cocea, rumänischer Schriftsteller (* 1880)
- 03. Februar: Karl Schubert, österreichischer Heilpädagoge und Waldorfpädagoge (* 1889)
- 06. Februar: Georg Amberger, deutscher Leichtathlet (* 1890)
- 08. Februar: Franco Leoni, italienischer Komponist (* 1864)
- 08. Februar: Leonid Alexejewitsch Polowinkin, russischer Komponist (* 1894)
- 10. Februar: Abe Isoo, japanischer Parlamentarier, Intellektueller und Pazifist (* 1865)
- 11. Februar: Johannes Freumbichler, österreichischer Heimatschriftsteller (* 1881)
- 11. Februar: Axel Munthe, schwedischer Arzt und Autor (* 1857)
- 12. Februar: Hassan al-Banna, ägyptischer Lehrer und Gründer der Muslimbruderschaft (* 1906)

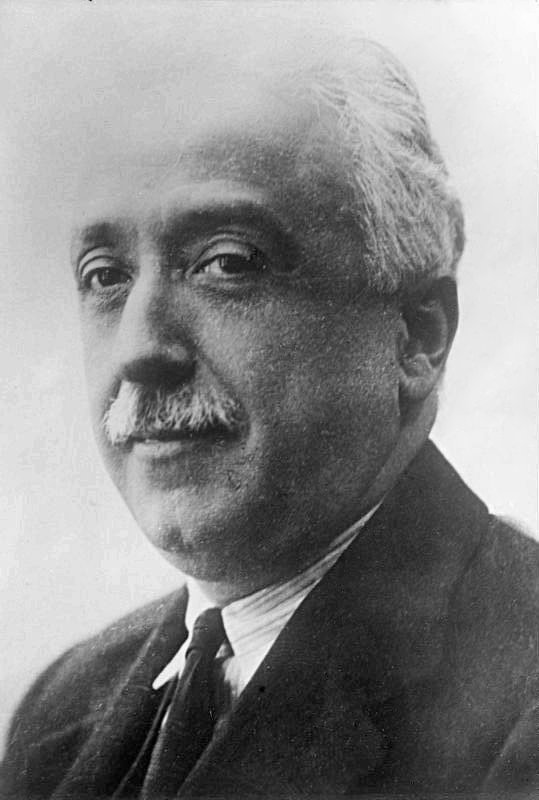
Niceto Alcalá Zamora, 1931

- 18. Februar: Niceto Alcalá Zamora, spanischer liberaler Politiker und erster Staatspräsident der Zweiten Republik (* 1877)
- 20. Februar: Alexander Bittorf, deutscher innerer Mediziner und Pathologe (* 1876)
- 27. Februar: Franz Adam Beyerlein, deutscher Schriftsteller (* 1871)

### März
- 02. März: Pietro Ferrero, italienischer Unternehmer (* 1898)
- 04. März: Joannes Baptista Sproll, Bischof und Gegner des Nationalsozialismus (* 1870)
- 05. März: Walter Gresham Andrews, US-amerikanischer Politiker (* 1889)
- 06. März: Al Bernard, US-amerikanischer Sänger (* 1888)
- 06. März: Robert Storm Petersen, dänischer Maler, Cartoonist, Schnellzeichner, Conférencier, Kabarettist und Schauspieler (* 1882)
- 11. März: Hans Langmaack, deutscher Schauspieler, Hörspielsprecher, -regisseur, Rezitator und Schauspiellehrer (* 1870)
- 12. März: August Bier, deutscher Chirurg (* 1861)
- 14. März: Georg Hellmuth Neuendorff, deutscher Schriftsteller und Reformpädagoge (* 1882)
- 16. März: Leyland Hodgson, englischer Schauspieler (* 1892)
- 19. März: Vinçenc Kolë Prennushi, albanischer römisch-katholischer Erzbischof (* 1885)
- 21. März: Elbridge Ayer Burbank, US-amerikanischer Maler (* 1858)
- 21. März: Erwin Lendvai, ungarischer Komponist (* 1882)
- 23. März: Joseph Neuhäuser, deutscher Komponist (* 1890)
- 25. März: August Wilhelm von Preußen, preußischer Prinz und SA-Führer (* 1887)
- 28. März: Theodor Seitz, deutscher Kolonialpolitiker (* 1863)
- 29. März: Theodor Reismann-Grone, deutscher Verleger und Politiker (* 1863)

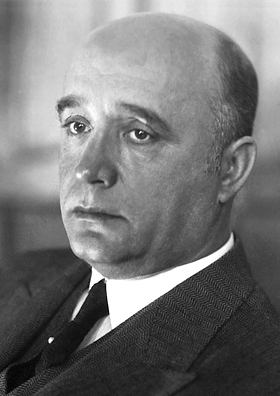
Friedrich Bergius

- 30. März: Friedrich Bergius, deutscher Chemiker und Nobelpreisträger (* 1884)
- 30. März: Joshua Philip Turner, britischer Automobilrennfahrer (* 1897)

### April
- 04. April: Stephen Lucas Bridges, argentinischer Schriftsteller, Ethnograph und Farmer (* 1874)
- 05. April: Ernst Lommatzsch, deutscher Altphilologe (* 1871)
- 05. April: Erich Zeigner, Ministerpräsident von Sachsen und Oberbürgermeister von Leipzig (* 1886)
- 08. April: Wilhelm Adam, deutscher Heeresoffizier (* 1877)
- 10. April: Jara Beneš, tschechischer Komponist (* 1897)
- 10. April: Adolf Wallenberg, deutscher Internist und Neurologe (* 1862)
- 13. April: Marie-Louise Berneri, italienische Autorin und Anarchistin (* 1918)
- 18. April: Paul Wilhelm Georg Hoffmann, deutscher Politiker und Reichstagsabgeordneter (* 1879)
- 18. April: Ulrich Salchow, schwedischer Eiskunstläufer (* 1877)
- 25. April: Jankel Adler, polnischer Maler und Graveur (* 1895)
- 27. April: Frederic Collin Walcott, US-amerikanischer Politiker (* 1869)
- 28. April: Chairil Anwar, indonesischer Dichter (* 1922)
- 29. April: Fabian Ware, britischer Generalmajor (* 1869)

### Mai
- 01. Mai: Charles Delaporte, französischer Ruderer und Radsportler (* 1880)
- 01. Mai: Josep Maria Jujol, katalanischer Architekt (* 1879)
- 03. Mai: Mariano Fortuny, spanischer Modeschöpfer, Maler und Innenarchitekt (* 1871)
- 04. Mai: Valerio Bacigalupo, italienischer Fußballspieler (* 1924)
- 04. Mai: Aldo Ballarin, italienischer Fußballspieler (* 1922)
- 04. Mai: Émile Bongiorni, französischer Fußballspieler (* 1921)
- 04. Mai: Eusebio Castigliano, italienischer Fußballspieler (* 1921)
- 04. Mai: Ernő Erbstein, ungarischer Fußballspieler und -trainer (* 1898)
- 04. Mai: Rubens Fadini, italienischer Fußballspieler (* 1927)
- 04. Mai: Guglielmo Gabetto, italienischer Fußballspieler (* 1916)
- 04. Mai: Roger Grava, italienisch-französischer Fußballspieler (* 1922)
- 04. Mai: Giuseppe Grezar, italienischer Fußballspieler (* 1918)
- 04. Mai: Ezio Loik, italienischer Fußballspieler (* 1919)
- 04. Mai: Virgilio Maroso, italienischer Fußballspieler (* 1925)
- 04. Mai: Danilo Martelli, italienischer Fußballspieler (* 1923)
- 04. Mai: Valentino Mazzola, italienischer Fußballspieler (* 1919)
- 04. Mai: Romeo Menti, italienischer Fußballspieler (* 1919)
- 04. Mai: Piero Operto, italienischer Fußballspieler (* 1926)
- 04. Mai: Franco Ossola, italienischer Fußballspieler (* 1921)
- 04. Mai: Mario Rigamonti, italienischer Fußballspieler (* 1922)
- 04. Mai: Július Schubert, tschechoslowakischer Fußballspieler (* 1922)
- 05. Mai: Carlo Felice Trossi, italienischer Automobilrennfahrer (* 1908)
- 06. Mai: Maurice Maeterlinck, belgischer Schriftsteller und Nobelpreisträger (* 1862)
- 09. Mai: Louis II., Fürst von Monaco (* 1870)
- 13. Mai: Nakamura Murao, japanischer Literaturtheoretiker und -kritiker (* 1886)
- 15. Mai: Mary Antin, US-amerikanische Autorin und Aktivistin (* 1881)
- 18. Mai: Karl Vossler, deutscher Literaturhistoriker und Romanist (* 1872)
- 19. Mai: Peter Jilemnický, tschechischer Schriftsteller (* 1901)
- 19. Mai: Paul Schultze-Naumburg, deutscher Architekt und Kunsttheoretiker (* 1869)

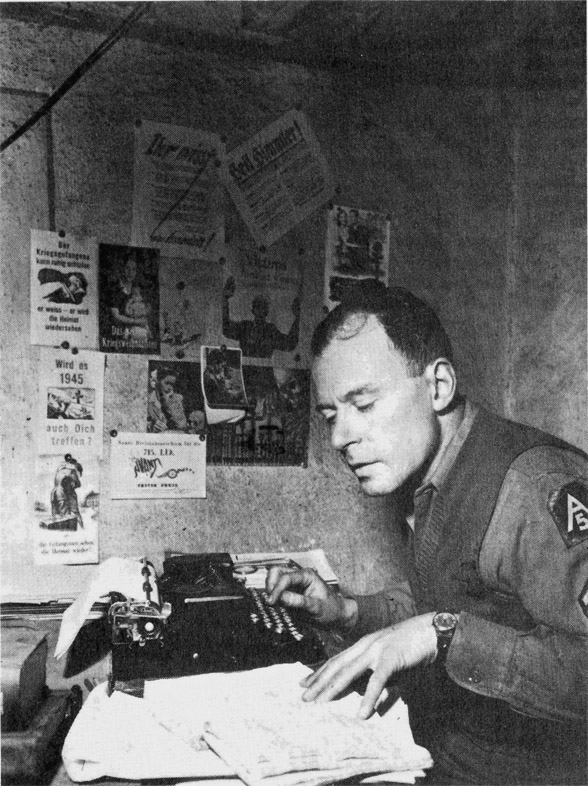
Klaus Mann, 1944

- 21. Mai: Klaus Mann, deutscher Schriftsteller (* 1906)
- 21. Mai: Antonio Mesa, dominikanischer Sänger (* 1895)
- 22. Mai: James V. Forrestal, US-amerikanischer Politiker (* 1892)
- 22. Mai: Hans Pfitzner, deutscher Komponist (* 1869)
- 24. Mai: Rosita Renard, chilenische Pianistin (* 1894)
- 24. Mai: Philipp Zoch, deutscher General (* 1892)
- 27. Mai: Rosy Wertheim, niederländische Komponistin, Pianistin und Musikpädagogin (* 1888)
- 30. Mai: Franz von Rintelen, deutscher Offizier und Spion (* 1878)
- 00. Mai: Willy Rosenstein, deutscher Pilot, Kampfflieger und Automobilrennfahrer (* 1892)

### Juni
- 03. Juni: Marthe Bray, französische Feministin (* 1884)
- 04. Juni: Miel van Leijden, niederländischer Fußballspieler (* 1885)
- 10. Juni: Sigrid Undset, norwegische Schriftstellerin (* 1882)
- 11. Juni: Charles Brunet, französischer Automobilrennfahrer (* 1895)
- 11. Juni: Koçi Xoxe, albanischer Politiker (* 1911)
- 11. Juni: Oton Župančič, slowenischer Schriftsteller (* 1878)
- 14. Juni: Otto Stählin, deutscher Altphilologe (* 1868)
- 17. Juni: Arvo Ossian Aaltonen, finnischer Schwimmer (* 1889)
- 19. Juni: William Comstock, US-amerikanischer Politiker (* 1877)
- 19. Juni: Ferdinand Weisheitinger, als Weiß Ferdl bekannt gewordener Humorist aus Bayern (* 1883)
- 23. Juni: Heinrich Schnee, deutscher Gouverneur und Politiker, MdR, Mitglied der Lytton-Kommission des Völkerbundes (* 1871)
- 25. Juni: Carl Nonn, deutscher Maler (* 1876)
- 26. Juni: Ray Lyman Wilbur, US-amerikanischer Politiker und Mediziner (* 1875)

### Juli
- 02. Juli: Georgi Dimitrow, bulgarischer Politiker (* 1882)
- 02. Juli: Bud Scott, amerikanischer Jazzmusiker (* 1890)
- 03. Juli: Friedrich Ablass, deutscher Politiker (* 1895)
- 07. Juli: Henry F. Hollis, US-amerikanischer Politiker (* 1869)
- 07. Juli: Bunk Johnson, US-amerikanischer Kornettist und Trompeter (* 1879)
- 09. Juli: Fritz Hart, englischer Komponist (* 1874)
- 09. Juli: Elliot Major, US-amerikanischer Politiker (* 1864)
- 11. Juli: Arminio Janner, Schweizer Hochschullehrer und Publizist (* 1886)
- 11. Juli: Beauford H. Jester, US-amerikanischer Politiker (* 1893)
- 13. Juli: Walt Kuhn, US-amerikanischer Künstler und Organisator der Armory Show von 1913 (* 1877)
- 13. Juli: Walther Wadehn, deutscher Generalmajor (* 1896)
- 14. Juli: Cäsar von Arx, Schweizer Dramatiker (* 1895)
- 14. Juli: Amédée Tremblay, kanadischer Organist, Komponist und Musikpädagoge (* 1876)
- 17. Juli: Miel Mundt, niederländischer Fußballspieler (* 1880)
- 18. Juli: Bernhard Hoetger, deutscher Maler und Bildhauer (* 1874)
- 26. Juli: Otto von Mendelssohn Bartholdy, deutscher Bankier (* 1868)
- 31. Juli: Albert Rehm, deutscher Altphilologe (* 1871)

### August
- 03. August: Oskar Grether, deutscher evangelischer Theologe und Hochschullehrer (* 1902)
- 05. August: Louis Colas, französischer Automobilrennfahrer (* 1888)
- 08. August: Richard Watney, britischer Automobilrennfahrer und Geschäftsmann (* 1904)
- 09. August: Harry Davenport, US-amerikanischer Schauspieler (* 1866)
- 10. August: Homer Burton Adkins, US-amerikanischer Chemiker (* 1892)
- 11. August: Maurice Tornay, Augustiner-Chorherr (* 1910)
- 12. August: Al Shean, US-amerikanisch-deutscher Komiker (* 1868)
- 16. August: John Lemmoné, australischer Flötist, Komponist und Musikmanager (* 1861)

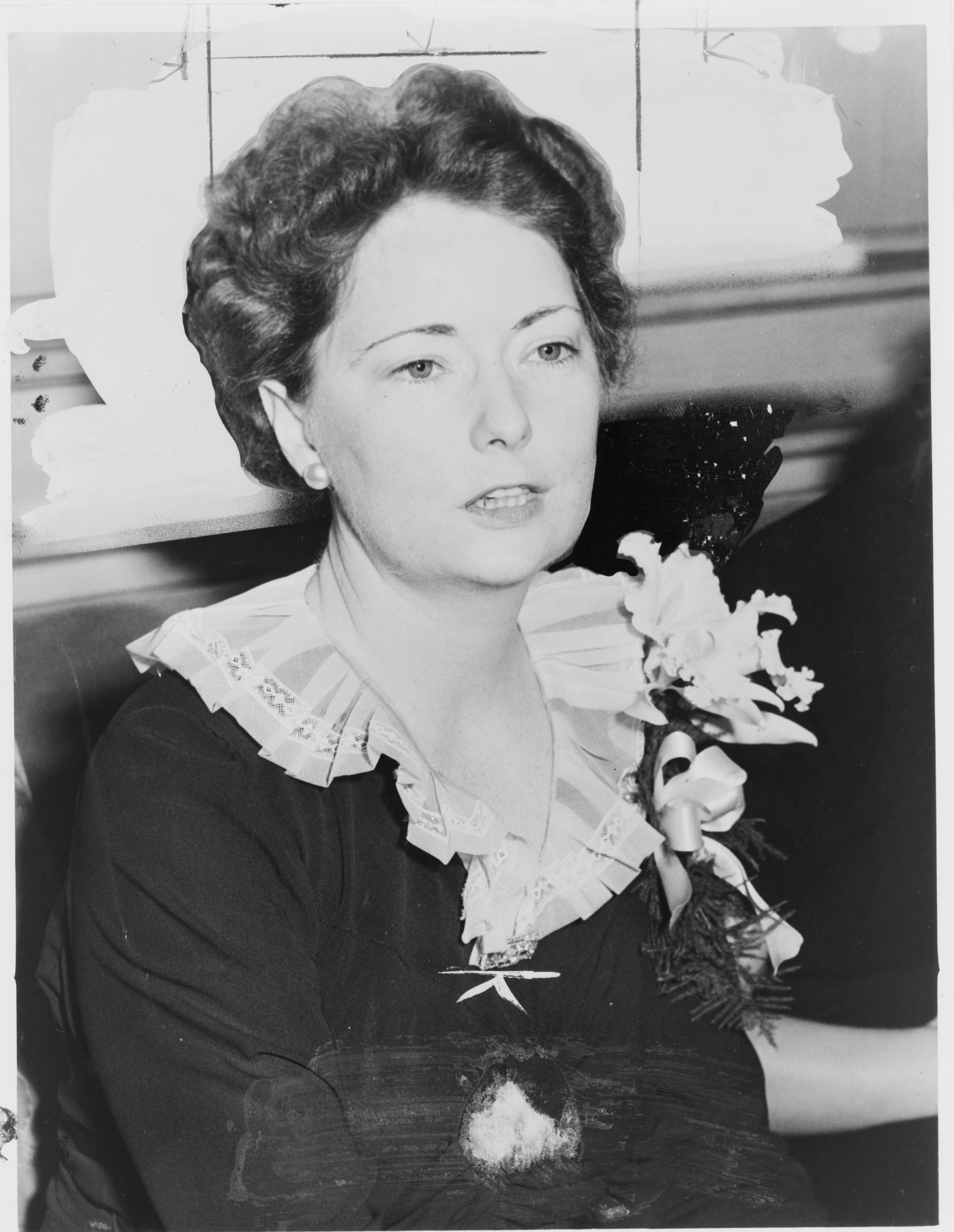
Margaret Mitchell, 1941

- 16. August: Margaret Mitchell, US-amerikanische Schriftstellerin (* 1900)
- 17. August: Sophie von Arnim, deutsche Schriftstellerin (* 1876)
- 18. August: József Viola, ungarischer Fußballspieler und -trainer (* 1896)
- 21. August: Gerhard von Keußler, deutscher Komponist und Dirigent (* 1874)
- 23. August: Herbert Greenfield, kanadischer Politiker (* 1869)
- 26. August: Theodor Barth, Schweizer Kunstmaler (* 1875)
- 26. August: Philipp Borchers, deutscher Bergsteiger und Funktionär (* 1887)
- 000August: Karl Ahorner, österreichischer Politiker (* 1889)

### September
- 02. September: Louis Chenard, französischer Unternehmer und Automobilrennfahrer (* 1887)
- 03. September: Giovanni Costetti, italienischer Maler (* 1874)
- 04. September: Frank Croxton, US-amerikanischer Sänger (* 1877)
- 04. September: Hermann August Eidmann, deutscher Zoologe und Forstwissenschaftler (* 1897)
- 04. September: Herbert Eulenberg, deutscher Dichter und Schriftsteller (* 1876)
- 04. September: Liberato Ribeiro Pinto, portugiesischer Militär und Politiker, Ministerpräsident (* 1880)
- 05. September: E. Robert Schmitz, französischer Pianist und Musikpädagoge (* 1889)

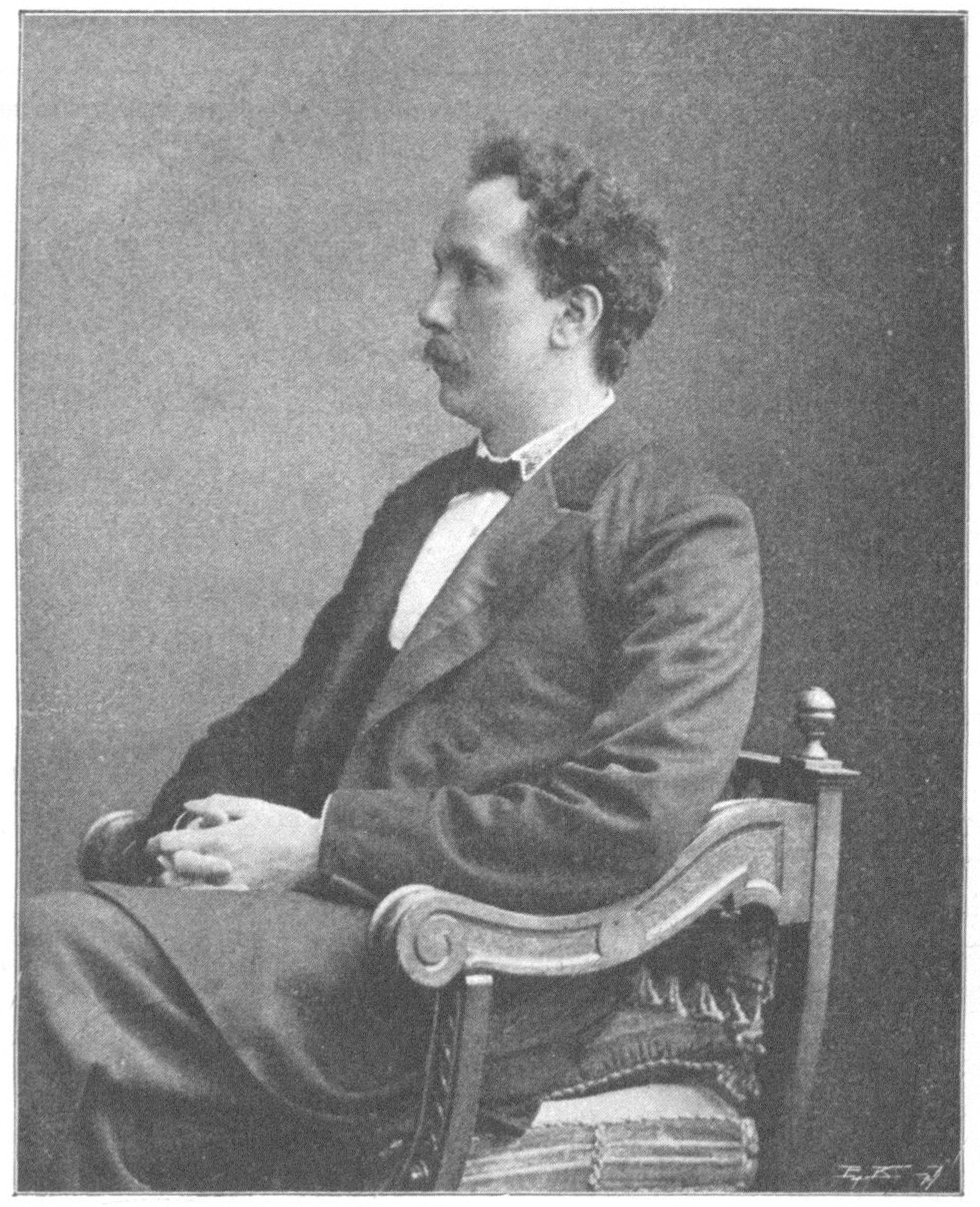
Richard Strauss, um 1900

- 08. September: Richard Strauss, deutscher Komponist (* 1864)
- 10. September: John E. Weeks, US-amerikanischer Politiker (* 1853)
- 11. September: Henri Rabaud, französischer Komponist (* 1873)
- 12. September: Walter Buch, Reichsleiter der NSDAP (* 1883)
- 12. September: Harry T. Burleigh, US-amerikanischer Komponist (* 1866)
- 13. September: August Krogh, dänischer Arzt und Zoologe (* 1874)
- 14. September: Gottfried Graf von Bismarck-Schönhausen, Landwirt und Reichstagsabgeordneter der NSDAP (* 1901)
- 14. September: Ludwig Hohlwein, deutscher Plakatkünstler (* 1874)
- 16. September: Victor Cordero Gonzales, peruanischer Sänger und Komponist (* 1893)
- 19. September: Robert Poirier, französischer Flieger, Résistancekämpfer und Automobilrennfahrer (* 1894)
- 19. September: Nikos Skalkottas, griechischer Komponist (* 1904)
- 22. September: Edouard Giroux, französischer Automobilrennfahrer (* 1871)
- 23. September: Pierre de Bréville, französischer Komponist (* 1861)
- 28. September: Nancy Dalberg, dänische Komponistin (* 1881)

### Oktober
- 02. Oktober: Kosta Manojlović. serbischer Komponist und Musikethnologe (* 1890)
- 05. Oktober: Madeleine Vernet, französische Feministin, Pazifistin und Erzieherin (* 1878)
- 06. Oktober: Robert E. Hannegan, US-amerikanischer Politiker (* 1903)
- 07. Oktober: Hugo Chanoch Fuchs, Rabbiner und jüdischer Historiker (* 1878)
- 07. Oktober: Martin Punitzer, deutscher Architekt (* 1889)
- 08. Oktober: Friedrich Ackermann, bayerischer Politiker und Jurist (* 1876)
- 08. Oktober: Bert H. Miller, US-amerikanischer Politiker (* 1879)
- 10. Oktober: Charles Silver, französischer Komponist (* 1868)
- 11. Oktober: Albert H. Rausch, deutscher Schriftsteller (* 1882)
- 13. Oktober: August Aichhorn, österreichischer Pädagoge und Psychoanalytiker (* 1878)
- 14. Oktober: Karl Adrian, österreichischer Heimatforscher (* 1861)
- 15. Oktober: László Rajk, ungarischer Politiker (* 1909)
- 17. Oktober: Gustav Schröer, deutscher Journalist und Schriftsteller (* 1876)
- 19. Oktober: Carlo Montù, italienischer Offizier, Flieger, Politiker, Ingenieur, Fußballspieler und Sportfunktionär (* 1869)
- 20. Oktober: Jacques Copeau, französischer Dramatiker, Schauspieler und Theaterleiter (* 1879)
- 27. Oktober: Fritz Linnert, deutscher Politiker der FDP (* 1885)
- 28. Oktober: Jaroslav Labský, tschechischer Komponist (* 1875)
- 29. Oktober: Georges I. Gurdjieff, griechisch-armenischer Weisheitslehrer, Choreograph, Komponist (* vermutlich 1872)
- 31. Oktober: Édouard Dujardin, französischer Schriftsteller (* 1861)
- 31. Oktober: Edward Stettinius Jr., US-amerikanischer Außenminister (* 1900)

### November
- 04. November: Otto Arthur Siegfried von Auwers, deutscher Physiker (* 1895)
- 04. November: Hans Ryffel, Schweizer Beamter (* 1878)
- 06. November: Alwin Brandes, deutscher Politiker und Gewerkschaftsführer (* 1866)
- 09. November: Louis Arnould, französischer Romanist und Französist (* 1864)
- 11. November: Alphonse Boog, französischer Komponist, Pädagoge und Historiker (* 1872)
- 12. November: Johannes Runge, deutscher Leichtathlet und Sportfunktionär (* 1878)
- 15. November: Nathuram Godse, Mörder von Mahatma Gandhi (* 1910)
- 18. November: Elmer Ivan Applegate, US-amerikanischer Botaniker (* 1867)
- 19. November: James Ensor, belgischer Maler (* 1860)

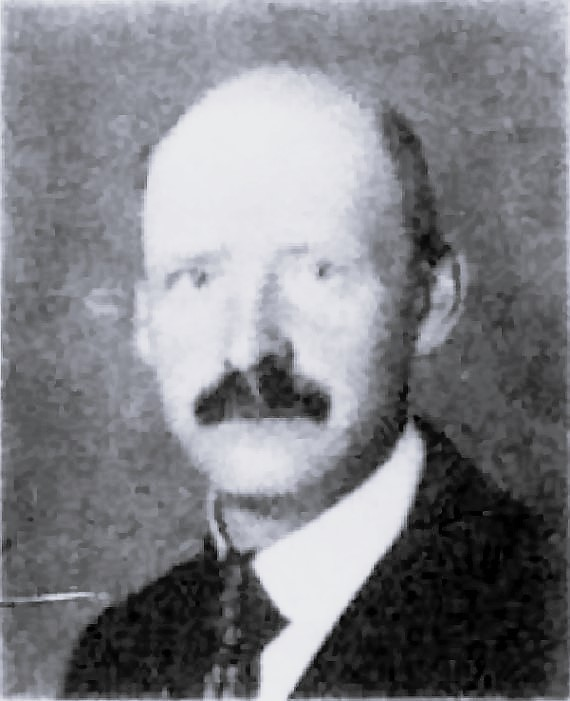
Gustav Radbruch, vor 1921

- 23. November: Gustav Radbruch, deutscher Rechtsgelehrter und -politiker (* 1878)
- 25. November: Günther Sewald, deutscher Politiker (* 1905)
- 25. November: John Callaway Walton, US-amerikanischer Politiker (* 1881)
- 26. November: Enrico Brusoni, italienischer Radrennfahrer (* 1878)
- 27. November: William H. King, US-amerikanischer Politiker (* 1863)
- 28. November: Pierre Bacqueyrisses, französischer Unternehmer und Automobilrennfahrer (* 1893)
- 30. November: Julius P. Heil, US-amerikanischer Politiker (* 1876)

### Dezember
- 05. Dezember: Alfred J. Lotka, österreichisch-amerikanischer Mathematiker, Chemiker, Ökologe und Demograph (* 1880)
- 06. Dezember: Leadbelly, US-amerikanischer Blues-Sänger (* 1889)
- 11. Dezember: Fiddlin’ John Carson, US-amerikanischer Country-Musiker (* 1868)
- 11. Dezember: Charles Dullin, französischer Schauspieler, Regisseur und Theaterleiter (* 1885)
- 12. Dezember: Arthur Tetzlaff, deutscher Verleger (* 1871)
- 16. Dezember: Jean-Josaphat Gagnier, kanadischer Dirigent und Komponist (* 1885)
- 16. Dezember: Ferdinand Pfohl, deutscher Musikkritiker, Schriftsteller und Komponist (* 1862)
- 17. Dezember: David Stanley Smith, US-amerikanischer Komponist (* 1877)
- 18. Dezember: Sem Benelli, italienischer Dramatiker (* 1877)
- 19. Dezember: Toni Attenberger, deutscher Filmregisseur, Filmproduzent, Drehbuchautor, Journalist und Schriftsteller (* 1882)
- 20. Dezember: Wilhelm Weigand, deutscher Dichter und Schriftsteller (* 1862)
- 22. Dezember: Wilhelm August Lautenschläger, deutscher Komponist und Pianist (* 1880)
- 23. Dezember: Arthur Eichengrün, deutscher Chemiker (* 1867)
- 24. Dezember: Wilhelm Schüffner, niederländischer Mikrobiologe und Immunologe (* 1867)
- 27. Dezember: Iva Anderson, US-amerikanische Jazzsängerin (* 1905)
- 28. Dezember: Hervey Allen, US-amerikanischer Schriftsteller (* 1889)
- 31. Dezember: Josef Maria Auchentaller, österreichischer Maler, Zeichner und Grafiker (* 1865)

### Tag unbekannt
- Eduardo Chicharro y Agüera, spanischer Maler (* 1873)
- Hagop Iskender, armenisch-türkischer Fotograf (* 1871)
- Hugo Suette, österreichischer Politiker (NSDAP) und Kriegsverbrecher (* 1903)
- Ulises Vásquez, chilenischer Maler (* 1892)

## Nobelpreise
- Physik: Yukawa Hideki
- Chemie: William Francis Giauque
- Medizin: Walter Rudolf Hess und Egas Moniz
- Literatur: William Faulkner
- Friedensnobelpreis: John Boyd Orr, 1. Baron Boyd-Orr